# Caen
Pour les articles homonymes, voir Caen (homonymie).
Pour l’article ayant un titre homophone, voir Camp.
« Caennais » redirige ici. Pour les articles homophones, voir Canet et Cannet.
Caen [kɑ̃] est une commune française du nord-ouest de la France située en Normandie. Elle est la préfecture du département du Calvados, et était jusqu'au 1er janvier 2016 le chef-lieu de l'ancienne région Basse-Normandie. Depuis 2016, elle est le siège du conseil régional de Normandie et la capitale politique de la région. Rouen est le siège de la préfecture (chef-lieu) est la capitale administrative.
Son grand nombre d'édifices religieux lui vaut le surnom de « Ville aux Cent Clochers » à l'instar d'autres villes comme Rouen ou Poitiers. Ses habitants sont appelés les Caennais [kanɛ].
Cité de Guillaume le Conquérant et capitale du duché de Normandie avec Rouen, la ville a hérité d'un très riche patrimoine architectural en partie détruit lors de la bataille de Caen. La ville a gardé la mémoire de ce moment clé de la Seconde Guerre mondiale en édifiant notamment un Mémorial pour la Paix, célèbre dans le monde pour les cérémonies de commémorations qui y ont lieu.
Du fait de son positionnement dans la recherche (avec le Ganil par exemple), de l'ancienneté de son université (fondée en 1432), de sa grande richesse culturelle (agglomération française la plus dotée en équipements culturels rapportés au nombre d'habitants[réf. nécessaire]) et de son caractère festif, Caen est parfois considérée comme étant la capitale culturelle et intellectuelle de la Normandie.
Peuplée intra-muros de 108 398 habitants, Caen est la commune la plus peuplée du département du Calvados. La ville se classe au trente-huitième rang en ce qui concerne le territoire français pris en totalité (métropole et outre-mer). Elle est au centre d'une agglomération de 205 708 habitants (3e après Rouen et Le Havre) et à la tête d'une aire d'attraction de 480 087 habitants (2e de la région après celle de Rouen et au 19e rang national). Elle est le siège de la communauté urbaine Caen la Mer, qui compte 268 470 habitants.

## Géographie

### Situation, relief et géomorphologie
Caen, comme toute la moitié orientale de l'ancienne Basse-Normandie, fait partie du Bassin parisien. Elle est située à deux heures au nord-ouest de Paris par l'autoroute A13, dite « autoroute de Normandie » et environ à deux heures par le train de la gare de Paris-Saint-Lazare. Elle est reliée au sud de l'Angleterre par la ligne de ferry Caen-(Ouistreham Riva-Bella) - Portsmouth.
Elle se trouve à quinze kilomètres du littoral, des plages du Débarquement, des célèbres stations balnéaires de Cabourg et de Deauville entre autres, de la Suisse normande et du pays d'Auge.
Caen est située au centre-nord du Calvados au milieu de sa plaine, propice à la culture céréalière (plaine de Caen) ; elle a été fondée dans une vallée alluviale marécageuse à la confluence de l'Odon et de l'Orne, fleuve qui se jette 10 km plus au nord dans la mer de la Manche. L'agglomération caennaise se développe aujourd'hui sur le plateau. Son développement urbain est marqué par un fort étalement.
À l'ouest de la ville, s'étend le Bocage normand (Bessin et Bocage virois), à l'est le pays d'Auge, au sud sa plaine se prolonge jusqu'aux frontières de la Normandie avec les Pays de la Loire (campagne de Falaise).
Au nord, la mer de la Manche borde l'agglomération caennaise (côte de Nacre), faisant partie de la communauté urbaine Caen la Mer.
Le territoire communal couvre 2 570 hectares. Il culmine à 73 mètres au nord, le point le plus bas (2 mètres) se situant à l'est, à la sortie de l'Orne.

### Communes limitrophes
Les communes limitrophes sont Bretteville-sur-Odon, Carpiquet, Cormelles-le-Royal, Épron, Fleury-sur-Orne, Hérouville-Saint-Clair, Ifs, Louvigny, Mondeville, Saint-Contest et Saint-Germain-la-Blanche-Herbe.
| Saint-Germain-la-Blanche-Herbe  | Saint-Contest, Épron | Hérouville-Saint-Clair |
| Carpiquet, Bretteville-sur-Odon | Caen                 | Mondeville             |
| Louvigny                        | Fleury-sur-Orne, Ifs | Cormelles-le-Royal     |

Les limites actuelles de la commune ont définitivement été fixées dans la deuxième partie du XXe siècle. En 1952, l'intégralité de la commune de Venoix et une partie de la commune de Cormelles (Cormelles-le-Royal depuis 1969) sont rattachées à Caen. Une nouvelle partie de Cormelles est rattachée à Caen en 1965. Enfin, en 1979, la commune de Caen et celle d'Hérouville-Saint-Clair échangent une petite partie de leur territoire.

### Géologie

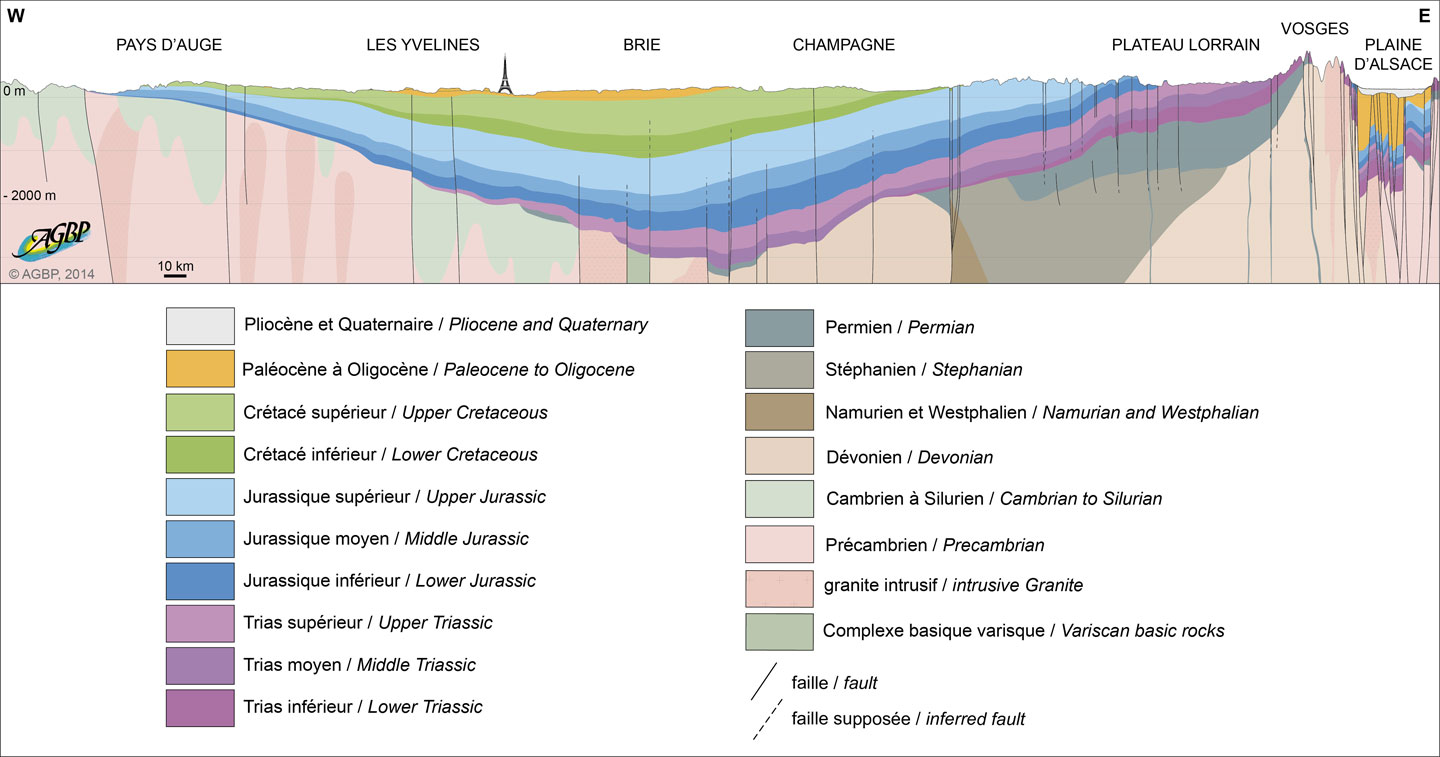
Coupe géologique détaillée montrant la couverture sédimentaire du Bassin parisien.

Sur le bâti ancien du Massif armoricain, la région du Bessin et de la Plaine de Caen se comportent « durant le Mésozoïque comme une bordure soumise aux variations du niveau marin qu'elles soient d'origines épirogéniques ou eustatiques. Après un premier comblement des points bas durant le Trias, la conquête de la mer jurassique, vers le Sud et l'Ouest, s'affirme petit à petit, au cours de trois grands cycles de transgression de plus en plus large. Tout d'abord, durant le Lias, puis au Bajocien, enfin au cours du Bathonien. Les formations déposées sont essentiellement calcaires dans la Campagne de Caen et plus argileuses dans le Bessin. De nombreux niveaux fossilifères, dont l'épaisseur n'excède parfois pas plus d'un mètre, peuvent se retrouver avec une grande continuité ».
|                                                     |
| Carte géologique des régions environnant la Manche. |

|                                                                             |
| La dislocation de la Pangée oriente l'évolution géodynamique du mésozoïque. |

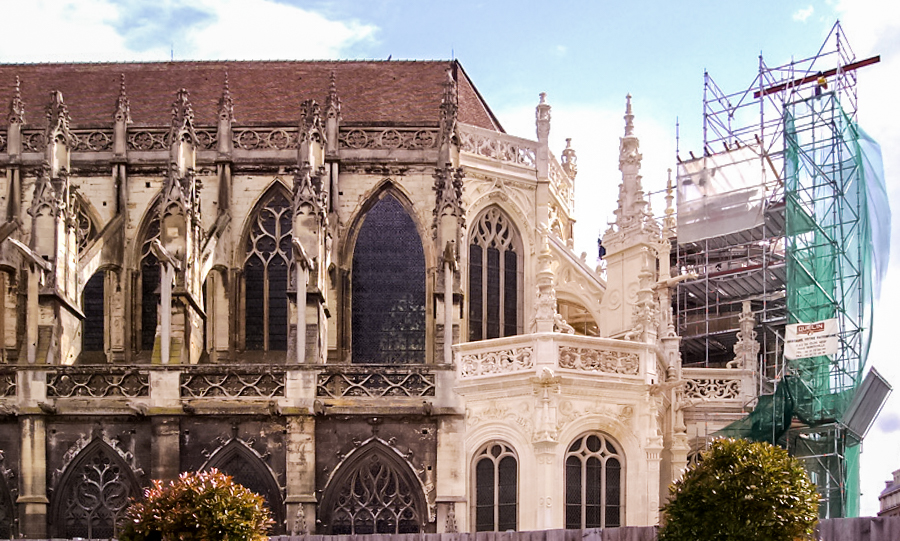
Pierre de Caen avant et après restauration (église Saint-Pierre).

La pierre blonde, dont les carrières, aujourd'hui fermées, s'étendent sous la ville de Caen, fut exploitée intensivement jusqu'au début du XXe siècle. Elle fut très utilisée par les ducs normands, notamment pour les grands bâtiments en Angleterre puis, plus tard, pour les premiers gratte-ciels et bâtisses de New York. Au XIXe siècle, 200 bateaux font la navette avec le port de Caen d'où partent 25 000 tonnes par an. La concurrence du béton, ajoutée à l'exploitation de plus en plus difficile des galeries, a entraîné une cessation d'activité, la pierre de Saint-Maximin la remplaçant sur les bâtiments publics.
Sous l'impulsion de Jean-Marie Girault, la construction du Mémorial de Caen profite en 1986 d'une autorisation temporaire d'extraction. En mars 2004, la carrière de Cintheaux, fermée à fin du XIXe siècle, a été rouverte à la demande de la Ville de Caen pour fournir de la pierre de Caen aux grands chantiers de restauration alors entrepris.
Les anciennes carrières médiévales représentent un réseau de galeries souterraines de 200  à   300 hectares. Lors du débarquement de Normandie, les Caennais s'y réfugient entre juin et juillet 1944, jusqu'à 15 000 à Mondeville, Fleury-sur-Orne, la Maladrerie (quartier de Caen) et Vaucelles. Pour surveiller ses souterrains, Caen est une des rares villes françaises à être dotée, comme Paris, d'un service des carrières.

### Codes
Le code de la commune est « CN » dans la liste des quartiers d'immatriculation des navires en France.

### Hydrographie
La commune est située dans le bassin Seine-Normandie. Elle est drainée par l'Orne, l'Odon, la Noé, le canal de Caen à la Mer, un bras de l'Odon, le Bassin Saint-Pierre et divers autres petits cours d'eau,.
L'Orne, d'une longueur de 170 km, prend sa source dans la commune d'Aunou-sur-Orne et se jette  dans l'embouchure de l'Orne à Merville-Franceville-Plage, après avoir traversé 60 communes. 
L'Odon, d'une longueur de 47 km, prend sa source dans la commune des Monts d'Aunay et se jette  dans l'Orne à Fleury-sur-Orne, après avoir traversé 20 communes. 
Le canal de Caen à la mer, un canal, chenal navigable d'une longueur de 14 km, prend sa source dans la commune  et se jette  dans l'embouchure de l'Orne à Ouistreham, après avoir traversé six communes. 

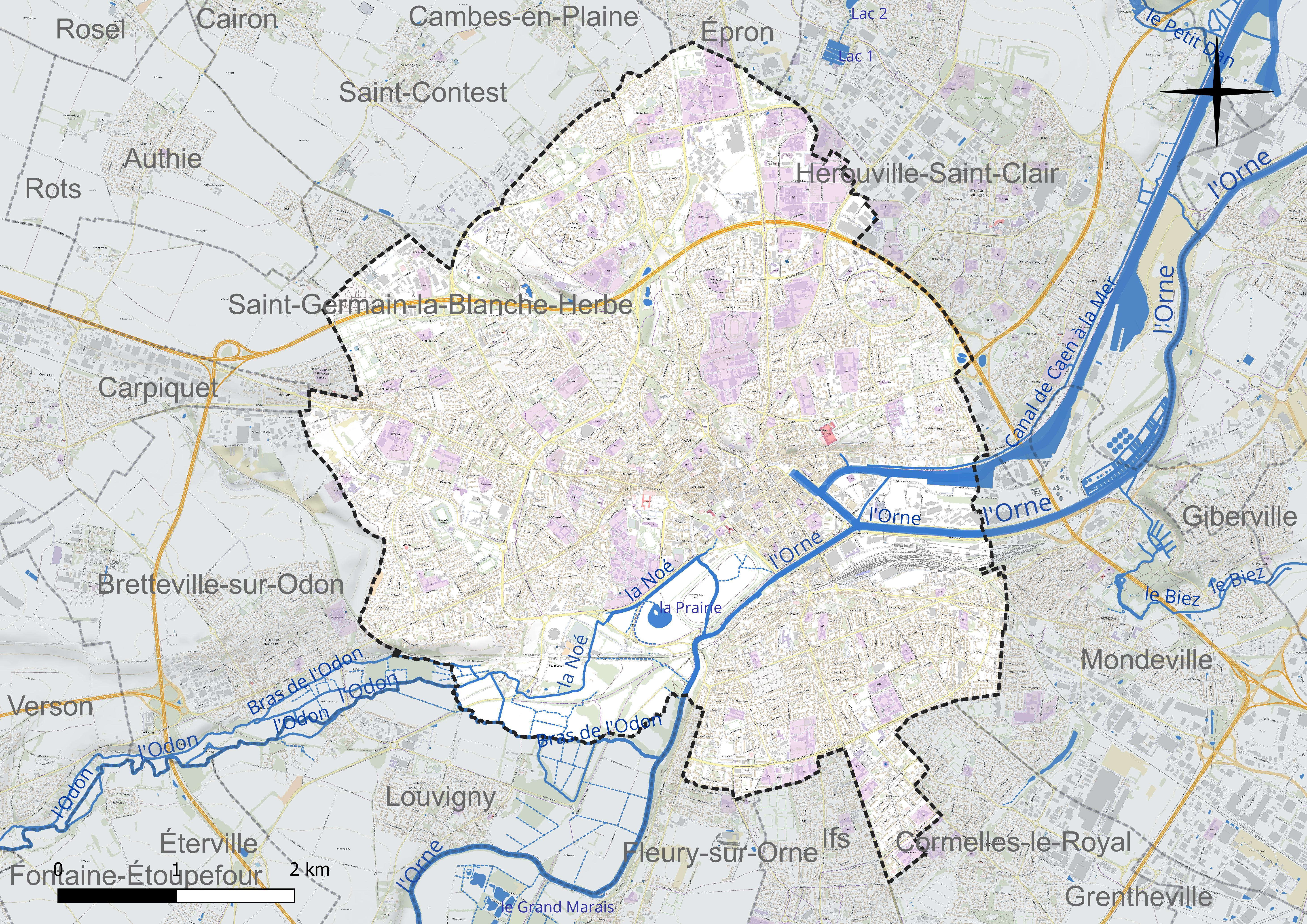
Réseau hydrographique de Caen.

Un plan d'eau complète le réseau hydrographique : la Prairie (2,7 ha),.

### Climat
Pour des articles plus généraux, voir Climat de la Normandie et Climat du Calvados.
En 2010, le climat de la commune est de type climat océanique altéré, selon une étude du CNRS s'appuyant sur une série de données couvrant la période 1971-2000. En 2020, Météo-France publie une typologie des climats de la France métropolitaine dans laquelle la commune est exposée à un climat océanique et est dans la région climatique Normandie (Cotentin, Orne), caractérisée par une pluviométrie relativement élevée (850 mm/a) et un été frais (15,5 °C) et venté.
Pour la période 1971-2000, la température annuelle moyenne est de 10,8 °C, avec une amplitude thermique annuelle de 12,1 °C. Le cumul annuel moyen de précipitations est de 689 mm, avec 11,3 jours de précipitations en janvier et 7,4 jours en juillet. Pour la période 1991-2020, la température moyenne annuelle observée sur la station météorologique la plus proche, située sur la commune de Carpiquet à 5 km à vol d'oiseau, est de 11,5 °C et le cumul annuel moyen de précipitations est de 740,3 mm,. Pour l'avenir, les paramètres climatiques de la commune estimés pour 2050 selon différents scénarios d'émission de gaz à effet de serre sont consultables sur un site dédié publié par Météo-France en novembre 2022.
| Mois                                             | jan.          | fév.          | mars         | avril        | mai          | juin         | jui.         | août         | sep.         | oct.         | nov.         | déc.         | année      |
| ------------------------------------------------ | ------------- | ------------- | ------------ | ------------ | ------------ | ------------ | ------------ | ------------ | ------------ | ------------ | ------------ | ------------ | ---------- |
| Température minimale moyenne (°C)                | 2,9           | 2,8           | 4,2          | 5,5          | 8,5          | 11,2         | 13,1         | 13,3         | 11,1         | 8,8          | 5,6          | 3,3          | 7,5        |
| Température moyenne (°C)                         | 5,6           | 5,9           | 8            | 10           | 13           | 15,9         | 18           | 18,3         | 15,8         | 12,5         | 8,7          | 6,1          | 11,5       |
| Température maximale moyenne (°C)                | 8,3           | 9,1           | 11,7         | 14,4         | 17,4         | 20,5         | 22,9         | 23,2         | 20,4         | 16,2         | 11,8         | 8,8          | 15,4       |
| Record de froid (°C) date du record              | −19,6 08.1985 | −16,5 03.1956 | −7,4 03.1965 | −5,7 11.1978 | −0,8 14.2010 | 1 02.1962    | 4,7 07.1962  | 4 28.1974    | 1,8 22.1948  | −3,7 30.1997 | −6,8 26.1989 | −11 26.1948  | −19,6 1985 |
| Record de chaleur (°C) date du record            | 16,8 01.2022  | 20,8 28.1960  | 24,9 30.2021 | 26,6 21.2018 | 30,4 25.1953 | 35,2 29.2019 | 40,1 18.2022 | 38,9 05.2003 | 33,5 02.1961 | 29,6 02.2023 | 21,6 01.2015 | 17,3 31.2022 | 40,1 2022  |
| Ensoleillement (h)                               | 70,5          | 90,2          | 130          | 179,1        | 203,4        | 212,6        | 218,5        | 204,8        | 170,9        | 117,1        | 81,9         | 67,2         | 1 745,9    |
| Précipitations (mm)                              | 63,1          | 52,8          | 49,7         | 53,4         | 59,4         | 58           | 51,1         | 59,6         | 54,3         | 78,9         | 78,7         | 81,3         | 740,3      |
| dont nombre de jours avec précipitations ≥ 1 mm  | 11,6          | 11,2          | 10           | 10           | 9,5          | 8,6          | 8            | 8,3          | 9,1          | 12,2         | 13,4         | 14,2         | 126,1      |
| dont nombre de jours avec précipitations ≥ 5 mm  | 4,9           | 3,7           | 3,4          | 3,7          | 4,1          | 3,5          | 2,9          | 3,5          | 3,7          | 5,4          | 5,6          | 5,9          | 50,3       |
| dont nombre de jours avec précipitations ≥ 10 mm | 1,3           | 1             | 1,3          | 1,2          | 1,9          | 1,6          | 1,2          | 1,7          | 1,5          | 2,3          | 2,3          | 2,1          | 19,5       |
| Nombre de jours avec neige                       | 2,7           | 3,3           | 1,6          | 0,6          | 0            | 0            | 0            | 0            | 0            | 0,1          | 0,9          | 2,7          | 12         |

## Urbanisme

### Typologie
Au 1er janvier 2024, Caen est catégorisée grand centre urbain, selon la nouvelle grille communale de densité à 7 niveaux définie par l'Insee en 2022.
Elle appartient à l'unité urbaine de Caen, une agglomération intra-départementale dont elle est ville-centre,. Par ailleurs la commune fait partie de l'aire d'attraction de Caen, dont elle est la commune-centre,. Cette aire, qui regroupe 296 communes, est catégorisée dans les aires de 200 000 à moins de 700 000 habitants,.

### Occupation des sols
L'occupation des sols de la commune, telle qu'elle ressort de la base de données européenne d'occupation biophysique des sols Corine Land Cover (CLC), est marquée par l'importance des territoires artificialisés (94,7 % en 2018), en augmentation par rapport à 1990 (93,8 %). Ce même ratio est de 70% pour Rouen et de 82% pour Le Havre.

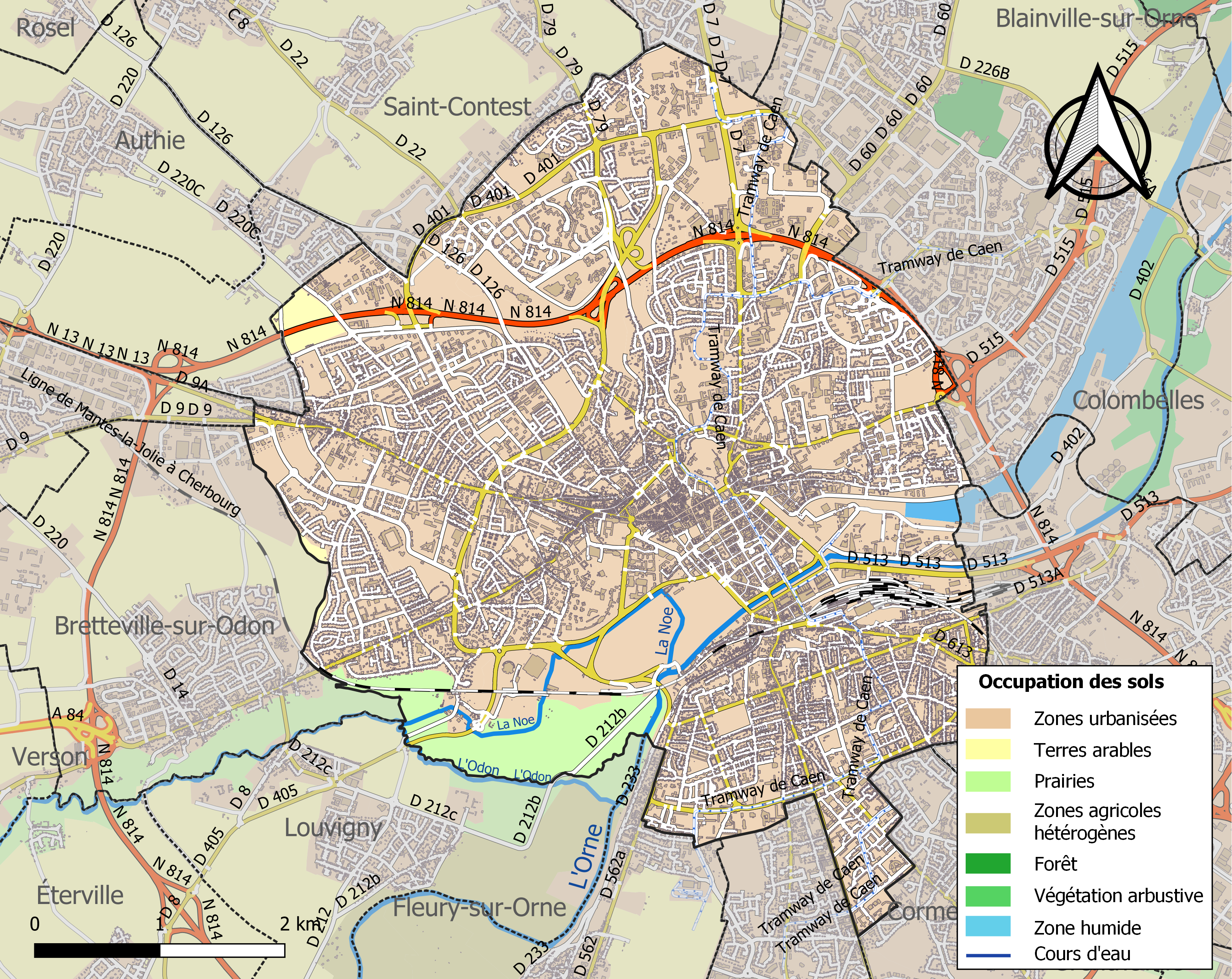
Carte des infrastructures et de l'occupation des sols de la commune en 2018 (CLC).

### Voies de communication et transports

#### Transports urbains

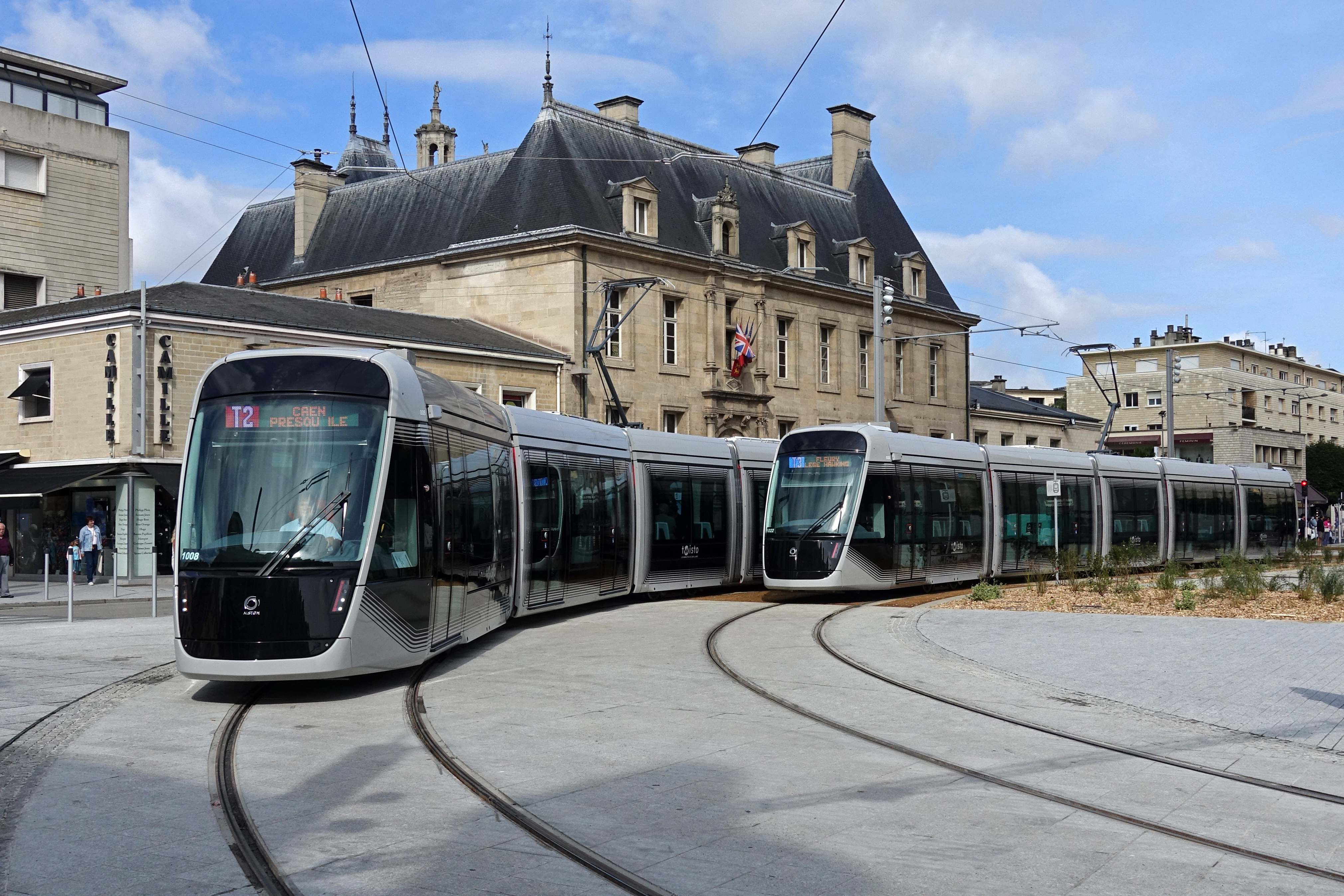
Le nouveau tramway de Caen.

Les transports en commun de Caen sont constitués du réseau Twisto (anc. CTAC) comprenant, depuis 2017, une quarantaine de lignes de bus dont quatre « Lianes » (lignes à niveau élevé de service). Une navette centre-ville, gratuite, desservant les principaux équipements de la ville, fonctionne du lundi au samedi, entre 7 h 30 et 20 h. De 2002 à 2017, la ville a compté deux lignes de tramway sur pneus (lignes A et B) utilisant la technologie TVR. Depuis juillet 2019, après 18 mois de travaux, trois lignes de tramway classique circulent, dont une (La ligne T2) desservant la presqu'île de Caen en pleine mutation (la nouvelle bibliothèque Alexis-de-Tocqueville, le Cargö, l'ESAM, Dôme...).
De plus, la ville, qui possède une cinquantaine de kilomètres d'itinéraires cyclables, dispose, depuis le 22 mars 2008, d'un système de vélos en libre-service. Celui-ci était géré de 2008 à 2018 par Clear Channel Communications avec un contrat de 10 ans. Le service, V'eol, se composait de 40 stations réparties tous les 300 m environ, et de 385 vélos, d'une conception proche des Vélib' parisiens, mais moins lourds (18 kg au lieu des 22 kg du matériel de Paris avec possibilité de 50 stations et 550 vélos. La ville ayant choisi de ne pas financer le service par la publicité, il lui revenait à 637 000 €/an. La première demi-heure d'utilisation était gratuite, moyennant l'utilisation d'une carte d'abonnement hebdomadaire ou annuelle. Depuis janvier 2018, ce service est devenu Vélolib géré par Twisto, composé de 22 stations (Caen et agglomération), cinq véloparks et 220 vélos en libre service à partir de 1,5 euro.
La ville est au croisement de plusieurs voies vertes et vélo-routes nationales et européennes (EV4, VéloFrancette). La Voie verte de Caen à Ouistreham permet d'accéder à Ouistreham et aux plages de la côte de Nacre à bicyclette.

#### Voies routières et autoroutières

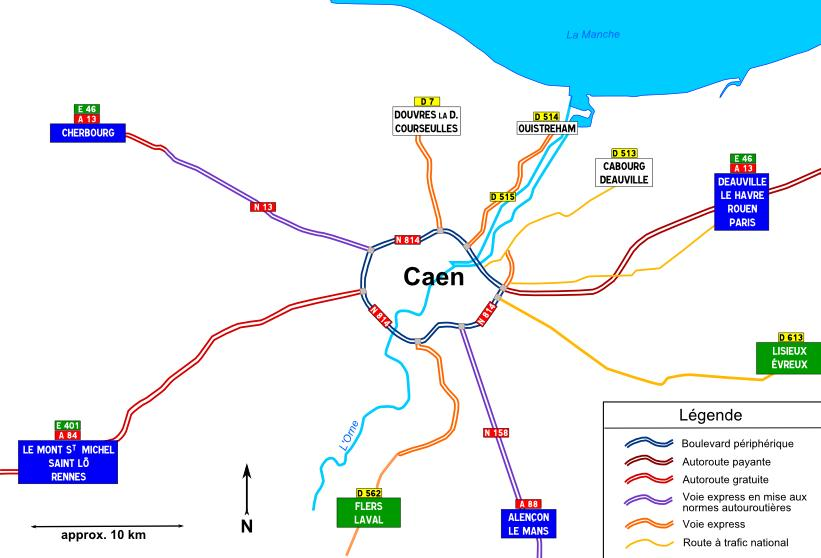
Liaisons routières et autoroutières avec Caen.

L'agglomération de Caen est desservie par les routes et autoroutes suivantes :
- l'autoroute A13/E46 vers Rouen et Paris ;
- l'autoroute A84/E401 vers Rennes et Nantes ;
- la route N 13/E46 ou D 613 vers Évreux, à Bayeux et dans les autres villages déviés par la 2 × 2 voies, et dont le projet en autoroute A13/E46 vers Cherbourg-en-Cotentin est en cours ;
- la route N 158 (vers Falaise, Argentan et Alençon), dont le projet en autoroute A88 vers Falaise est en cours ;
- la route N 162, actuellement D 562 vers Flers, Laval et Angers ;
- la route N 175, actuellement D 675 accompagnant l'A13 vers Rouen et l'A84 vers Rennes;
- la route N 813, actuellement D 513 vers Cabourg, Deauville et Honfleur ;
- la route N 814a, actuellement D 515 vers Bénouville ;
- l'autoroute A813 pour la desserte de l'agglomération Est, vers Cagny et Bellengreville ;
- le boulevard périphérique nommé N 814

Depuis 2008, le contournement sud de Caen facilite les échanges entre la RN 158 (direction Falaise) et la D 562 vers Flers et Laval. À terme, ce contournement doit relier également la RN 158 et l'A13, ce qui soulagera le boulevard périphérique Sud.
Un deuxième projet, en vue cette fois-ci d'alléger le trafic sur le boulevard périphérique Nord, appelé Liaison Inter Quartier Nord (LIQN), connectera le boulevard Jean-Moulin (sortie no 6) à la D 403 (sortie no 1, zone industrialo-portuaire).
À Caen, tout comme à Angers, la présence de grosses infrastructures routières à proximité immédiate du centre-ville favorise l'usage de la voiture, avec une part modale de 53-54 %. À Nancy par exemple, en revanche, où les grosses infrastructures routières sont repoussées loin du centre-ville, la part modale de la voiture tombe à 40 %.

#### Voies ferroviaires

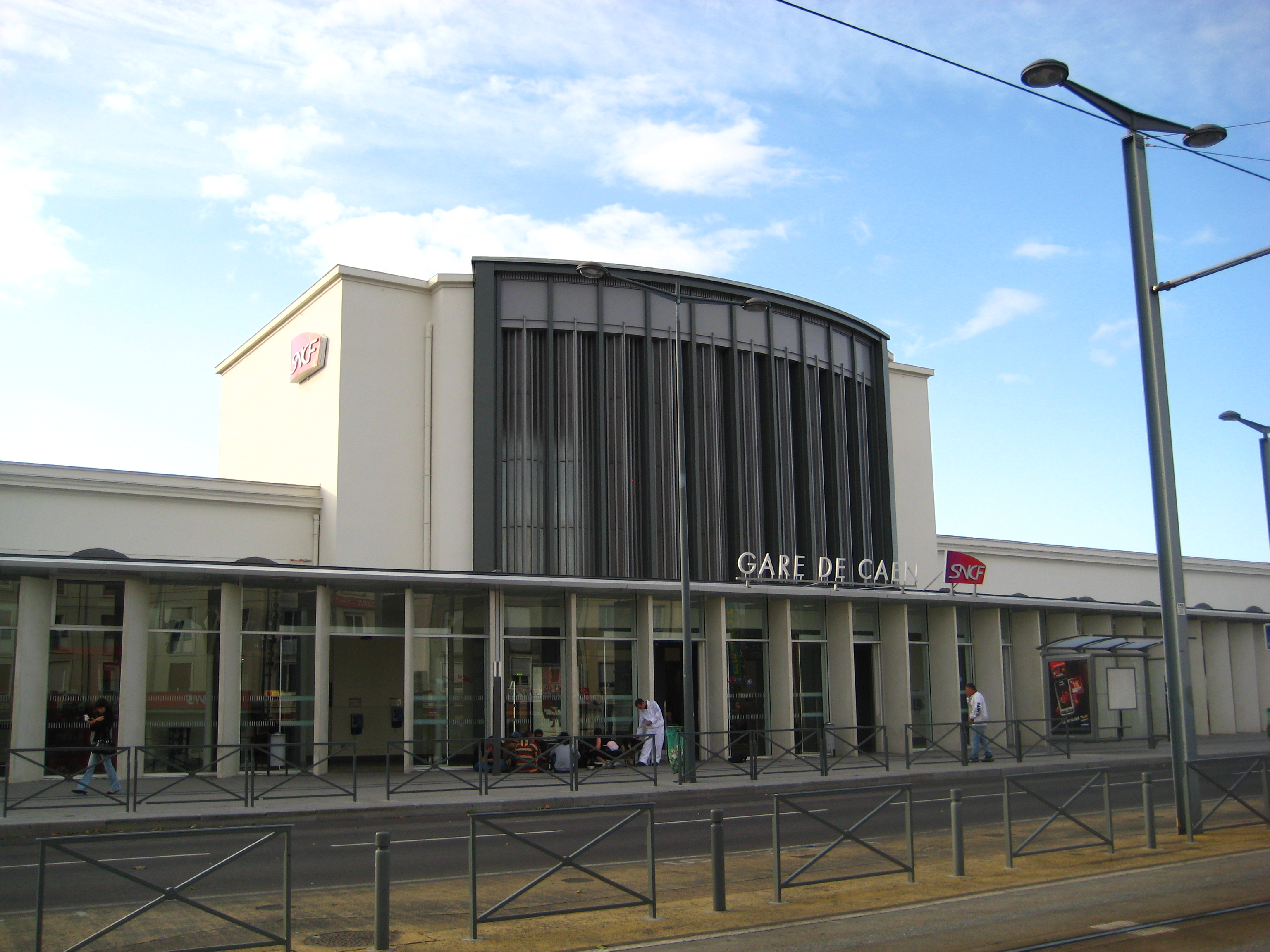
La gare de Caen.

Caen est le centre d'une vieille étoile ferrée la reliant à Paris (en 2 h), Cherbourg-en-Cotentin (en 1 h 15 min), Rouen (en 1 h 30 min), Le Mans (en 2 h), Tours (en 3 h) et Rennes (en 3 h) à partir de sa gare.
La gare de Caen voit transiter chaque année trois millions de voyageurs. Chaque jour, plusieurs dizaines de TER ou Intercités assurent des liaisons directes avec les gares de Lisieux, Évreux, Paris-Saint-Lazare, Cherbourg-en-Cotentin, Saint-Lô, Granville, Rennes, Rouen-Rive-Droite, Alençon, Le Mans, Tours et Saint-Pierre-des-Corps. Un train qui part de Caen atteint Paris-Saint-Lazare en 1 h 45 min par un cadencement chaque heure depuis décembre 2008.
Cependant, la desserte de Caen par la grande vitesse est véritablement relancée depuis juin 2009 et le souhait annoncé de l'ancien Président de la République Nicolas Sarkozy de réaliser une ligne nouvelle Paris - Normandie. Cependant, ce projet est repoussé, mais des travaux sont prévus pour améliorer les conditions de transport, notamment avec la mise en place progressive de nouvelles rames début 2020.
La ligne Paris-Caen atteint un terminus provisoire établi à Mondeville en 1855. La gare de Caen est ouverte en 1857, mais n'est officiellement inaugurée qu'en 1858. Dès lors, plusieurs lignes se construisent : la ligne Paris-Caen est prolongée jusqu'à Cherbourg-en-Cotentin dès 1858, puis viendront les tours de la ligne Caen-Tours, du chemin de fer de la Suisse normande, etc. Ainsi naît l'étoile ferroviaire de Caen.
Bien que la notion d'étoile ferrée ne soit plus aussi vraie que dans les décennies passées, puisque certaines lignes ont été fermées et que par ailleurs les embranchements ferroviaires pour aller à Rennes, Rouen ou au Mans ne se situent pas dans la périphérie immédiate de Caen mais dans les gares un peu plus lointaines de Lison ou de Mézidon ; la ligne Paris-Caen-Cherbourg demeure la ligne Intercités la plus rentable de France pour la SNCF, avec un bénéfice de plus de 10 millions d'euros par an.
La coopérative Railcoop caresse de nombreux projets qui pourraient concerner la ville de Caen : il s'agirait des relations Brest-Caen-Massy, Nantes-Caen-Lille et Caen-Toulouse,.

#### Liaisons maritimes

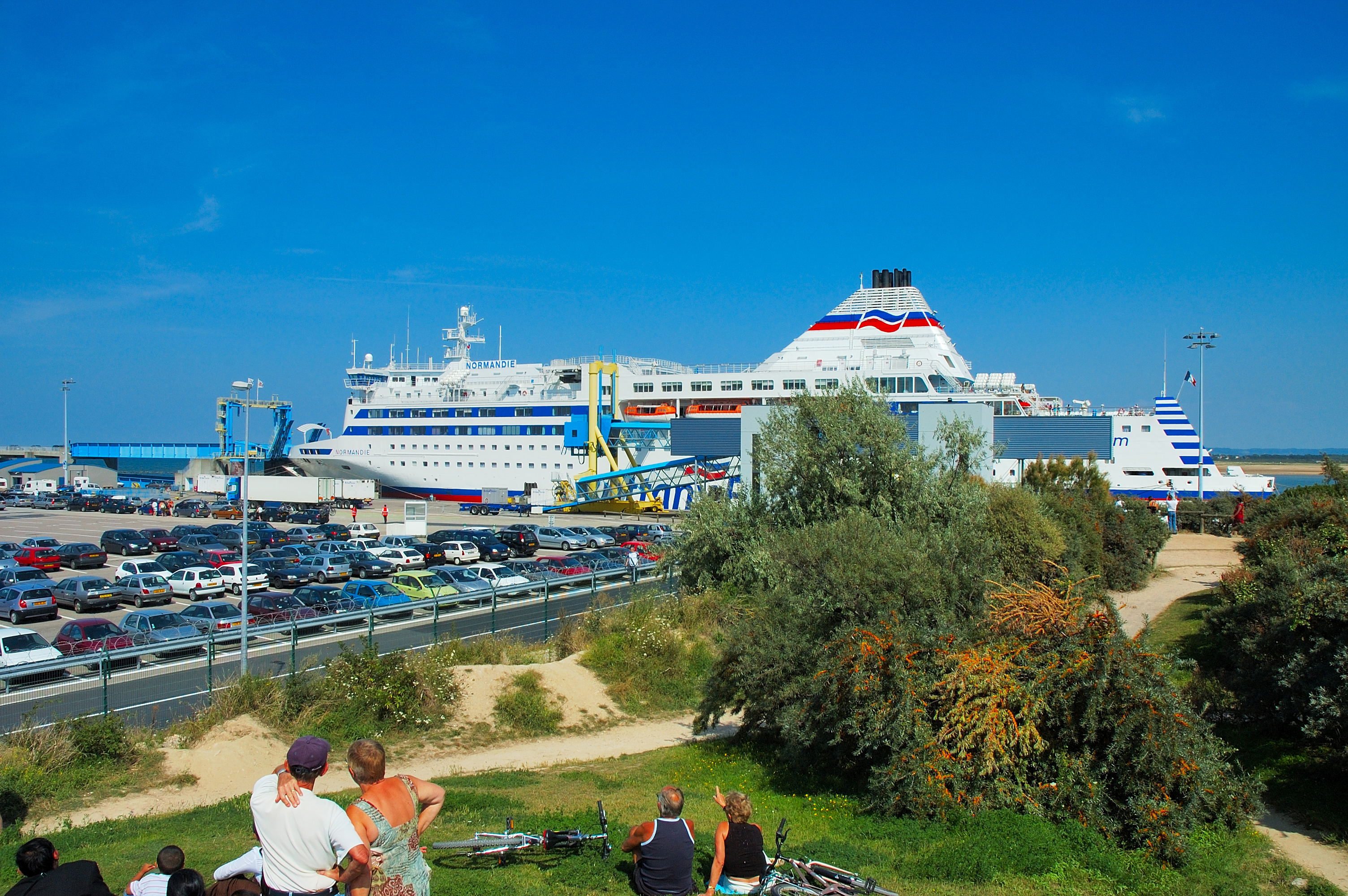
Un ferry assurant les liaisons vers Portsmouth accosté à Ouistreham.

Le port de Caen-Ouistreham permet de se rendre à Portsmouth (Angleterre) avec la compagnie Brittany Ferries, où Londres ne se trouve plus qu'à 120 km. Jusqu'à trois allers-retours sont assurés quotidiennement. Une traversée dure 5 h 45 en journée, 7 h en nocturne.
Le port de Caen-Ouistreham est également un port de commerce, un port de pêche et un port de plaisance. Le port de commerce s'étend le long du canal de Caen à la mer entre les villes de Caen et de Ouistreham. Le port de plaisance de Caen se situe au bassin Saint-Pierre, dans le centre-ville. Le port de Caen-Ouistreham est le dixième port français.

#### Liaisons aériennes
L'aéroport de Caen-Carpiquet est, en nombre de passagers, le plus important aéroport de Normandie. Une ligne régulière vers Lyon est effectuée trois fois par jour en semaine et permet des correspondances vers l'ensemble de l'Europe. La compagnie à bas prix Volotea ainsi que Air France Hop assurent des liaisons régulières vers la Corse. De 2014 à 2020, une liaison régulière vers Londres Southend était assurée par Flybe quatre fois par semaine. L'été, sont proposés de nombreux vols charters et saisonniers vers de grandes villes françaises et européennes telles que Nice, Ajaccio, Prague, Ljubljana et bien d'autres.

### Logements
Caen comptait 61 319 logements en 2005. Sur les 58 266 logements de 1999, 93,3 % étaient des résidences principales, 0,4 % des résidences secondaires, 0,9 % des résidences occasionnelles et 5,4 % des logements vacants.
Les logements individuels représentaient, en 1999, 19,9 % de l'ensemble des logements, les logements dans un immeuble locatif en représentaient donc 80,1 %.
Une très grande partie des logements caennais (54,9 %) ont été construits entre 1949 et 1974 ; 17,9 % avant 1949, et donc 21 % après 1974. Seulement 3,6 % des logements ont été achevés durant les années 1990, pourcentage bien inférieur à la moyenne régionale, la proportion moyenne de logements bas-normands achevés pendant la décennie 1990 étant de 9,5 %.

### Les espaces verts
La ville de Caen offre 500 hectares d'espaces verts et de jardins publics :
- la colline aux Oiseaux, vaste réalisation face au quartier du Chemin-Vert et à proximité du Mémorial pour la Paix, valorisation étonnante d'un ancien dépôt d'ordures ;
- le petit jardin-musée dit jardin de la Luna Rossa, rue Damozanne ;
- le Musée d'Initiation à la nature et l'esplanade Jean-Marie-Louvel à l'abbaye aux Hommes ;
- la Vallée des Jardins ;
- la Venelle aux Champs ;
- le parc de la Fossette ;
- le jardin public Claude-Decaen ;
- les coteaux des Sablons ;
- le parc Saint-Paul ;
- le jardin de l'église du Sépulcre ;
- les pelouses du château ;
- les bords de l'Orne ;
- appartenant à la commune, il faut signaler la forêt de Grimbosq à une dizaine de kilomètres en direction de Thury-Harcourt.

Certains jardins sont des sites classés ou inscrits :
- le parc Michel-d'Ornano (jardin de l'abbaye aux Dames), classé depuis 1932 ;
- la Prairie, inscrite le 15 avril 1932 avec les trois cours d'eau qui l'entourent ;
- la plantation de peupliers en bordure de la D 212 vers Louvigny, classée le 7 mars 1944 ;
- les anciens cimetières (Quatre-Nations, Saint-Pierre, Saint-Jean, Saint-Nicolas et protestant), classés depuis 1939 (à l'exception du dernier) ;
- le parc et les jardins de l'hôtel de la Préfecture, classés depuis 1937 mais fermés au public ;
- le Jardin des plantes, classé depuis 1942 ;
- les douves du château, classées depuis 1953.

La commune possède également des jardins familiaux. Ceux-ci représentent actuellement 450 lopins de terre destinés à être cultivés et à être fleuris, répartis dans les quartiers du Chemin-Vert, de la Guérinière, du Calvaire-Saint-Pierre, de Beaulieu, de la Prairie et de la Grâce de Dieu. Le premier jardin est celui de La Guérinière, créé vers 1950 (il était alors à l'époque sur la commune de Cormelles-le-Royal) ; le dernier a été ouvert à la Grâce de Dieu en 2001.
La ville de Caen a obtenu en 2021 le niveau « Quatre fleurs » au concours des villes et villages fleuris.

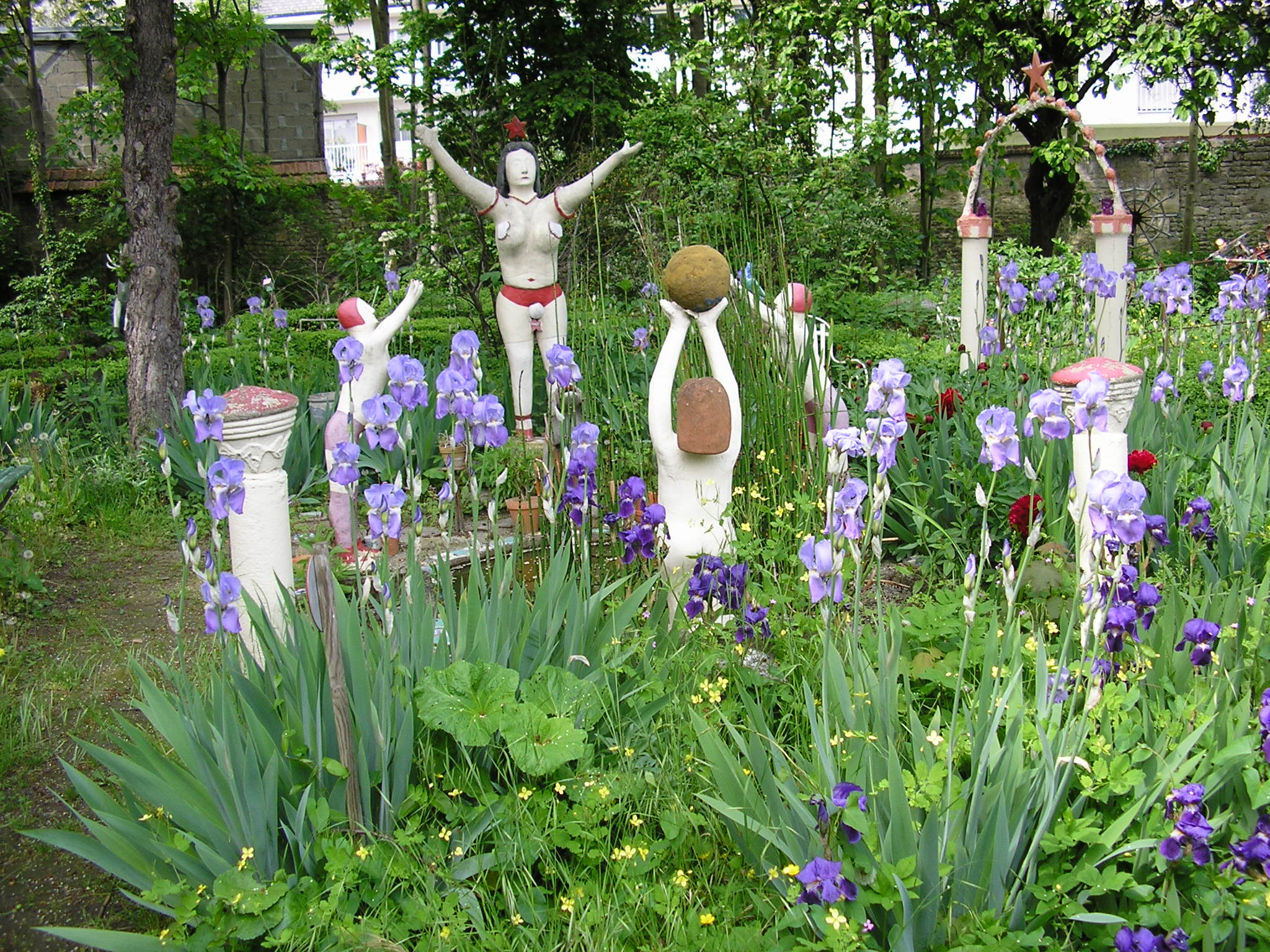
Le jardin de luna rossa.
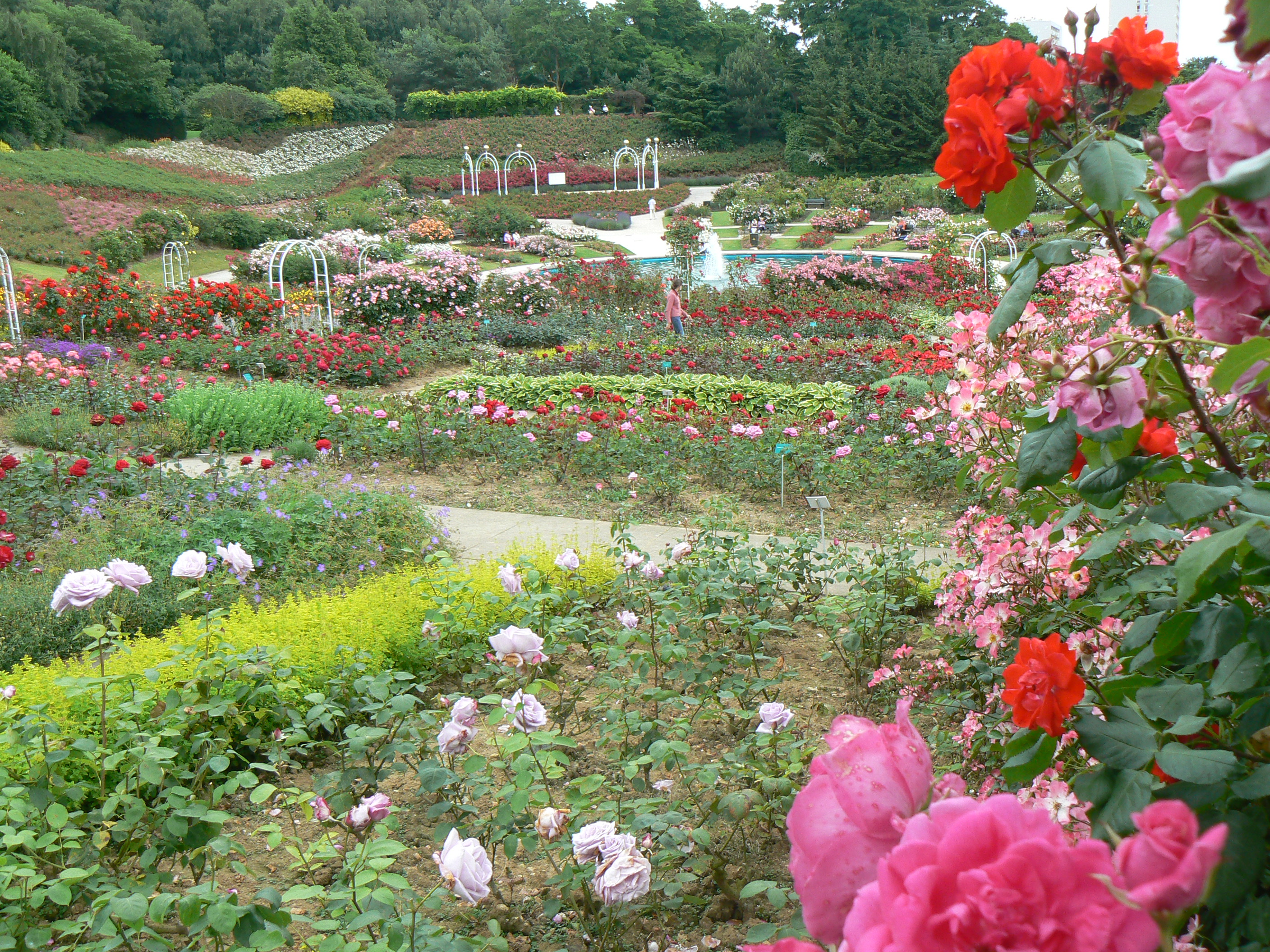
La roseraie de la Colline aux Oiseaux.
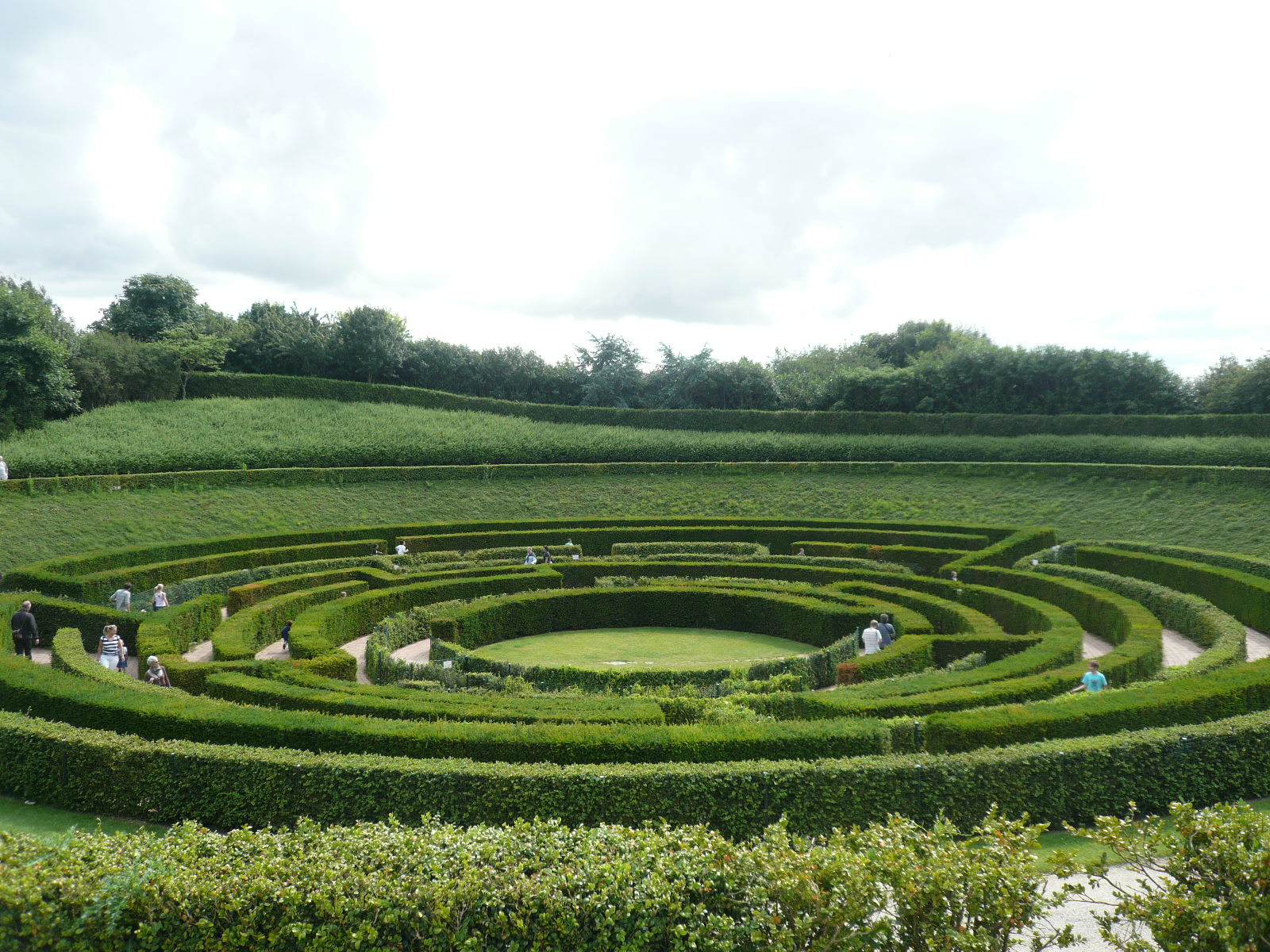
Le labyrinthe de la colline.
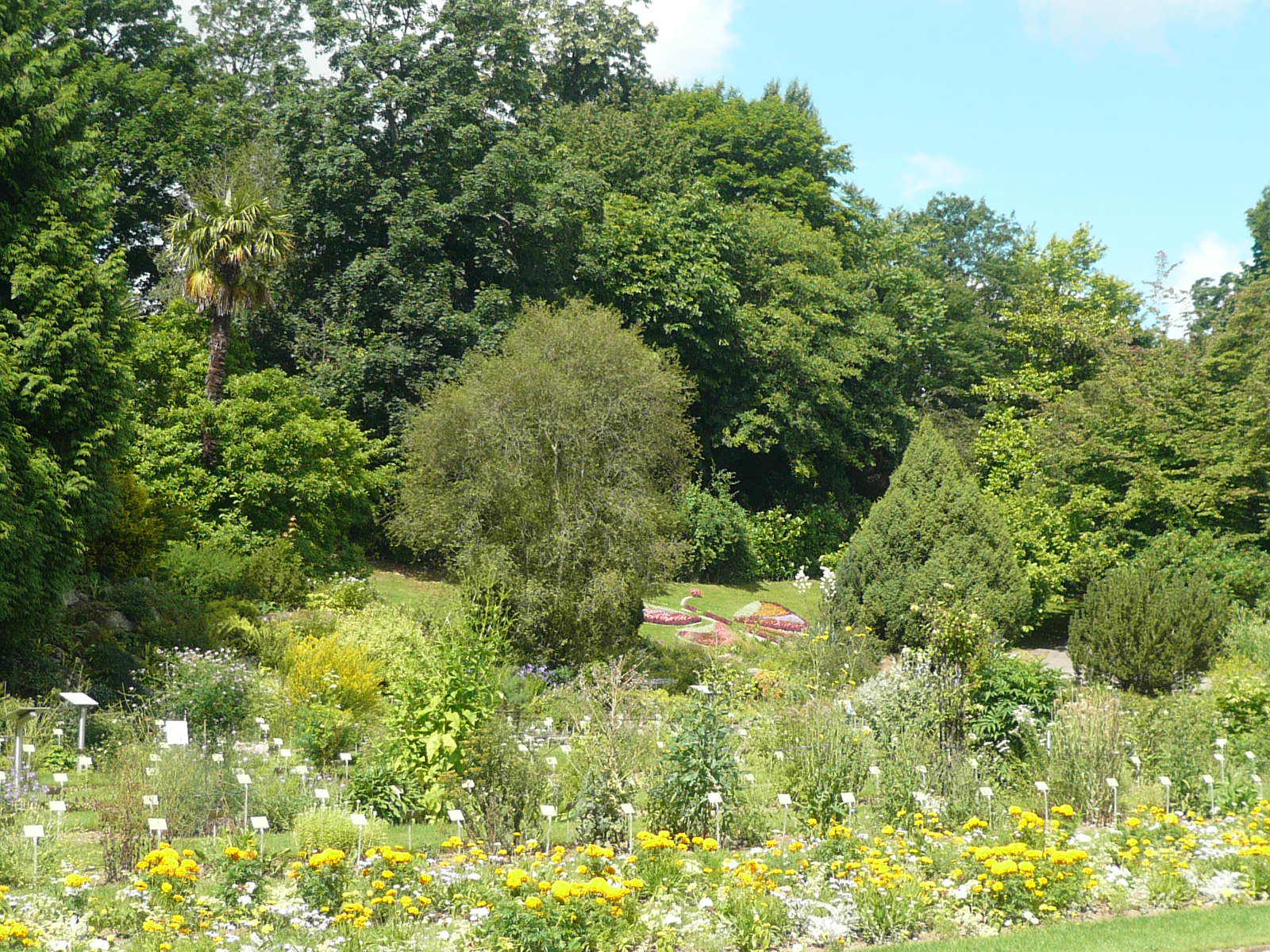
Le jardin des plantes.
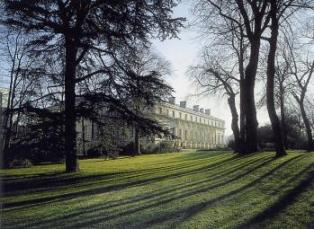
Les jardins de la Préfecture.
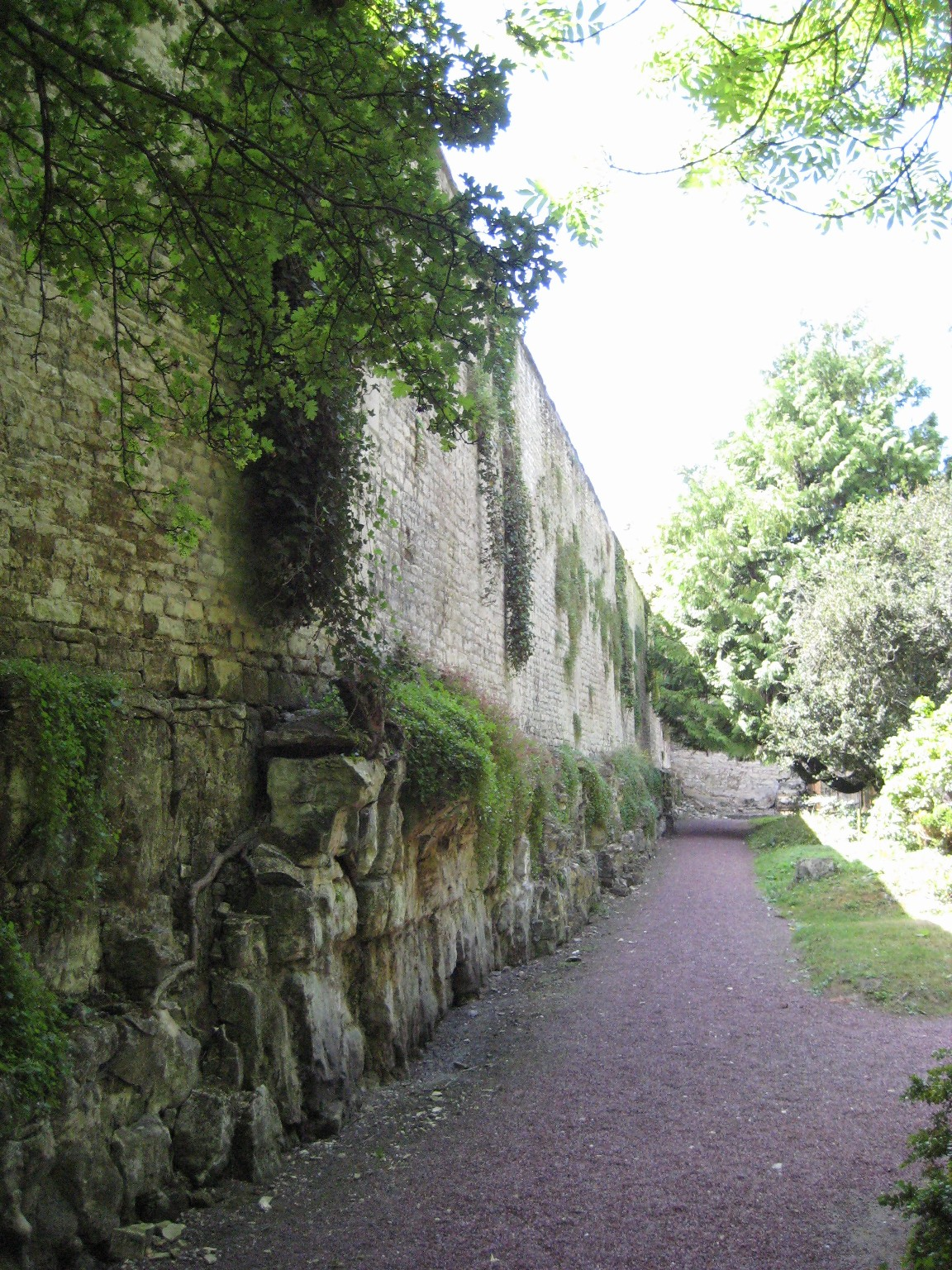
L'ancien cimetière Saint-Jean à Vaucelles.
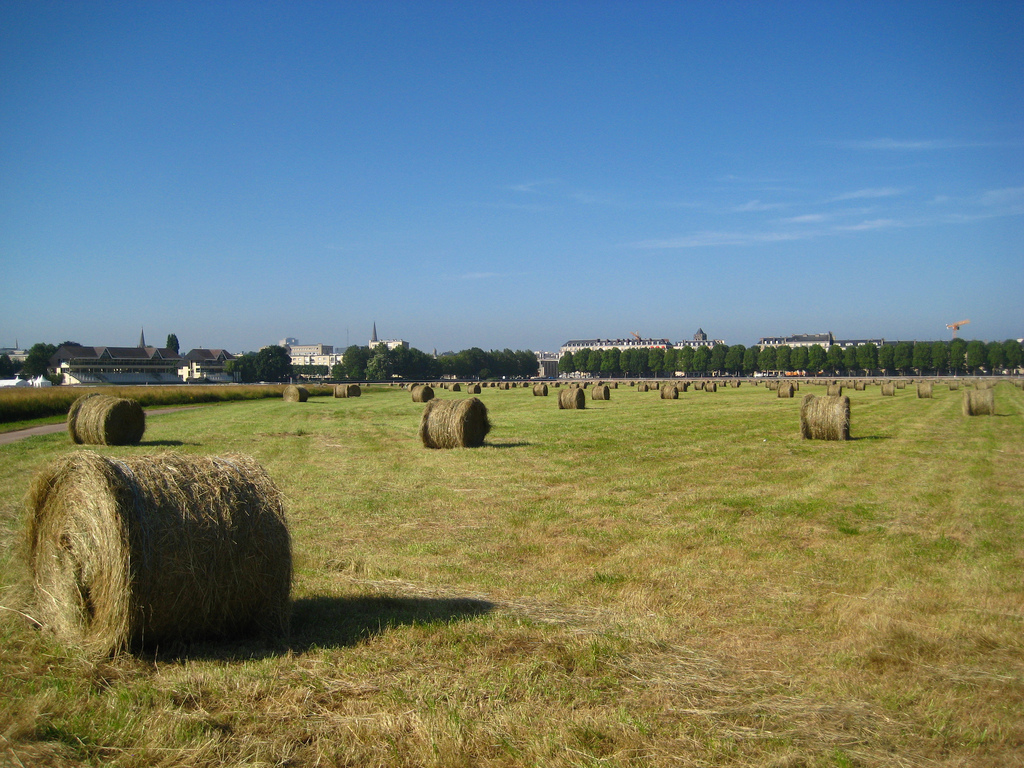
Fenaison sur la Prairie.
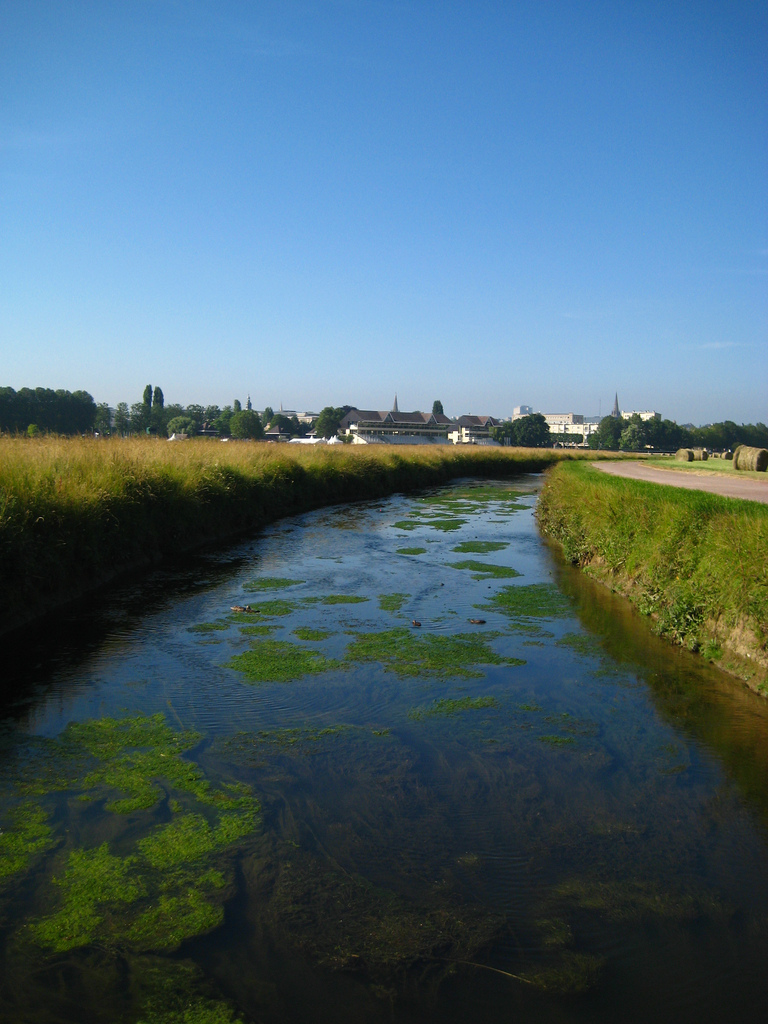
La Noë à travers la Prairie.
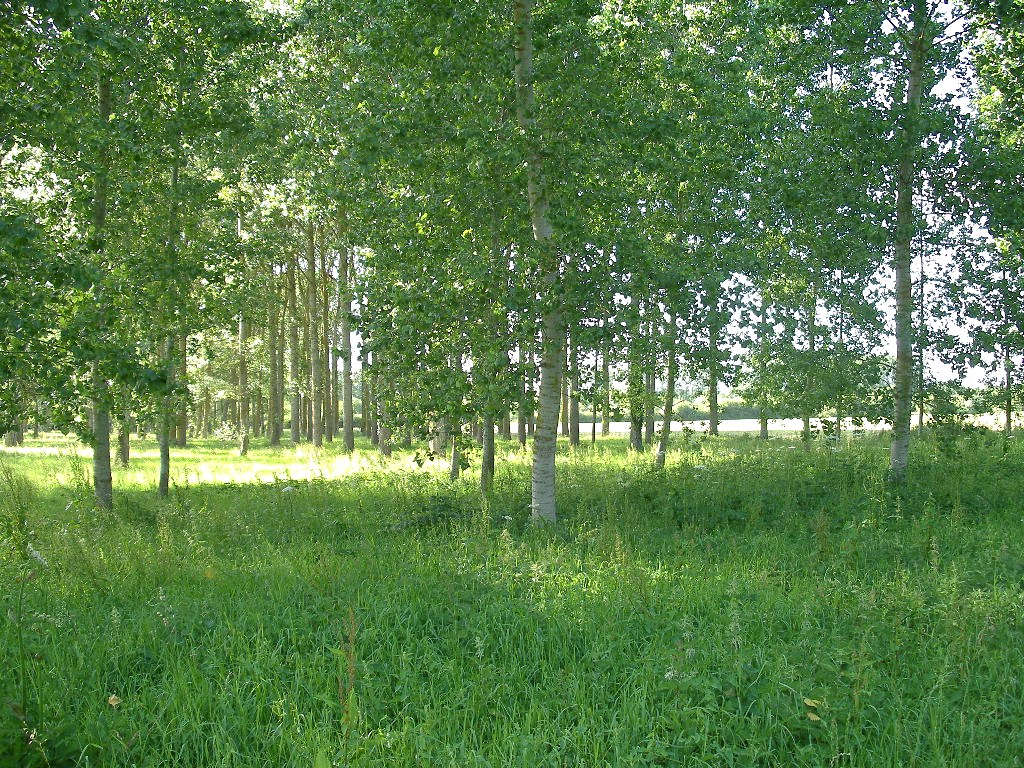
La plantation de peupliers.

### Quartiers de Caen

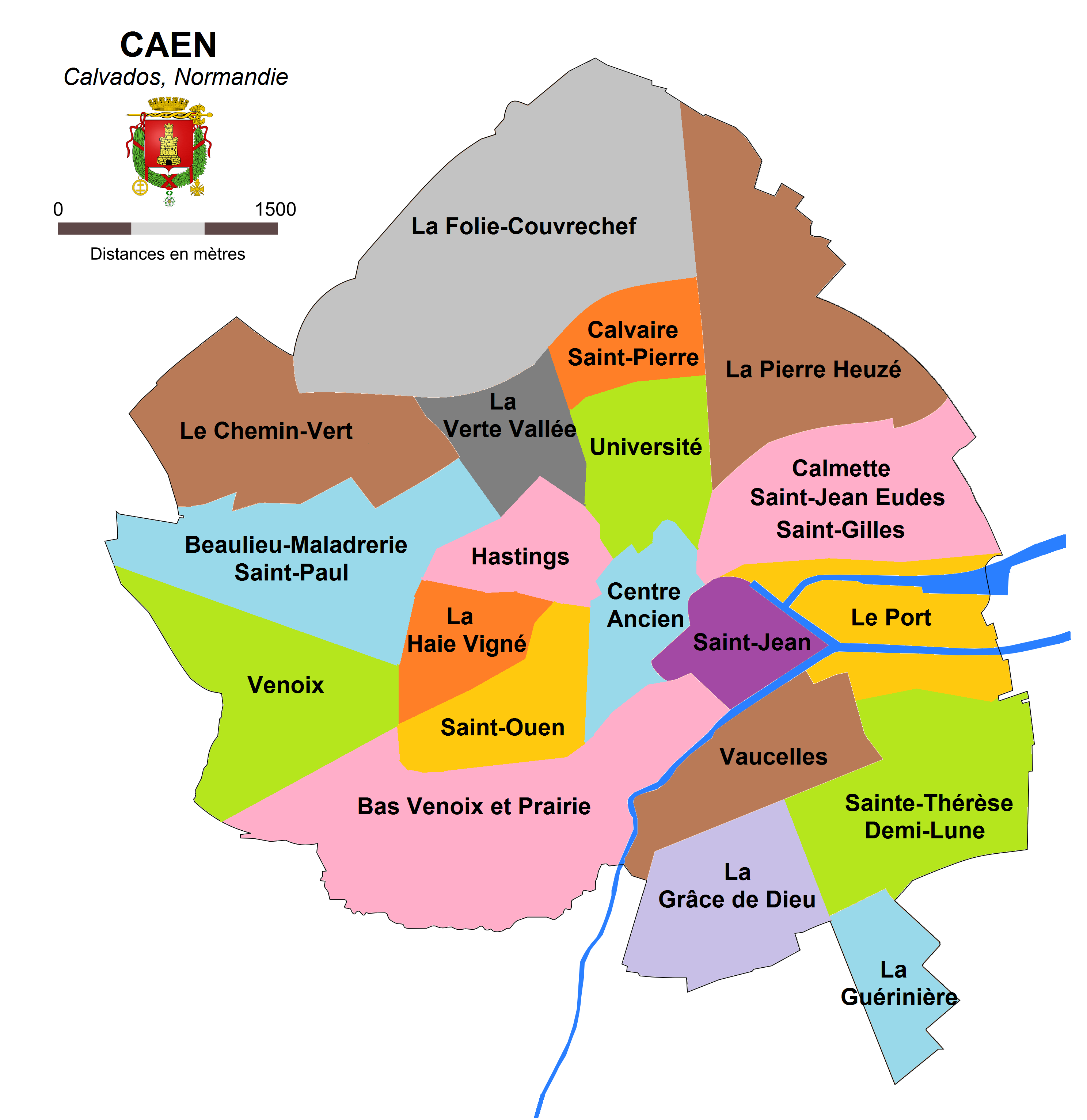
Les quartiers de Caen.

Quartiers IRIS repris par la ville de Caen :
- Bas de Venoix - Prairie
- Beaulieu - La Maladrerie - Saint-Paul
- Le Calvaire Saint-Pierre
- Le Centre ancien (Gardin-Conquérant)
- Le Chemin Vert
- La Folie-Couvrechef (Campus II – Folie Centre – Hameau Folie - ZI Mont Coco)
- la Grâce de Dieu (Armand Marie)
- La Guérinière
- La Haie Vigné
- Hastings
- La Verte Vallée (Saint-Gabriel - Vallée des Jardins)
- Le Port (Avenue de Tourville - Gare - Presqu'île)
- La Pierre Heuzé (Lébisey - Plateau Nord)
- Sainte-Thérèse-Demi-Lune (Claude Decaen – Demi-Lune - Guynemer)
- Saint-Jean
- Saint-Jean-Eudes - Saint-Gilles (Abbaye aux Dames – Calmette - CHR - Rue Basse)
- Saint-Ouen (Bon Sauveur - Caponière)
- Université (Saint-Julien)
- Vaucelles (Saint-Michel - Rue de Branville)
- Venoix (Fontaine Venoise)

La ville a été redécoupée en douze secteurs dotés chacun d'un conseil de quartier dont la liste est :
au sud :
- Demi-Lune, Vaucelles, Sainte-Thérèse
- La Grâce-de-Dieu
- La Guérinière

à l'est :
- Saint-Jean-Eudes, Saint-Gilles, Calmette, Prequ'Île
- La Pierre-Heuzé
- Calvaire Saint-Pierre, Université

au nord :
- La Folie-Couvrechef
- Le Chemin-Vert
- Saint-Paul, Saint-Gabriel, Maladrerie

à l'ouest :
- Venoix, Beaulieu
- Hastings, Haie-Vigné, Saint-Ouen
- Centre-Ville, Saint-Jean, Le port, Saint-Julien

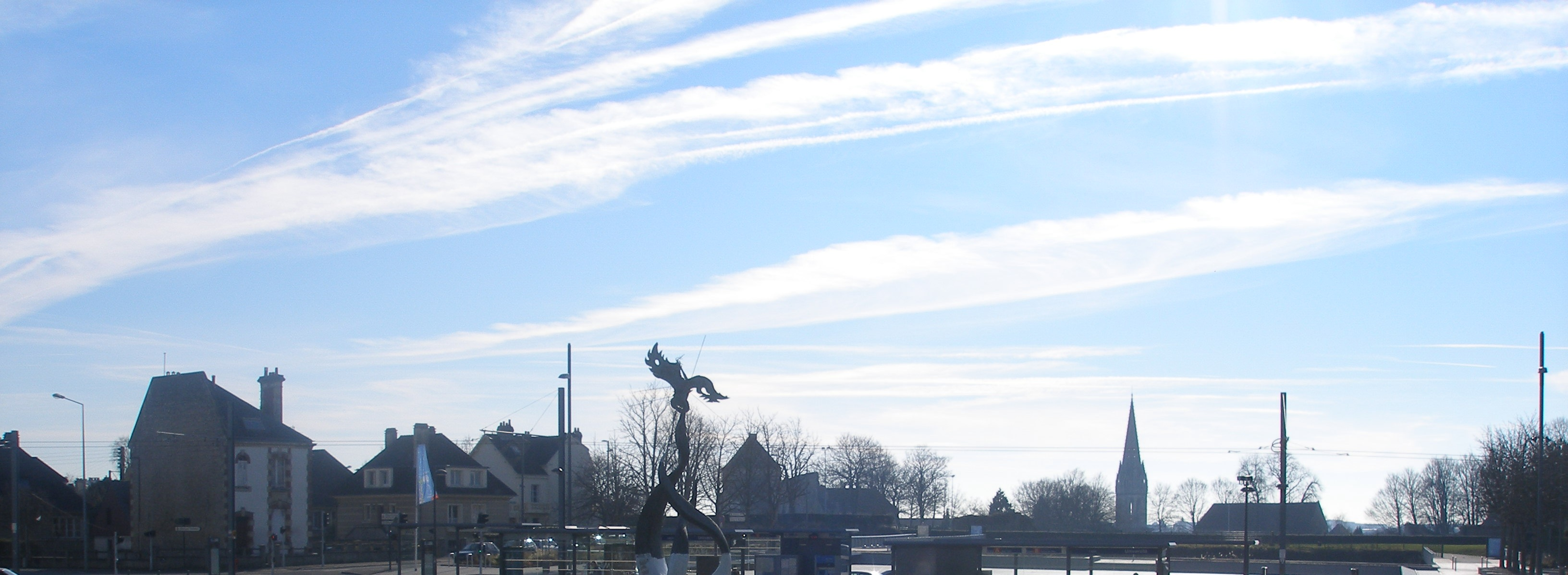
L'esplanade de la Paix : Phœnix de l'Université (campus 1), château de Caen et clocher de l'église Saint-Pierre.

### Marges
Plusieurs espaces à Caen constituent des marges, à la fois sociales et géographiques. C'est le cas en particulier de la presqu'île, zone portuaire et industrielle qui concentre les populations en situation de précarité financière et légale : migrants, personnes sans domicile fixe… C'est également un lieu majeur de prostitution. Les prostituées sont majoritairement des jeunes femmes d'origine étrangère (Afrique subsaharienne et Europe de l'Est), souvent en situation irrégulière, et prises dans des réseaux. Elles opèrent dans des camionnettes et changent d'endroit à mesure qu'avance l'urbanisation de la zone : dans les années 2000, la prostitution se concentrait autour de la gare SNCF et sur la rive droite des quais de l'Orne. Ces quelque 200  à   300 personnes se retrouvent ainsi de plus en plus reléguées géographiquement. Elles subissent fréquemment des violences. La pandémie de covid-19 renforce leur précarité.

## Toponymie

### Attestations anciennes
On possède un grand nombre d'attestations anciennes du nom sous diverses formes.
- Cadon en 1021-1025[54].
- Cathim en 1026 (charte de Richard III de Normandie à propos du douaire de son épouse, Adèle de France)[54].
- Cadomo ou Cadumo en 1032-1035[54].
- Cadun en 1035–1037[54].
- Cadomi en 1040-1066[54].
- Cadomo en 1063-1069[54].
- Cadomum en 1066[54].
- Cadum, Cathum aux XIe – XIIe siècles (chronique saxonne).
- Cathum au XIIe siècle (Florence de Worcester).
- Cahom au XIIe siècle (Henri de Huntingdon).
- Cahem (chronique de Robert, abbé du Mont-Saint-Michel).
- Kaem, Cahem, Caem, Chaem, Caam, Caan (Wace)[réf. nécessaire].
- Variantes : Came, Cane, Kan, Kame, Cam, Cathem, Catheim[réf. nécessaire].
- Vers le XVe siècle, on n'utilise plus que Cadomus (forme latinisée) ou Caën.

### Étymologie

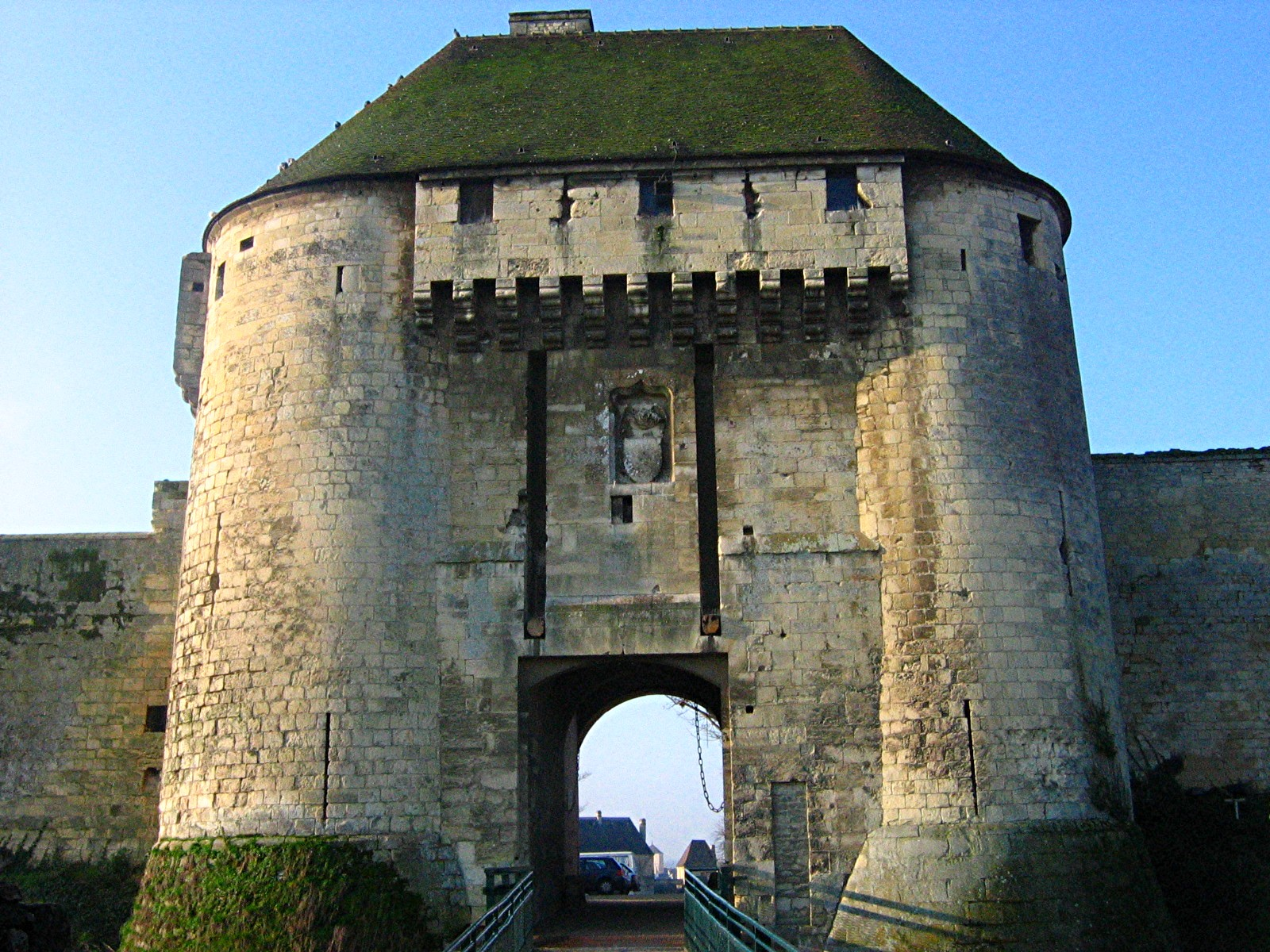
Le château de Caen, la porte des Champs.

On dispose de peu de sources sur la fondation de la ville de Caen et l'origine de son nom. Les hypothèses anciennes sur la question ont été multiples et la plupart du temps farfelues. Par exemple, celle qui considère que « Caen » puisse être une altération du saxon, sans doute *Gatehēm « maison de la barrière », si l'on reconstitue un étymon plausible, en partant du fait historique que Caen aurait été un lieu de péage. Or, il s'agit d'un point de vue qui ne relève pas de l'analyse toponymique.
Seules les attestations anciennes permettent d'étudier un toponyme et d'organiser un corpus cohérent, c'est-à-dire conforme à l'évolution phonétique connue des langues d'oïl, à savoir pour Caen : Cadomo > Cadon pour *Cadom (chute de la voyelle finale -o) > Cathum pour *Cathom (lénition [d] en [ð] à l'intervocalique) > Cathem > Cahem (amuïssement de [ð] et passage de [o] à [ə]). Cette évolution est comparable à celle de Rouen, mentionné à une époque ancienne comme Ratomagos, Rotomagus, puis Rodomo > Rothom > Rothem > Rohem. D'autres Ruan, Rouans, etc. offrent des formes comparables ou encore Condom issu de Condatomagus avec traitement occitan des consonnes [d] [t].
Un élément -magus est identifié avec certitude dans les exemples précédents, il représente le celtique (gaulois) magos > magus « champ, marché » (cf. vieil irlandais mag « plaine »). Il est vraisemblable qu'on le retrouve aussi dans Caen étant donné la similarité des formes postérieures de Caen et de ces exemples. En revanche, le premier élément de Caen est radicalement différent. Il s'explique probablement aussi par le gaulois. La plupart des toponymistes proposent catu- « bataille, combat »,, attesté, entre autres, dans le nom du peuple gaulois des Caturiges. Le vieux celtique catu- a évolué en celtique insulaire comme en ancien français (lénition de [t] en [d]), d'où le gallois cad « combat, troupe », le breton kad, l'irlandais cath « combat » et cad- en ancien français, d'où les formes Cadon, Cadomo.
La signification globale du toponyme Catumagos est donc « champ de combat », c'est-à-dire peut-être « terrain d'exercice au combat », ou « champ de bataille ».
Homonymie avec Cahan (Orne) et Cahon (Somme).

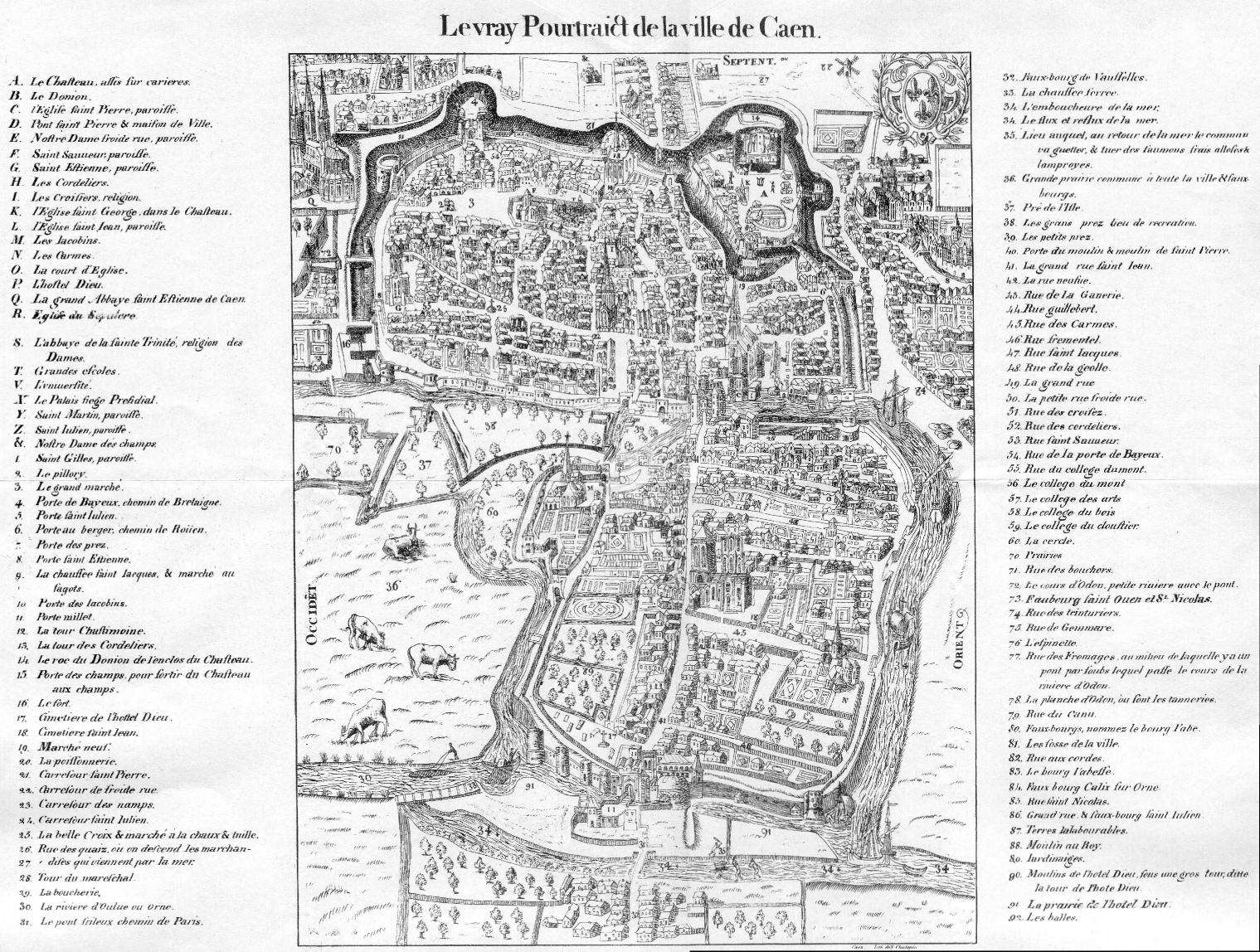
Le vray Pourtraict de Caen en 1575 par François de Belleforest.
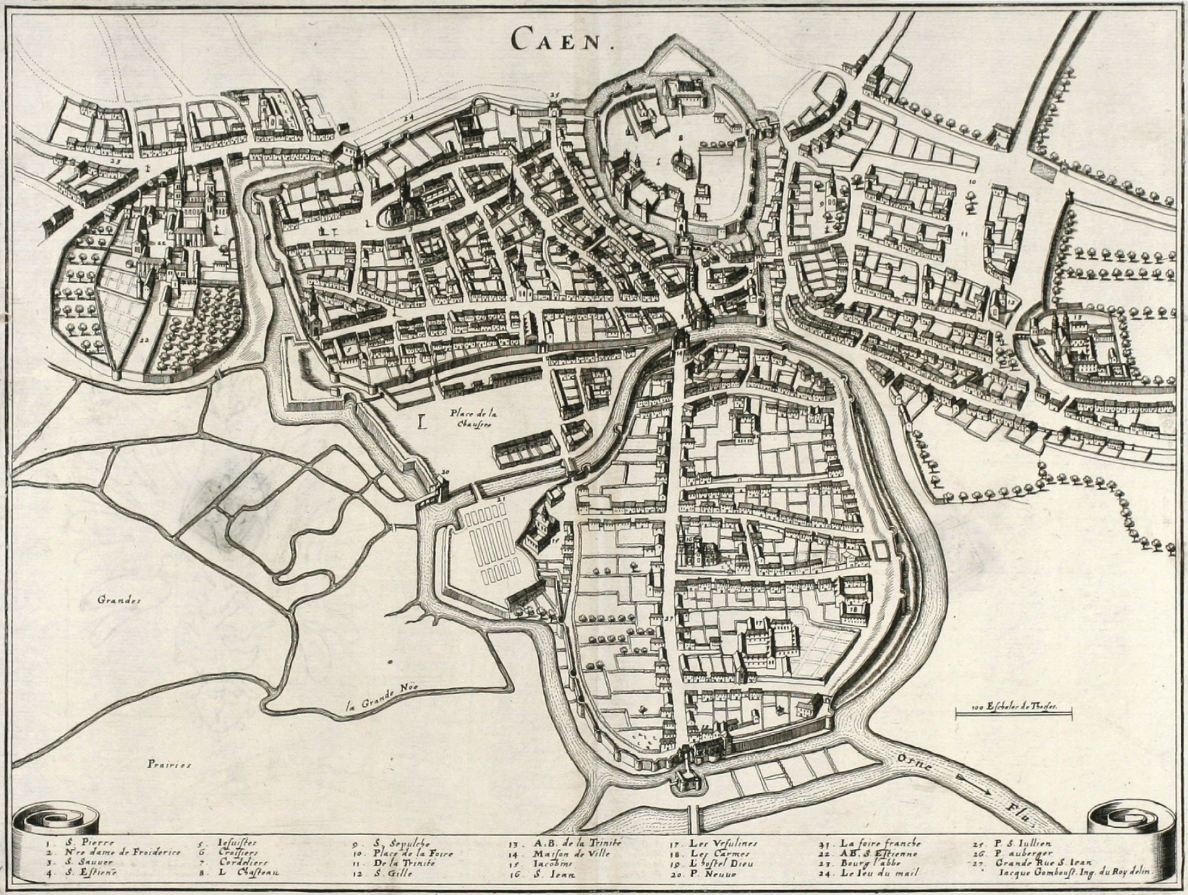
Caen par Matthäus Merian, publié en 1657.
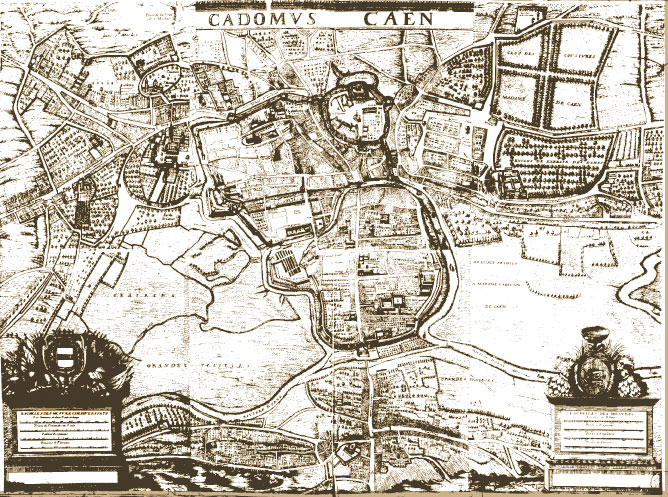
Cadomus-Caen durant le Grand Siècle (1672).
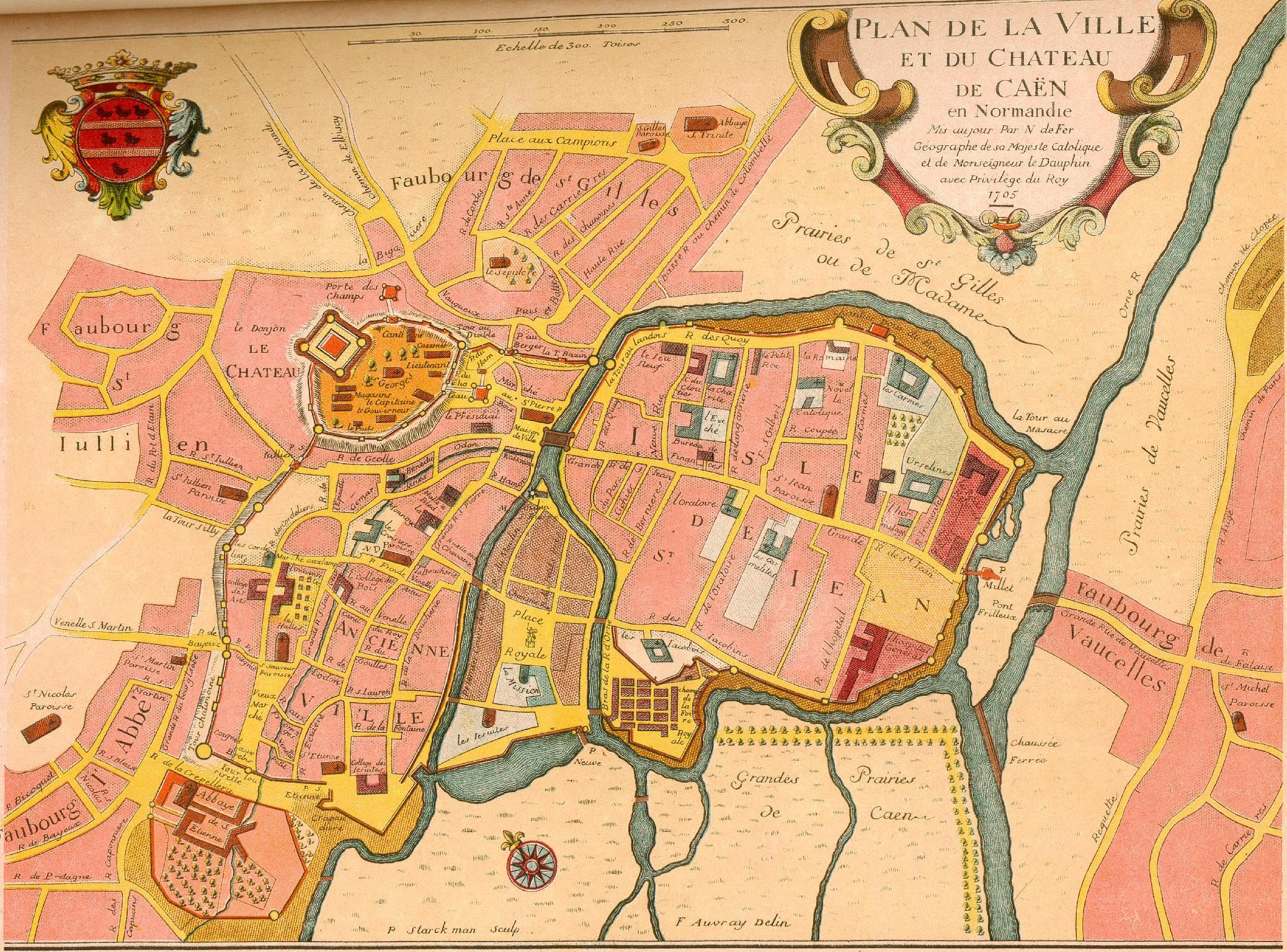
Caen à l'époque classique (1705).
Caen en 1817.
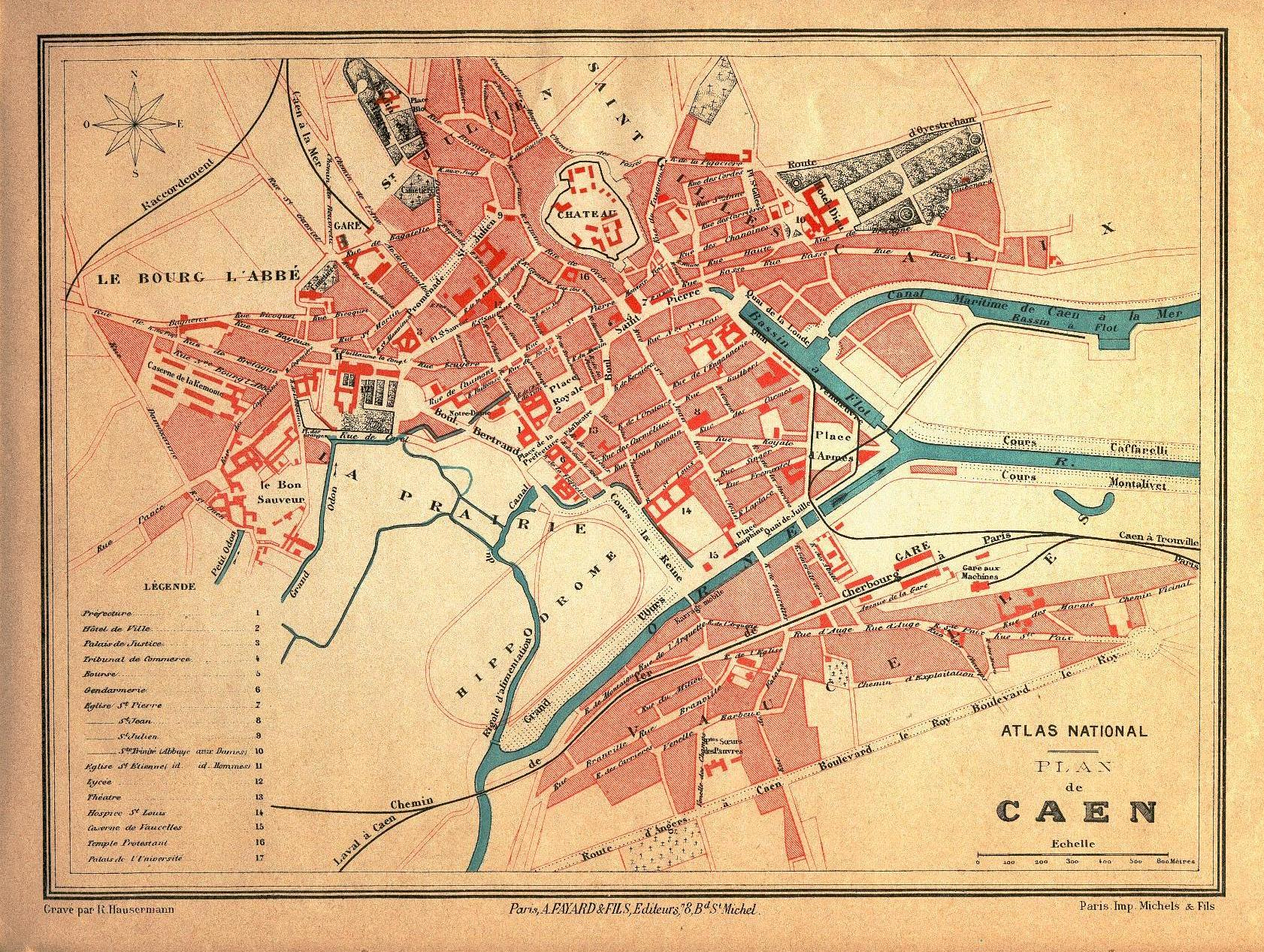
Caen à la Belle Époque (dans les années 1890).

## Histoire

### De la Préhistoire au Haut Moyen Âge

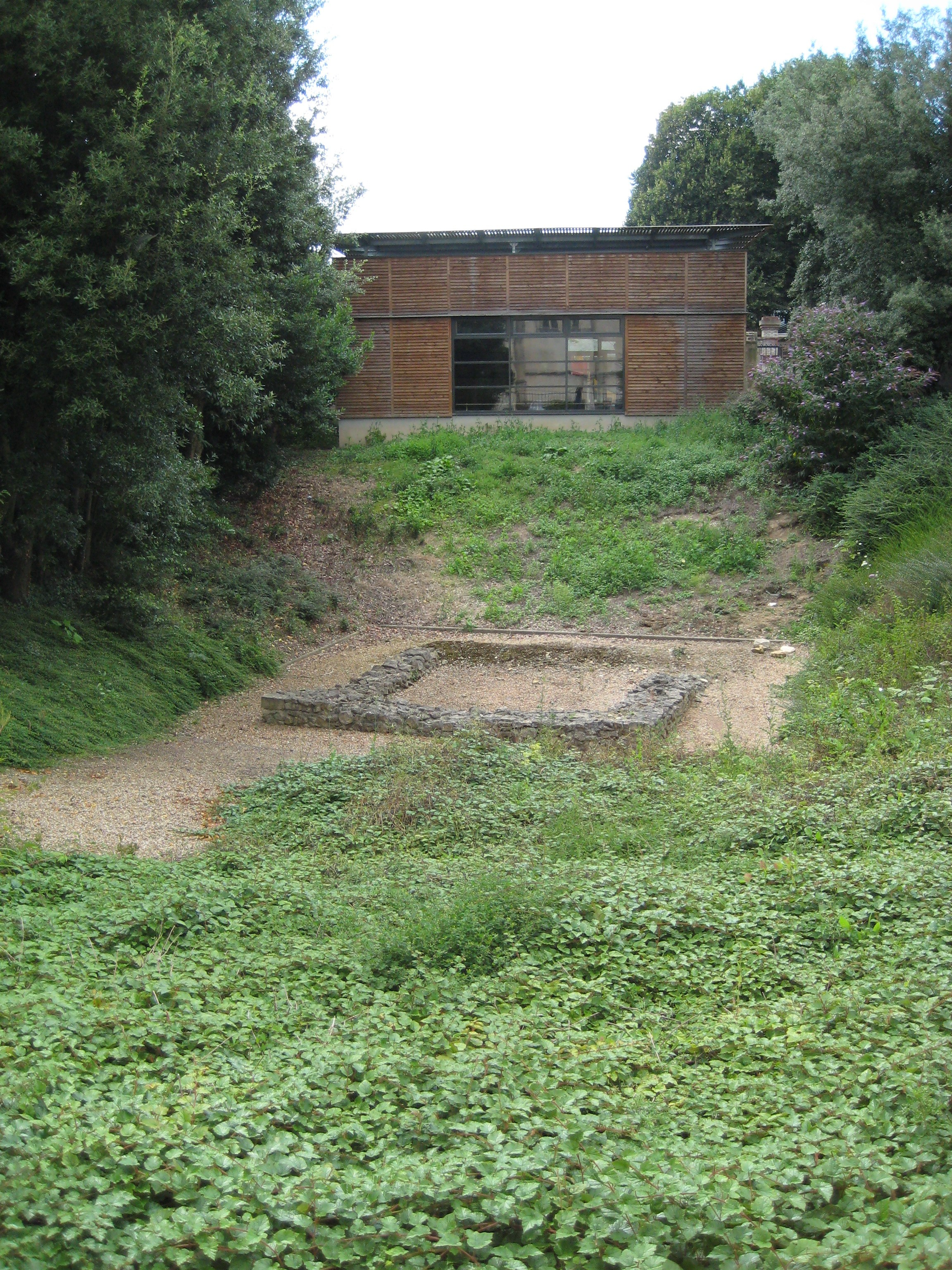
Vestige du fanum.

Il existait sur l'actuel site de la ville de Caen des petits noyaux d'habitats préhistoriques dispersés sur les bords de l'Odon et sur les hauteurs.
Au début de l'âge du Fer, des constructions s'implantent dans le secteur de Beaulieu.
Du Ier au IIIe siècle, une bourgade gallo-romaine, Catumagus, ayant elle-même succédé à une bourgade gauloise nommée Catumagos (en celtique : champ du combat), s'est développé à l'emplacement de l'actuelle abbaye aux Hommes à proximité d'une voie romaine reliant Augustodurum (Bayeux) à Noviomagus (Lisieux). Ce bourg n'était qu'un vicus sans fonctions politiques ou administratives, ce rôle étant attribué à Aregenua, capitale des Viducasses située à une quinzaine de kilomètres au sud de Caen. Sa vocation était essentiellement artisanale. Le bourg connait de profonds changements au IIIe siècle. À partir de 275, les invasions barbares mettent fin à la prospérité antérieure et désorganisent les réseaux commerciaux. On constate que le bourg artisanal se tourne progressivement vers les activités agricoles. À la même époque, la transgression marine dunkerquienne provoque une montée progressive des eaux, qui a pour conséquence une multiplication des inondations. À la fin du IIIe siècle, les bâtiments sont laissés au marécage qui progresse et les habitants se déplacent vers le coteau légèrement plus au nord.
Aregenua perd de son importance et l'actuel territoire de Caen passe sous l'influence d'Augustodurum. Au VIIe siècle, des missionnaires venus de Bayeux, notamment saint Regnobert de Bayeux, fondent des oratoires, entourés de leur cimetière, le long de l'ancienne voie romaine au centre de petits villages isolés dans la vallée de l'Orne et de l'Odon. Les invasions normandes viennent interrompre cet essor pré-urbain.

### Caen sous les ducs de Normandie

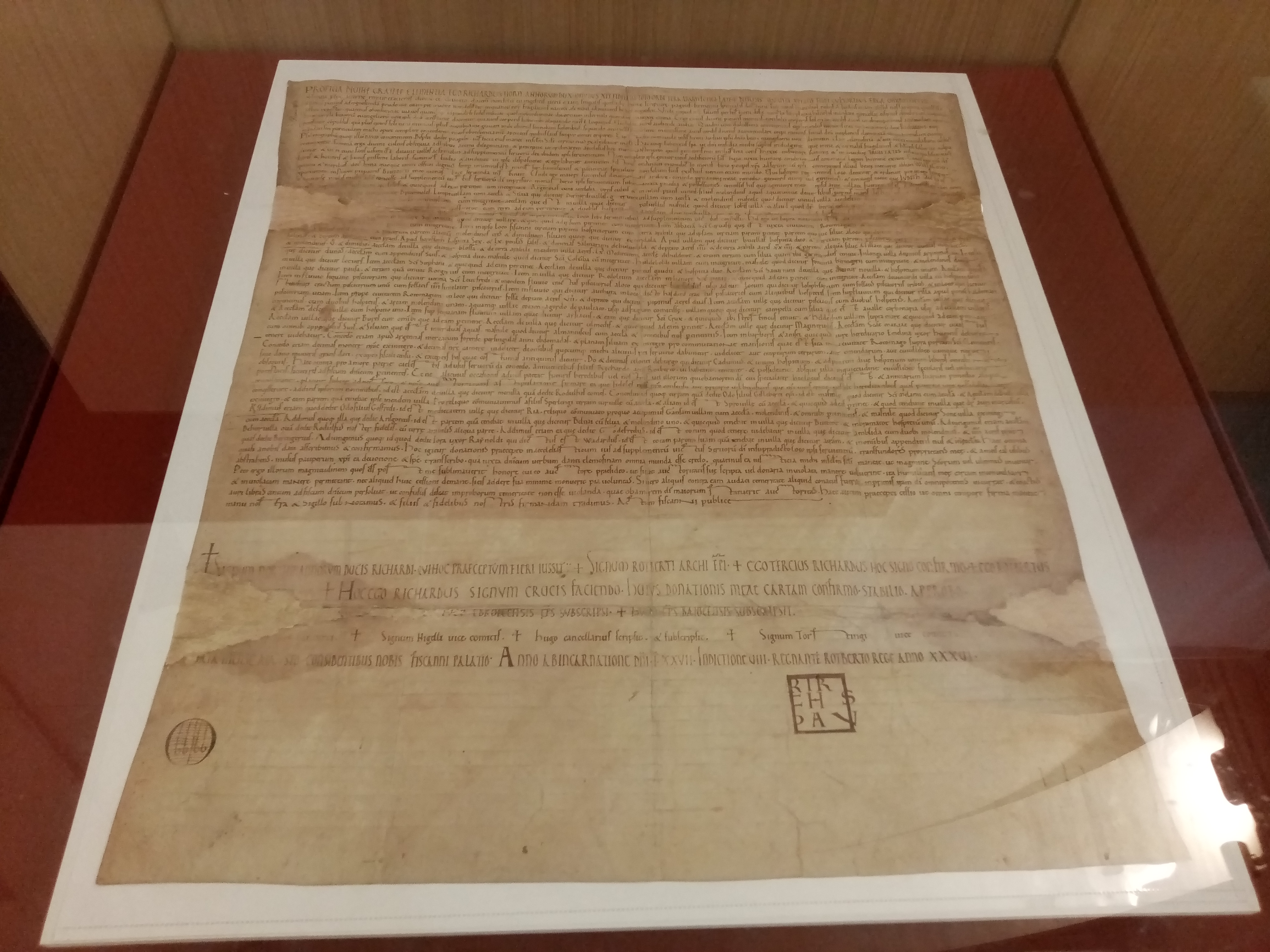
La charte de Fécamp de 1025.

Au Xe siècle, un nouvel essor urbain accompagne le grand redémarrage du duché de Normandie. Les paroisses Saint-Étienne, Saint-Sauveur, Saint-Georges, Saint-Gilles et probablement Saint-Michel-de-Vaucelles sont fondées à cette époque. Le bourg de Caen (« burgus Cadomus ») est attesté depuis le règne du duc Richard II (996-1026). Une ville, constituée de plusieurs noyaux, commence à se structurer sur l'axe reliant Saint-Pierre à Saint-Martin en passant par Saint-Sauveur. Au début du XIe siècle, le premier texte se référant à Caen, la charte de l'abbaye de Fécamp, la décrit ainsi « la ville qui s'appelle Cathim, sur la rivière Orne, de part et d'autre, avec ses églises, ses vignes, ses prés, ses moulins, avec le marché, le tonlieu et le port, et toutes ses dépendances ».
Ce mouvement urbain est confirmé et accru au XIe siècle par la politique de Guillaume et de son épouse Mathilde de Flandre. En 1047, après sa victoire à la bataille de Val-ès-Dunes, le duc de Normandie organise le concile de la Trêve de Dieu sur la rive droite de l'Orne vers Vaucelles et fait construire en 1061 la chapelle Sainte-Paix, alors sur le territoire de Mondeville, pour recueillir des reliques de saints amenées pour cette occasion. Le couple ducal fonde également deux grandes abbayes à l'est et à l'ouest du tissu urbain existant dans lesquelles ils se feront inhumer, en 1083 dans l'abbaye aux Dames pour Mathilde de Flandre et, en 1087 dans l'abbaye aux Hommes pour Guillaume le Conquérant. Surtout, il fait édifier vers 1058/1060 une vaste forteresse, qui n'est encore qu'un vaste camp clos de murs, entre ses deux abbayes, au sommet de l'éperon calcaire dominant la vallée de l'Orne, dans lequel le duc et sa cour résideront régulièrement, et dote le bourg en plein développement d'une enceinte urbaine englobant le noyau central de l'agglomération naissante entre Saint-Étienne-le-Vieux et Saint-Pierre (Bourg-le-Duc).
D'un gros bourg de constitution anarchique, Caen devient une ville majeure et la seconde capitale de la Normandie, au détriment de Bayeux, pourtant ville épiscopale, qui voit sa prééminence rapidement remise en cause. Le choix de Guillaume est guidé par sa volonté d'une capitale positionnée au centre du duché, et surtout il vise à imposer son pouvoir dans cette partie de la Normandie, terres indociles dont étaient issus les conjurés de 1046. Ainsi, c'est dans la cité développée par leur père que Guillaume le Roux, roi d'Angleterre, et son frère aîné, Robert Courteheuse, duc de Normandie, signent en 1091 le traité de Caen censé régler les querelles de succession. La ville poursuit son développement sous Robert Courteheuse qui fait creuser un canal entre l'Orne et l'Odon formant ainsi l'île Saint-Jean ; ce bras d'eau, appelé canal Robert, a pour effet d'assainir ce terrain marécageux, d'offrir une protection face aux agressions extérieures et d'ouvrir un bief permettant l'érection de moulins.
En 1106, alors que le duché de Robert Courteheuse est envahi par son frère, Henri Beauclerc, qui s'est emparé, en 1100, du royaume d'Angleterre, la ville tombe entre les mains de ce dernier. Henri fait aménager le château en construisant un donjon et une nouvelle salle d'apparat (actuelle salle de l'Échiquier). Selon le chroniqueur Robert de Torigni, c'est en 1123, que Henri Beauclerc « fait édifier un grand donjon dans le château de Caen, et surélever l'enceinte que son père y avait fait construire ». C'est lui également qui établit l'Échiquier de Normandie alors que sa chambre des comptes siégeait dans un bâtiment, aujourd'hui disparu, rue Saint-Jean, et sa chambre de justice dans la grande salle romane, et fait clore de canaux et de murs le nouveau faubourg de la ville, l'île Saint-Jean.

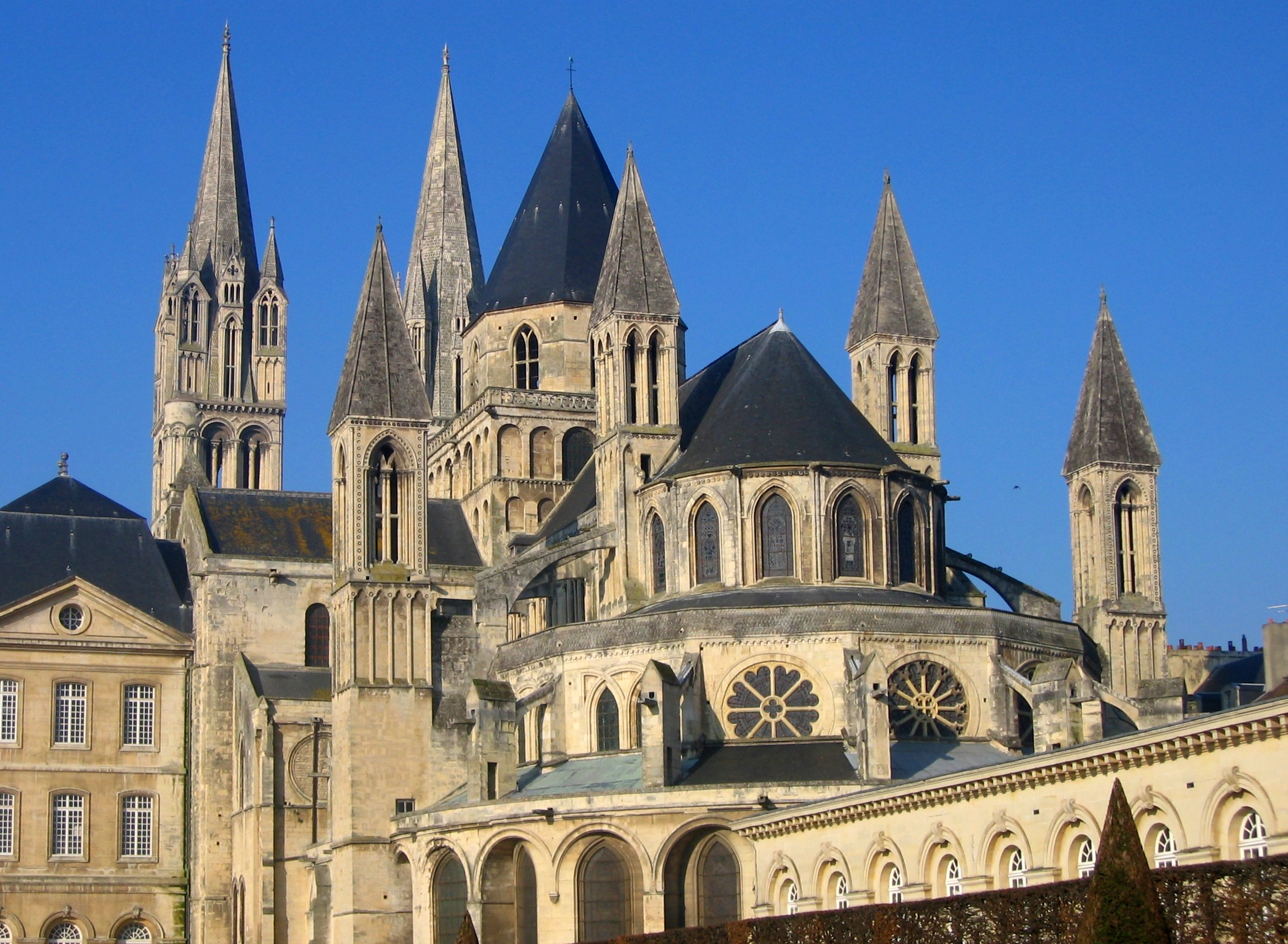
Le chevet de l'ancienne abbatiale Saint-Étienne.

En 1203, Jean sans Terre affranchit la commune de Caen qui peut alors se doter d'un beffroi, d'une cloche, d'un sceau et d'un hôtel de ville, bâti sur le pont Saint-Pierre.
Dans le cadre de la reconquête du duché de Normandie par le roi Philippe Auguste, Caen tombe le 21 mai 1204, avant Rouen. C'est à Caen que les troupes bretonnes de Guy de Thouars, allié du roi capétien et responsable de la conquête dans l'ouest de la province, font leur liaison avec le roi, avant de retourner soumettre le Cotentin. Le roi de France maintient les droits municipaux et remanie profondément les défenses du château, avec notamment la construction de la chemise du donjon.

### Guerre de Cent Ans
Édouard III d'Angleterre lors de sa chevauchée qu'il mènera à travers la Normandie, le Vexin, le Beauvaisis, le Vimeu, le Ponthieu, le Boulonnais et le Calaisis, après avoir débarqué le 12 juillet 1346 à Saint-Vaast-la-Hougue dans la baie de Morsalines, est le 26 juillet aux portes de la ville dont les fortifications sont médiocres et, comble de malchance, les eaux de l'Orne et de l'Odon sont si basses qu'elles peuvent être franchies à gué. Le capitaine de la place Robert de Warignies s'enferme dans la citadelle alors que Raoul de Brienne, connétable de France, avec ses chevaliers se rendent au comte de Kent, Thomas de Hollande. La ville est pillée et brûlée pendant trois jours. Pressé de gagner la Picardie Édouard III n'assiège pas le château, et peu après son départ la garnison française reprend la ville. Dans les années qui suivirent, tirant la leçon, la ville et ses deux abbayes s'enferment dans de solides remparts. Ils permettront de détourner les chevauchées d'Henri de Lancastre et de Charles le Mauvais, malgré quelques faiblesse dont la division en trois bourgs : Bourg-le-Roi, bien fortifié, l'île Saint-Jean, médiocrement, et l'Île-aux-Prés (place de la République) pas du tout et la présence aux deux extrémités du bourg des deux abbayes qui peuvent servir de retranchement dans le cas où elles seraient prises. En 1370, on installe une plate-forme maçonnée à la place de la charpente d'origine. C'est de Caen que Bertrand du Guesclin, connétable de France, qui a fait de la ville son quartier général, part, en 1373, reconquérir le pays, Normandie, Guyenne, Saintonge et Poitou. Sa statue, par Arthur Le Duc, orne la place Saint-Martin.
Durant l'été 1417, la ville après avoir été isolée, est de nouveau assiégée et oppose pendant dix-sept jours une résistance héroïque face à Henri V qui a débarqué le 1er août à l'embouchure de la Touques avec une armée forte de 10 000 hommes, alors que Caen dispose seulement d'une centaine d'arbalétriers à cheval, vingt-deux dizainiers et leur demi-millier de fantassins, la milice bourgeoise et la garnison du château aux ordres du sire de Montenay comprenant cent hommes d'armes et un corps d'archer génois.
L'envahisseur anglais massacre 2 000 bourgeois, pille et traite les survivants en rebelles à « leur » roi. La région de Caen sera le lieu d'une très vive résistance à l'occupant anglais qui y procédera à un grand nombre d'exécutions de résistants entre 1418 et 1450.
La fondation, en 1432, de l'université de Caen fait partie des mesures de Jean de Lancastre, duc de Bedford, régent de Normandie, afin de tenter de se concilier la population caennaise. La fin de l'année 1434 voit un soulèvement commandé par Jean de Chantepie. Après la bataille de Formigny, Dunois avec une partie de l'armée française met le siège devant la ville le 4 juin 1450. Charles VII vient en personne à l'abbaye d'Ardenne commander les opérations. Le 1er juillet, le duc de Somerset, Edmond Beaufort, capitaine du château, et Richard Harrington, grand bailli de Caen, remettent la forteresse à Dunois avec la somme de 300 000 écus d'or, pour les frais de siège et embarquent à Ouistreham.
Le 6 juillet Charles VII fait son entrée solennelle dans la ville, escorté de René d'Anjou, roi de Sicile, du connétable de Richemont Arthur III de Bretagne, des comtes de Clermont et de Dunois. La Normandie redevenue française, Charles VII récompensera la ville de sa « fidélité et loyauté » en confirmant tous ses privilèges et libertés en 1458 (confirmation de la Charte aux Normands).

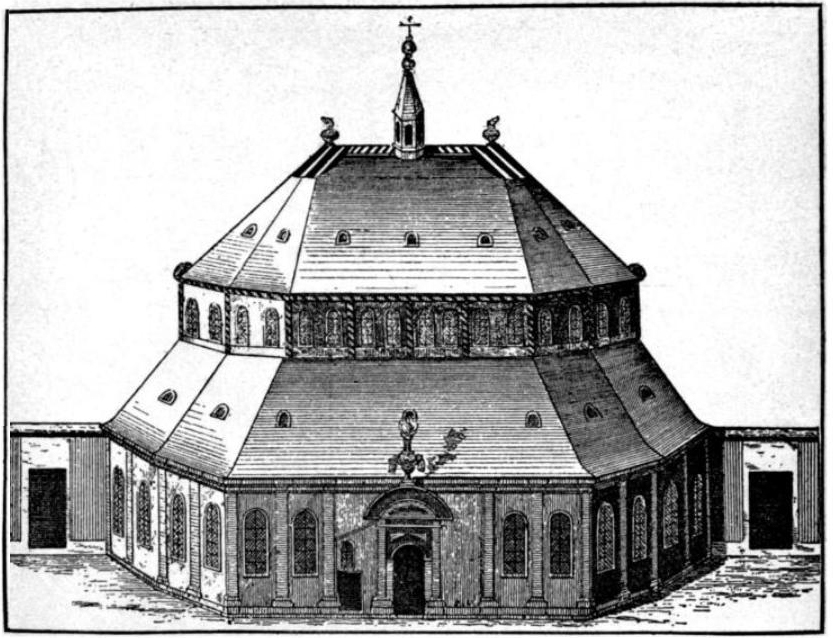
Le Temple réformé de Caen.

Après avoir réuni, à Tours, les représentants des villes marchandes du royaume le 20 octobre 1470, Louis XI autorise, en novembre, un établissement des foires à Caen, par ses lettres patentes. L'objectif étant de favoriser la croissance du commerce en Normandie et de ralentir la fuite de devises, liée notamment à la puissance des foires de Bruges et d'Anvers.

### XVIesiècle
Les protestants, prennent le contrôle de la ville en avril 1562, leur iconoclasme s'en prend, entre autres, au tombeau de Guillaume le Conquérant et de la reine Mathilde. Le service catholique est suspendu. Gabriel Ier de Montgommery, chef des huguenots de Normandie, après s'être enfui de Rouen et avoir rassemblé des nouvelle troupes au Havre s'empare de la ville. Arrivé à Caen en décembre 1562, le chef du parti huguenot, l'amiral de Coligny, ordonne, avant son départ le 19 mars 1563, la démolition, « afin d'avoir le profit qui se tireroit des plombs ont elle étoit couverte », de l'abbaye aux Hommes dont le chartrier est brûlé. En 1584, la peste fait 10 000 victimes à Caen. Le Parlement de Normandie et la Cour des aides et la Chambre des Comptes sont déplacés à Caen de janvier 1589 à avril 1594 à la suite du soulèvement de Rouen contre le roi ; les parlementaires fidèles au roi se rendant à Caen.

### XVIIesiècle

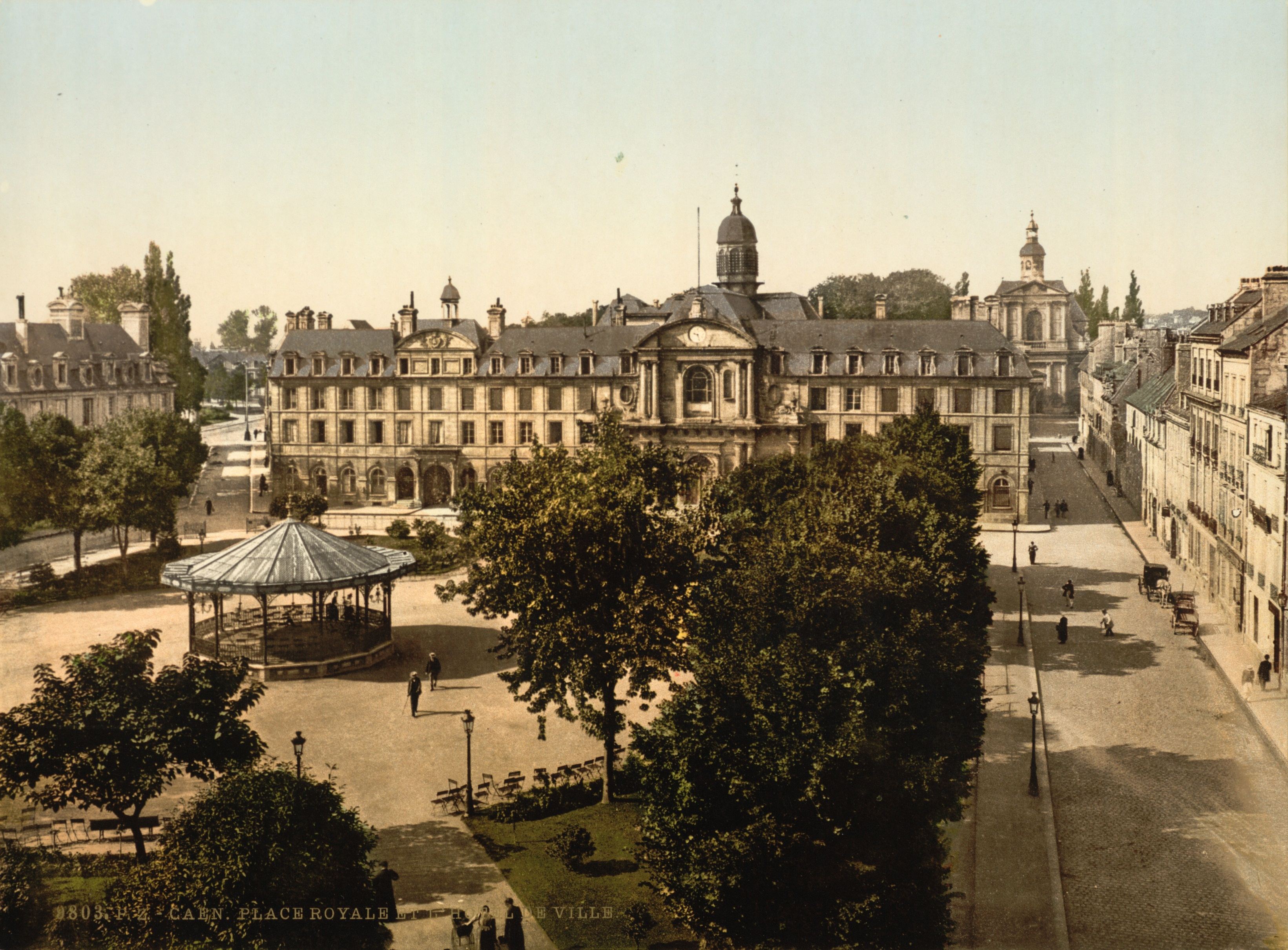
L'ancien séminaire des Eudistes sur la place Royale (place de la République).

En 1619, la peste s'installe à nouveau à Caen.
La révolte des Nu-pieds amorcée à Caen le 13 août 1639 fut menée par un certain Bras-Nus se donnant le grade de colonel de l'armée souffrante ; il finit roué. Prudemment restée à l'écart des troubles de la Fronde, Caen va voir la création de l'Académie des sciences, arts et belles-lettres de Caen et de la première Académie de Physique de France qui lui acquerra une réputation de capitale des beaux esprits et le surnom d'« Athènes normande ».
Au XVIIe siècle, la croissance démographique et l'essor économique que connait la ville sous le règne personnel de Louis XIV obligent la ville à lancer de grandes opérations d'urbanisme afin de régler les problèmes posés par la congestion de la circulation et la pression démographique. Entre 1629 et 1635, la ville fait détruire les maisons qui se trouvaient entre le carrefour Saint-Pierre et le Châtelet et déplacer la partie du cimetière de l'église Saint-Pierre qui se trouvait derrière ces maisons. La place Saint-Pierre est ainsi formée dans le deuxième quart du XVIIe siècle. La ville, trop à l'étroit dans ses murailles, finit par repousser ces frontières en investissant les Petits près. Entre 1609 et 1603, la ville fait abattre des maisons pour transformer en rue une simple venelle servant à conduire les chevaux à l'abreuvoir sur le Grand Odon et, en 1626, un pont sur l'Odon est construit au bout de la rue des Jésuites (actuelle rue Saint-Laurent). En 1635-1637, la ville lance une importante opération d'urbanisme consistant à aménager une grande place carrée entourée de maisons construites en pierre de taille sur un alignement déterminé. Cette place royale (actuelle place de la République) est terminée par l'érection du séminaire des Eudistes et de son église dédiée aux Très Saints Cœurs de Jésus et Marie entre 1664 et 1703. Non loin de la place Royale, les Jésuites, installés au collège du Mont en 1609, se font ériger l'église Sainte-Catherine-des-Arts (actuelle église Notre-Dame-de-la-Gloriette) entre 1684 et 1689. Des promenades publiques arborées sont aménagées dans la Prairie le long de l'Orne et du canal Robert ; le cours-la-Reine (actuel cours Général-de-Gaulle) est planté en 1676 et le cours de l'Orne (actuel cours Kœnig) en 1691.
Pour préserver l'orthodoxie catholique et stimuler la foi, les ordres de la Contre-Réforme, soutenus par les autorités royales, multiplient les fondations d'églises, de couvents et de monastères destinés à accueillir les formes rajeunies de la piété. De nombreuses congrégations s'installent donc à Caen : Jésuites, Carmélites, Ursulines, Visitation. Jean Eudes fonde à Caen la congrégation de Jésus et Marie (Eudistes) et l'ordre de Notre-Dame de Charité. La révocation de l'édit de Nantes s'accompagnent de nombreuses persécutions : destruction du temple, internement aux Nouveaux et Nouvelles Catholiques… Ces représailles forcèrent de nombreux Caennais protestants refusant d'abjurer, riches marchands et industriels pour la plupart, à l'exil. L'émigration atteignit les proportions d'un véritable dépeuplement et le commerce de la province en fut ruiné. Un rapport de l'intendant Foucauld adressé au ministre Pontchartrain qui voulait établir une juridiction consulaire à Caen, affirme l'impossibilité de recruter un semblable tribunal en cette ville : « La plupart des marchands de Caen, étant « religionnaires », ont quitté le royaume ; ceux qui y sont restés sont passés à Paris ou à Rouen, et le commerce est à présent « peu de chose à Caen. » L'absolutisme louis-quatorzien mit également fin aux franchises municipales dont jouissait Caen en supprimant les élections municipales et en transformant les offices d'échevin des nobles, des bourgeois et des marchands en charges vénales.

### XVIIIesiècle

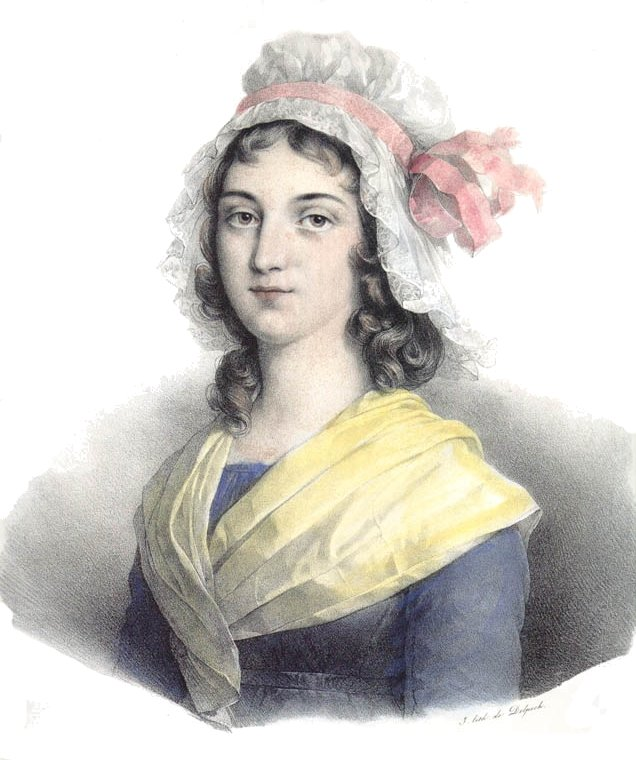
Charlotte Corday (1768-1793).

Caen vit, en 1713, 1715 et 1725, des émeutes liées à la cherté du pain.
Le 30 décembre 1775, se produit un des plus violents séismes qu'ait connu la Normandie. L'intensité à l'épicentre situé dans la région de Caen est estimé à VII sur l'échelle MSK. Toutes les maisons de la ville ont été agitées, de nombreux dégâts sont signalés.
À la Révolution, le procureur-syndic Georges Bayeux et le commandant de la place Henri de Belzunce furent massacrés par la foule. En 1793, la section caennaise des Jacobins de Caen rompit ses attaches avec ceux de Paris. Nombre de Girondins cherchant refuge à Caen lors de leur chute, celle-ci devint le centre des insurrections fédéralistes auxquelles se joignit la société caennaise des Carabots. C'est le faible recrutement des armées fédéralistes qui incita Charlotte Corday à quitter Caen le 9 juillet 1793 pour aller assassiner Marat à Paris.

### Révolution et Empire
Le 2 août 1793, l'armée de la Convention entre à Caen, signant la fin de l'insurrection fédéraliste.
Le 2 mars 1812, des émeutes débutent à la halle aux grains et au moulin Montaigu. Les émeutiers protestent contre la disette qui sévit depuis 1811, à la suite des mauvaises récoltes. Napoléon était passé à Caen en 1811 et avait appris que du fait du blocus continental les nombreuses ouvrières de la bonneterie et de la dentellerie s'étaient appauvries, tandis que le prix du blé avait monté. Le préfet Méchin et le maire Lentaigne de Logivière sont pris à partie. L'ordre est rétabli le soir même. Plusieurs personnes sont arrêtées dans les jours suivants. Le 6 mars, 4 000 soldats arrivent en renfort dans la ville. Le 14 mars, 61 personnes sont jugées, quatre hommes et quatre femmes sont condamnés à mort. Ils sont exécutés le 15 mars. Les autres personnes sont condamnées à des travaux forcés ou à de la prison. Michelle Zancarini-Fournel souligne que dans les mois suivants, la situation empire (« Nombre de malheureux ne vivent que d'herbe et de son »), jusqu'à la récolte de l'été 1812, et ajoute que les condamnations furent annulées par le duc de Berry en 1814, après l'abdication de Napoléon Ier.

### XIXesiècle

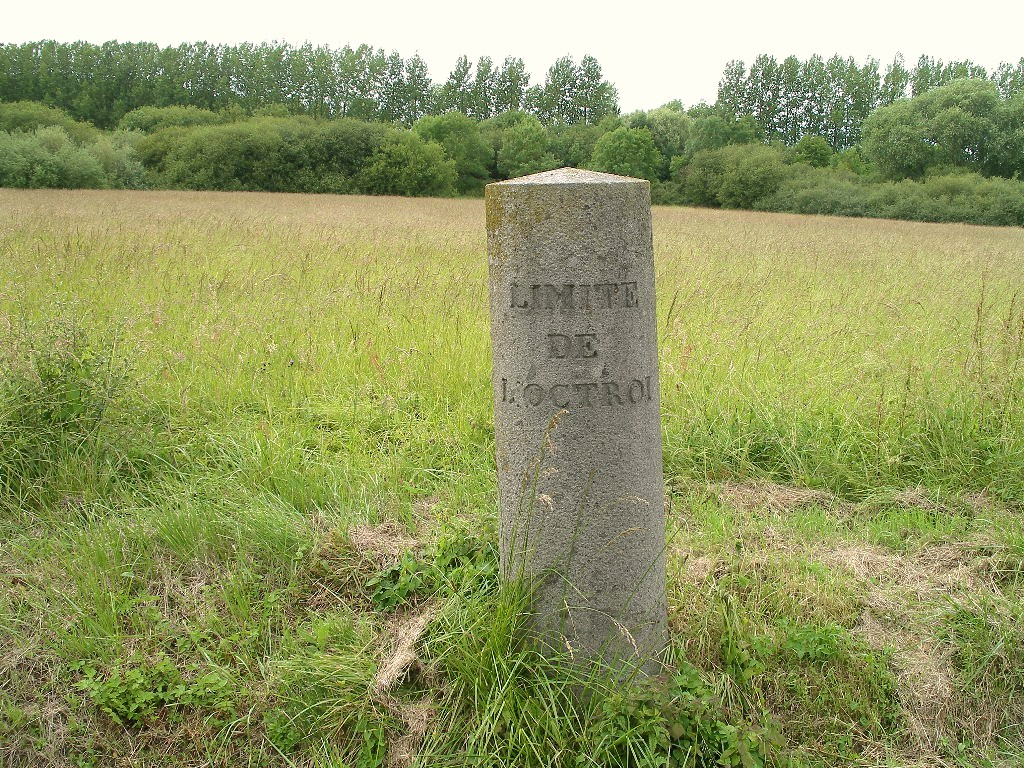
Borne limite de l'octroi de Caen sur la route de Louvigny.

Le XIXe siècle voit notamment l'inauguration du canal de Caen à la mer, immédiatement suivie de celle de la gare ferroviaire (1857-58). La ville est alors un centre intellectuel important de la Normandie, avec notamment la fondation, par Arcisse de Caumont, de diverses sociétés savantes (Congrès scientifique, Société française pour la conservation des monuments, en 1834, Association normande pour la vulgarisation des sciences; Caumont participe aussi aux travaux de la Société des antiquaires de Normandie). La ville sort de ses limites historiques et s'étend sur les pentes au-dessus de la vieille ville (quartier bourgeois autour de la gare Saint-Martin, ouverte en 1884, ou quartier plus populaire au-dessus de Vaucelles).

#### Chronologie
Les dates marquantes sont :
- 6 avril 1815 : Charles X fait un passage à Caen et fait libérer les personnes emprisonnées depuis 1812 ;
- 1837 : début des travaux du canal de Caen à la mer ;
- 1857 :
  - 5 mai : inauguration du premier système de distribution d'eau ;
  - 23 août : inauguration du canal de Caen à la mer ;
- 3 août 1858 : inauguration de la gare de Caen par le couple impérial ;
- 10 août 1863 : inauguration des bains et lavoirs.

Tableaux de Stanislas Lépine
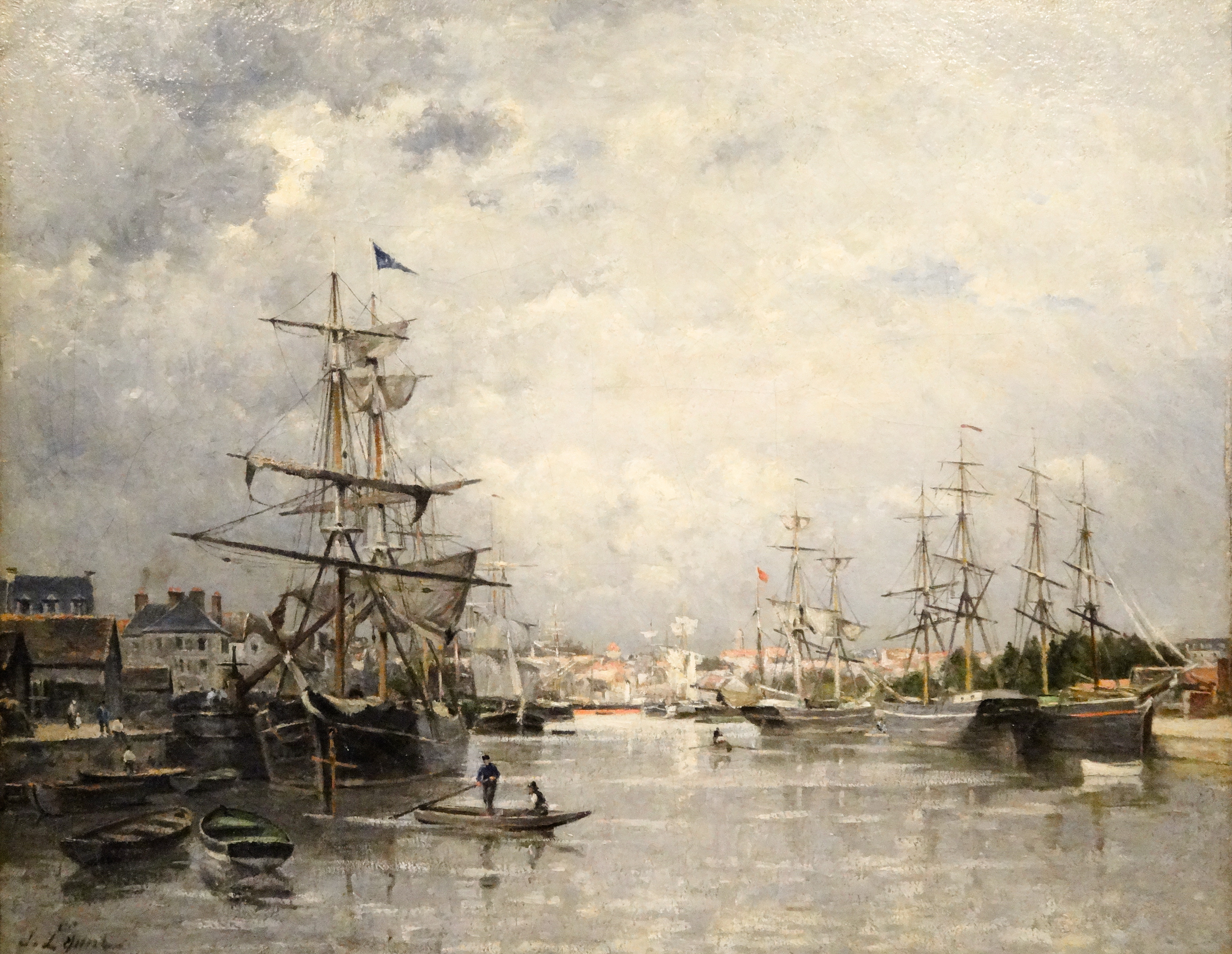
Le Port de Caen, 1859 Musée des Beaux-Arts de Caen.
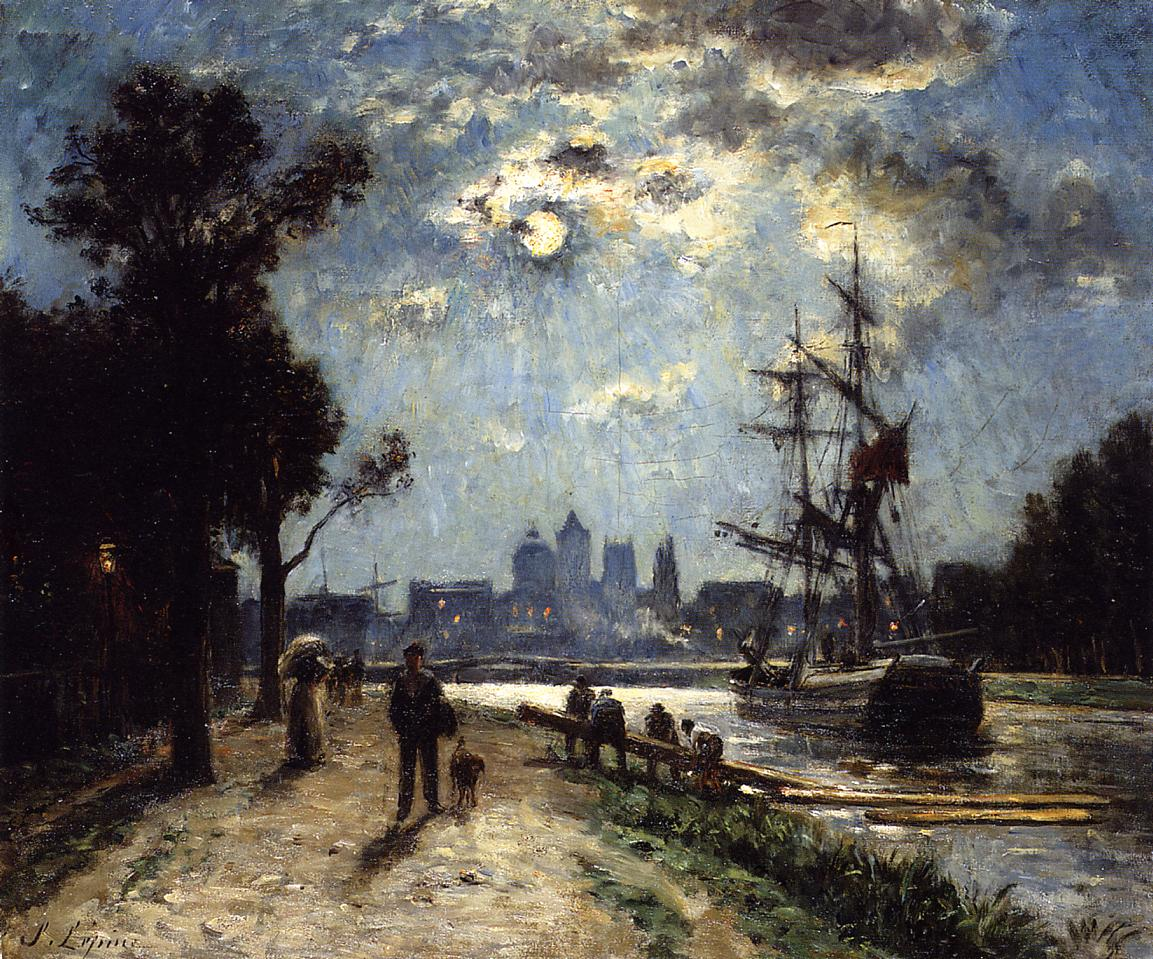
Caen, le long de l'Orne, cours Caffarelli, effet de lune, vers 1876 Collection privée, Vente 2004.
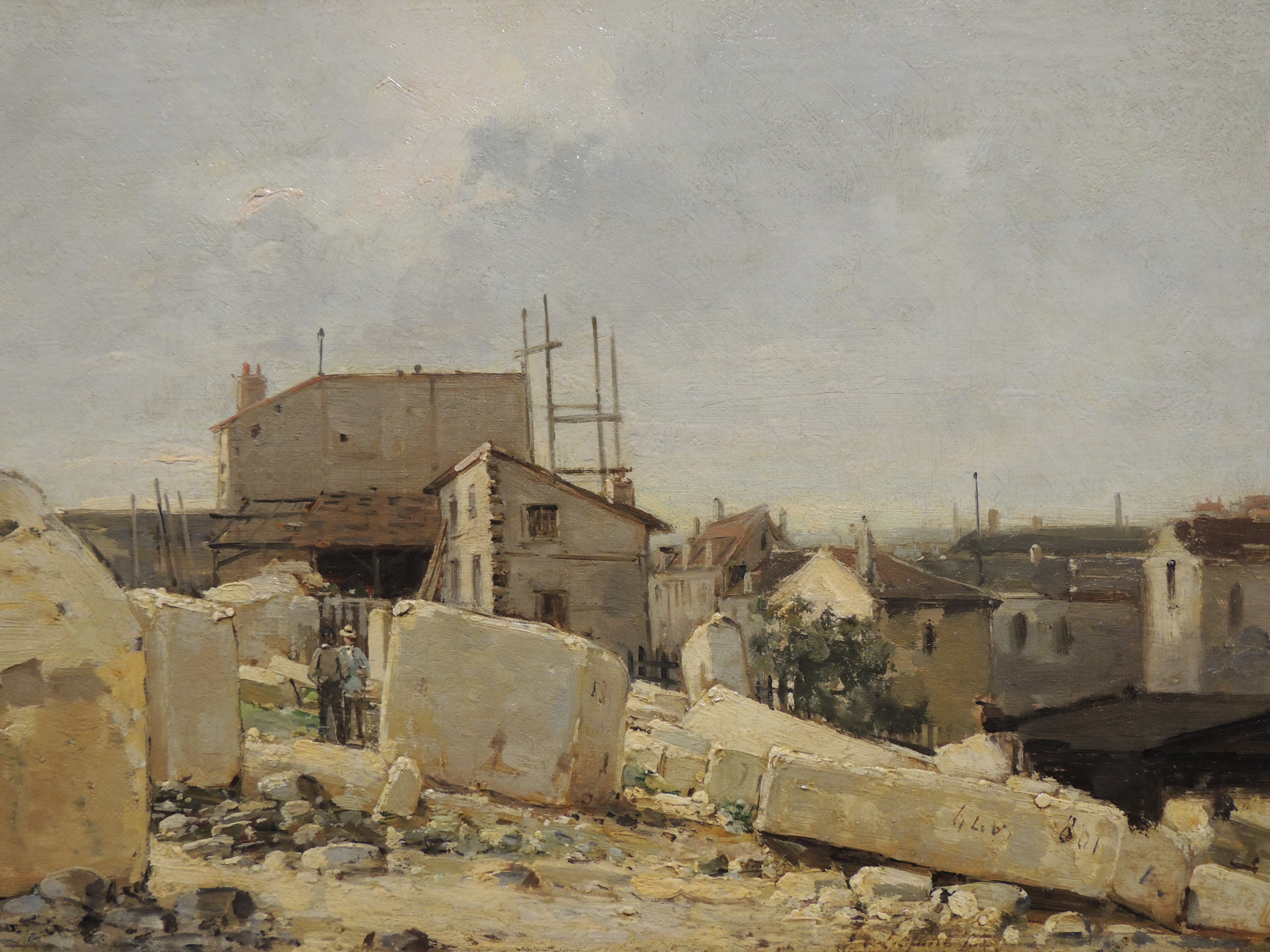
Une carrière à Caen, 1892 Musée des Beaux-Arts de Caen.

#### Démographie
La croissance démographique s'amenuise. On recense 36 231 habitants en 1806, 41 394 habitants en 1856 et 45 380 habitants en 1906. Régulièrement, l'évolution est même légèrement négative :
- entre 1851 et 1856 (– 3 886 hab.) ;
- entre 1861 et 1876 (– 2 559 hab.) ;
- entre 1891 et 1906 (– 938 hab.).

La croissance reprend à partir de 1906. En 1936, les Caennais étaient 61 334.

### Caen auXXesiècle

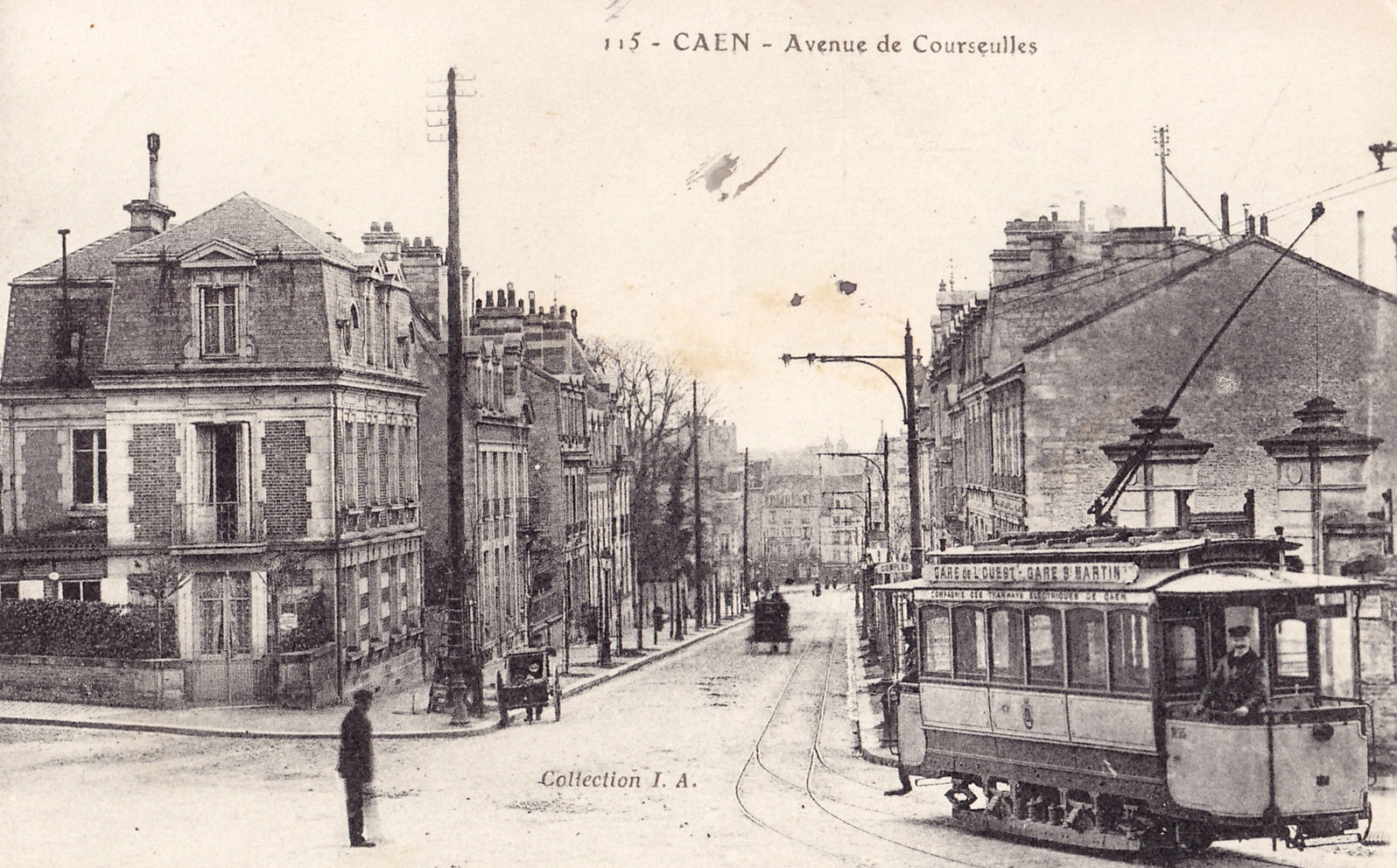
L'avenue de Courseulles et l'ancien tramway de Caen, avant la Première Guerre mondiale.

#### Caen durant la Seconde Guerre mondiale
Caen perd environ 68 % de son volume bâti durant la Seconde Guerre mondiale car elle s'est trouvée sur une ligne de front très disputée lors du débarquement en Normandie le 6 juin 1944 (Jour J). Les bombardements anglo-américains du 6 juin au 19 juillet 1944 font près de 2 000 victimes parmi les habitants de la ville. Elle est libérée par les forces canadiennes qui ont combattu pendant un mois les troupes SS. Quelques-uns de ses principaux monuments ont néanmoins été sauvegardés.
La reconstruction de Caen a officiellement duré de 1947 à 1963 avec de larges avenues rectilignes bordées par des immeubles de pierre de Caen d'environ cinq étages, ce qui confère une certaine unité architecturale à plusieurs parties de la ville. De nombreux immeubles qui avaient un toit plat ont été chapeautés d'un toit à pentes traditionnel. La ville, profondément meurtrie par la guerre, a été décorée de l'ordre national de la Légion d'honneur en 1948.

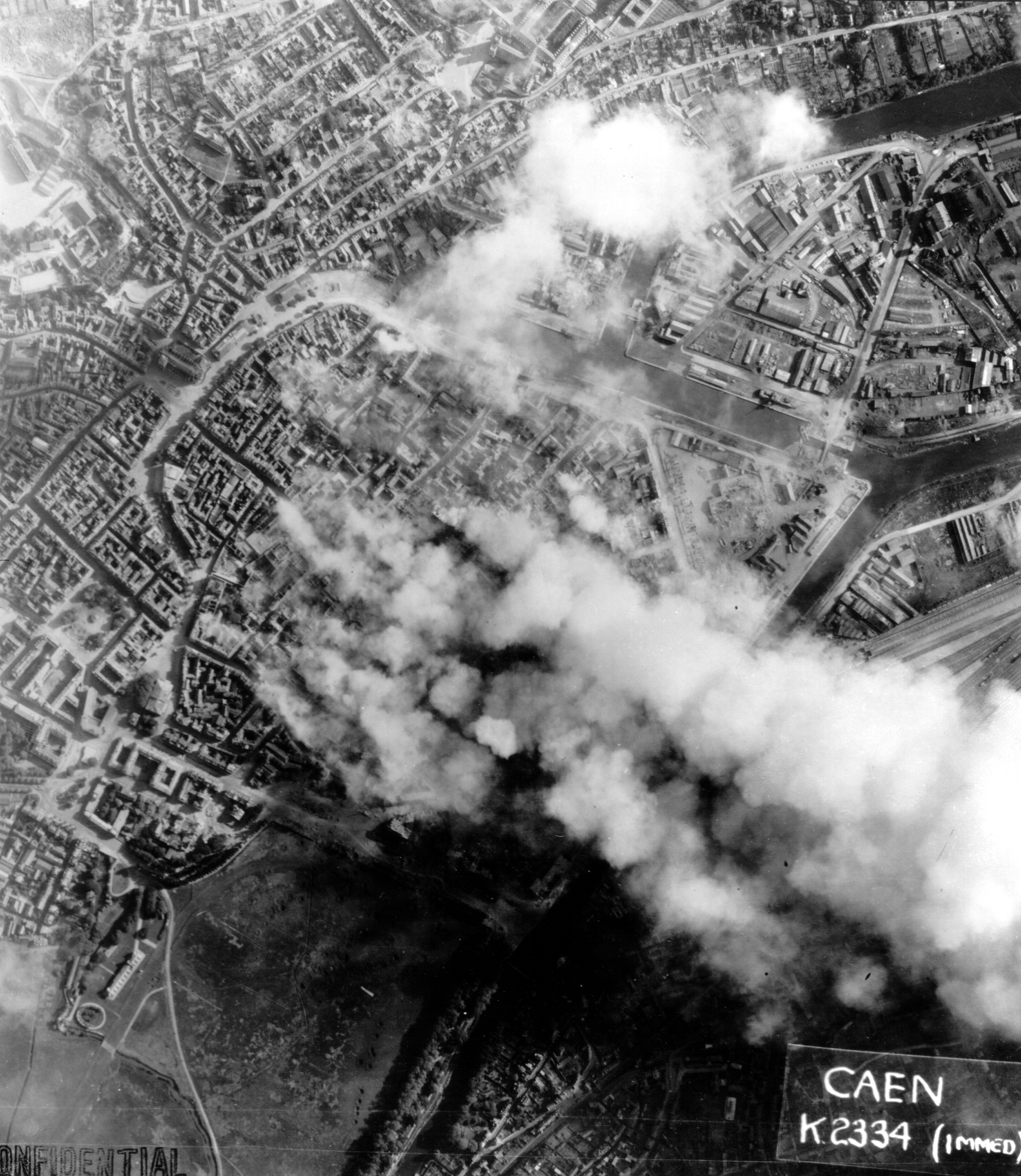
Vue aérienne des bombardements sur Caen.
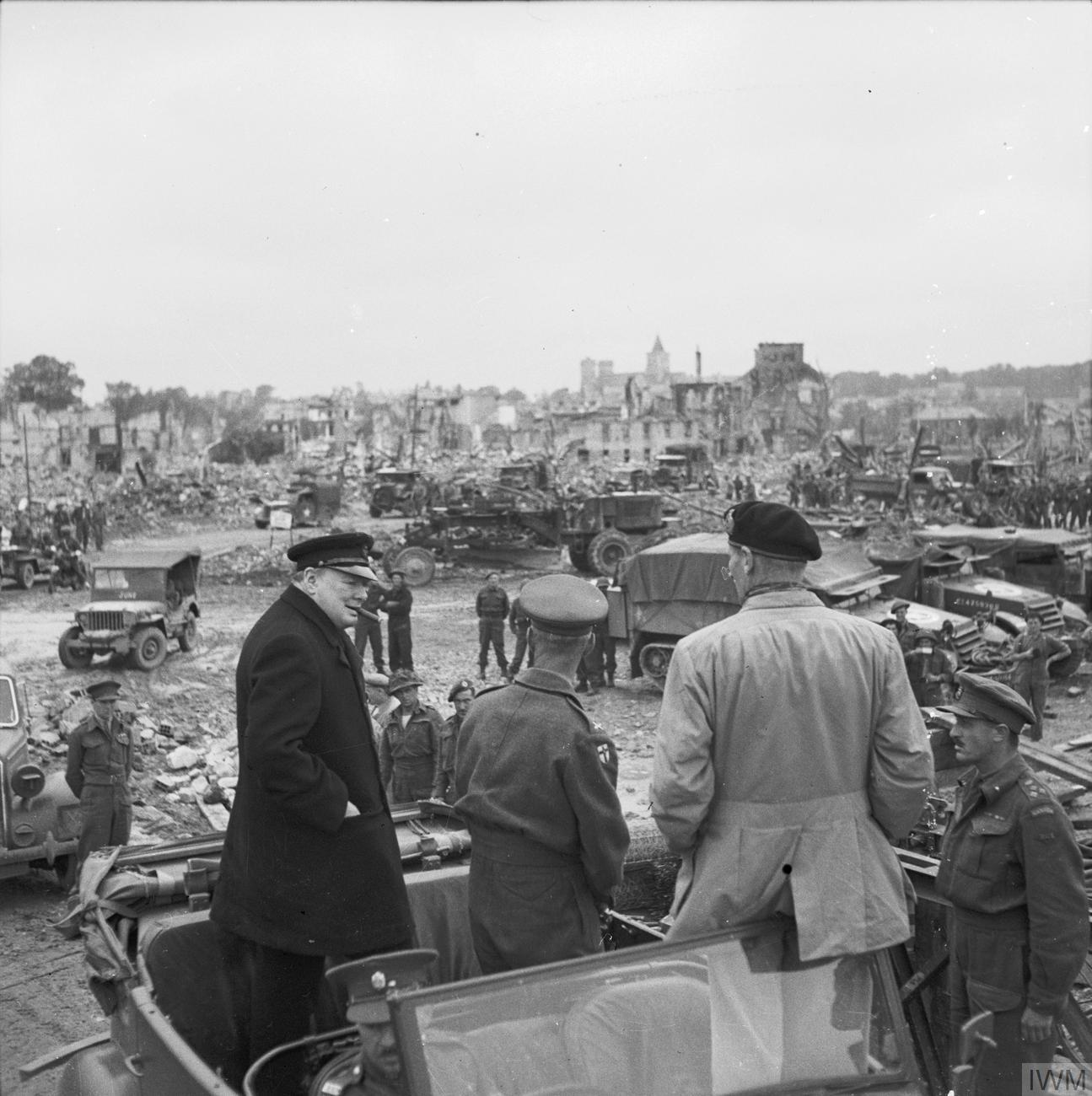
Le Premier ministre du Royaume-Uni Winston Churchill, le général Bernard Montgomery et le lieutenant général sir Miles Dempsey observant la destruction de Caen le 22 juillet 1944.
La place Saint-Pierre après la bataille de Caen en 1944.

#### 1945 à 2000
En réparation des dommages de guerre, et comme le monastère des Bénédictines avait été en grande partie détruit en 1944 pendant la bataille de Caen, il a été confié à l'architecte Jean Zunz de le reconstruire à la Folie-Couvrechef, qui est maintenant intégrée à l'agglomération. Il a confié la verrière de la Création du Monde à l'artiste Sergio de Castro en 1956. La réalisation durera trois ans.

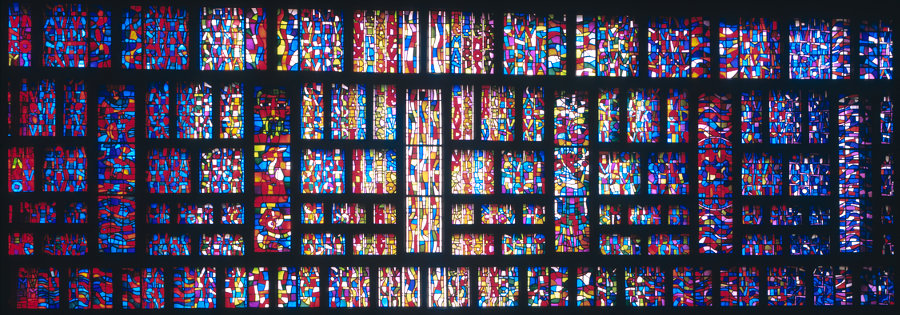
La verrière de la Création du monde au monastère des Bénédictines de Caen par Sergio de Castro.

En 1963 est inauguré le parc des expositions, symbolisant ainsi la fin de la reconstruction de Caen. En 1968 Caen est touchée de plein fouet par trois événements : les grèves ouvrières et la nuit d'émeute du 26 et 27 janvier : les mois de mai et juin dans le cadre des événements de mai 68 et enfin l'affaire du Théâtre-Maison de la Culture (TMC) au mois de décembre. Cette année, la métropole normande est au cœur de la contestation très actives dans le domaine de l'art.

## Politique et administration

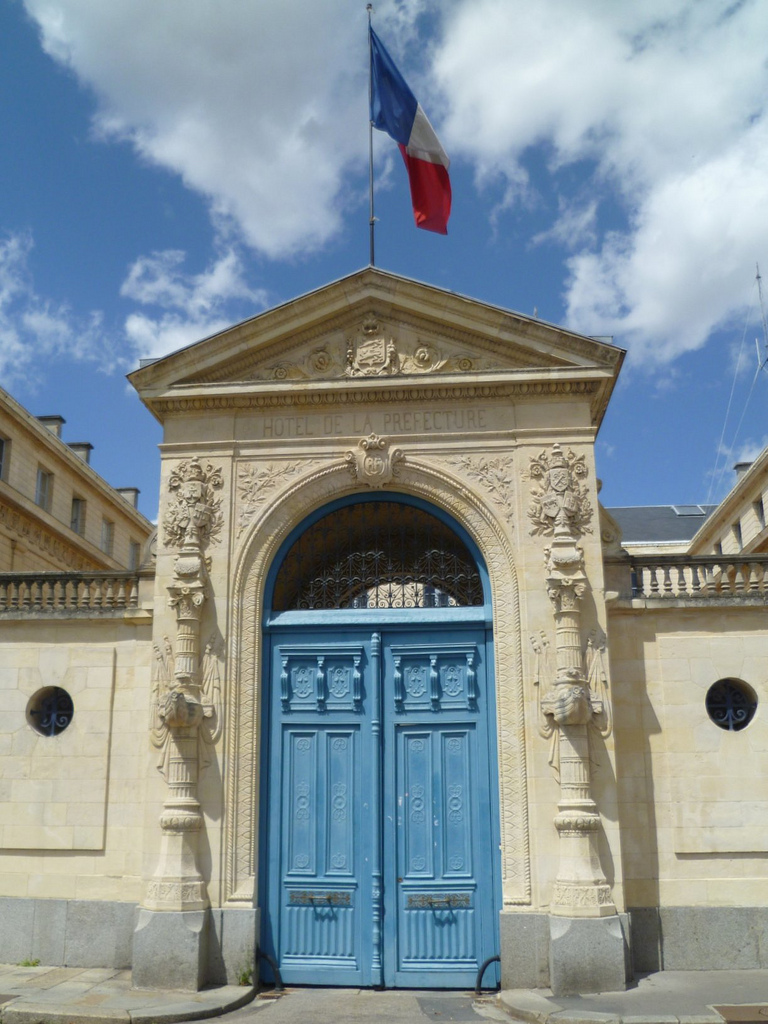
L'hôtel de la Préfecture.

Dans le cadre de la réforme territoriale de 2014, qui a vu la fusion des régions de Haute-Normandie et de Basse-Normandie, Caen a obtenu le siège du conseil régional de Normandie, tandis que Rouen conserve la préfecture de Région. Elle est également le siège de certains services régionaux de l'État (Rouen étant toutefois le siège de la majorité des directions régionales de l'État) : la DRAC, la DRAAF, l'ARS, le rectorat d'académie et l'INSEE de Normandie sont à Caen.

### Évolutions du territoire communal
En 1951, le territoire de la Guérinière, dépendant de la commune de Cormelles-le-Royal, fut officiellement rattaché à Caen.
Un arrêté préfectoral du 30 mai 1952 rattache la commune de Venoix (1 339 habitants en 1946) à Caen (51 445 habitants).
Les limites communales actuelles sont définitivement fixées dans les années 1960–1970 :
- le 30 juillet 1962, Caen reçoit un secteur de 10 ha de Fleury-sur-Orne ;
- le 22 décembre 1965, le secteur du monastère de Notre-Dame-de-la-Charité passe de la commune Cormelles-le-Royal à celle de Caen ;
- le 3 mai 1979, les communes de Caen et d'Hérouville-Saint-Clair s'échangent des parcelles.

### Rattachements administratifs et électoraux

L'arrondissement de Caen dans le département.

Caen est le chef-lieu du Calvados et de l'arrondissement de Caen.
La ville est partagée entre la 1re circonscription et la 2e circonscription du Calvados, couramment appelées « circonscription de Caen-Ouest » pour la première et « circonscription de Caen-Est » pour la seconde.
Caen était historiquement divisée en neuf cantons dont elle était le chef-lieu, mais donnait son nom à dix cantons, :
- le 1er canton, formé d'une partie de Caen et de la commune de Bretteville-sur-Odon (16 265 habitants en 2009, dont 12 106 habitants sur la seule commune de Caen) ;
- le 2e canton, formé d'une partie de Caen et des communes d'Authie, Carpiquet, Saint-Contest et Saint-Germain-la-Blanche-Herbe (25 783 habitants en 2009, dont 17 645 habitants sur la seule commune de Caen) ;
- le 3e canton, formé d'une partie de Caen (19 118 habitants en 2009) ;
- le 4e canton, formé d'une partie de Caen et de la commune d'Épron (14 587 habitants en 2009, dont 12 953 habitants sur la seule commune de Caen) ;
- le 5e canton, relatif à Hérouville-Saint-Clair et ne comprenait aucune partie de Caen ;
- le 6e canton (aussi appelé Caen-Hérouville), formé d'une partie de Caen et d'une partie d'Hérouville-Saint-Clair (14 590 habitants en 2009, dont 9 866 habitants sur la seule commune de Caen) ;
- le 7e canton, formé d'une partie de Caen et de la commune de Mondeville (14 564 habitants en 2009, dont 4 334 habitants sur la seule commune de Caen) ;
- le 8e canton, formé d'une partie de Caen et des communes de Fleury-sur-Orne et Louvigny (18 851 habitants en 2009, dont 12 281 habitants sur la seule commune de Caen) ;
- le 9e canton, formé d'une partie de Caen (14 425 habitants en 2009) ;
- le 10e canton, formé d'une partie de Caen et des communes de Cormelles-le-Royal et Ifs (22 807 habitants en 2009, dont 7 671 habitants sur la seule commune de Caen).

Dans le cadre du redécoupage cantonal de 2014 en France, la commune est désormais le bureau centralisateur des nouveaux cantons de Caen-1, Caen-2, Caen-3, Caen-4 et Caen-5.

### Intercommunalité
En 1990, l'agglomération de Caen s'est organisée en district, transformé en 2002 en une communauté d'agglomération (Grand Caen, renommée Caen la Mer en 2004), regroupant depuis 2013 trente-cinq communes et 241 741 habitants.
Le 1er janvier 2017, elle est remplacée par une communauté urbaine d'un peu plus 256 000 habitants regroupant la communauté d'agglomération (236 282 habitants en 2013) et les communautés de communes Entre Thue et Mue (12 570 habitants en 2012) et Plaine Sud de Caen (7 150 habitants en 2012). Selon l'État, ce périmètre doit être considéré comme une étape et la communauté de communes Cœur de Nacre pourrait rejoindre par la suite Caen la Mer. La communauté de communes Vallées de l'Orne et de l'Odon, formée par la fusion des communautés de communes Évrecy-Orne-Odon et Vallée de l'Orne, pourrait également être incorporée à cet ensemble.
Caen est également siège du Pays de Caen, dont elle est membre depuis 2006.

### Tendances politiques et résultats

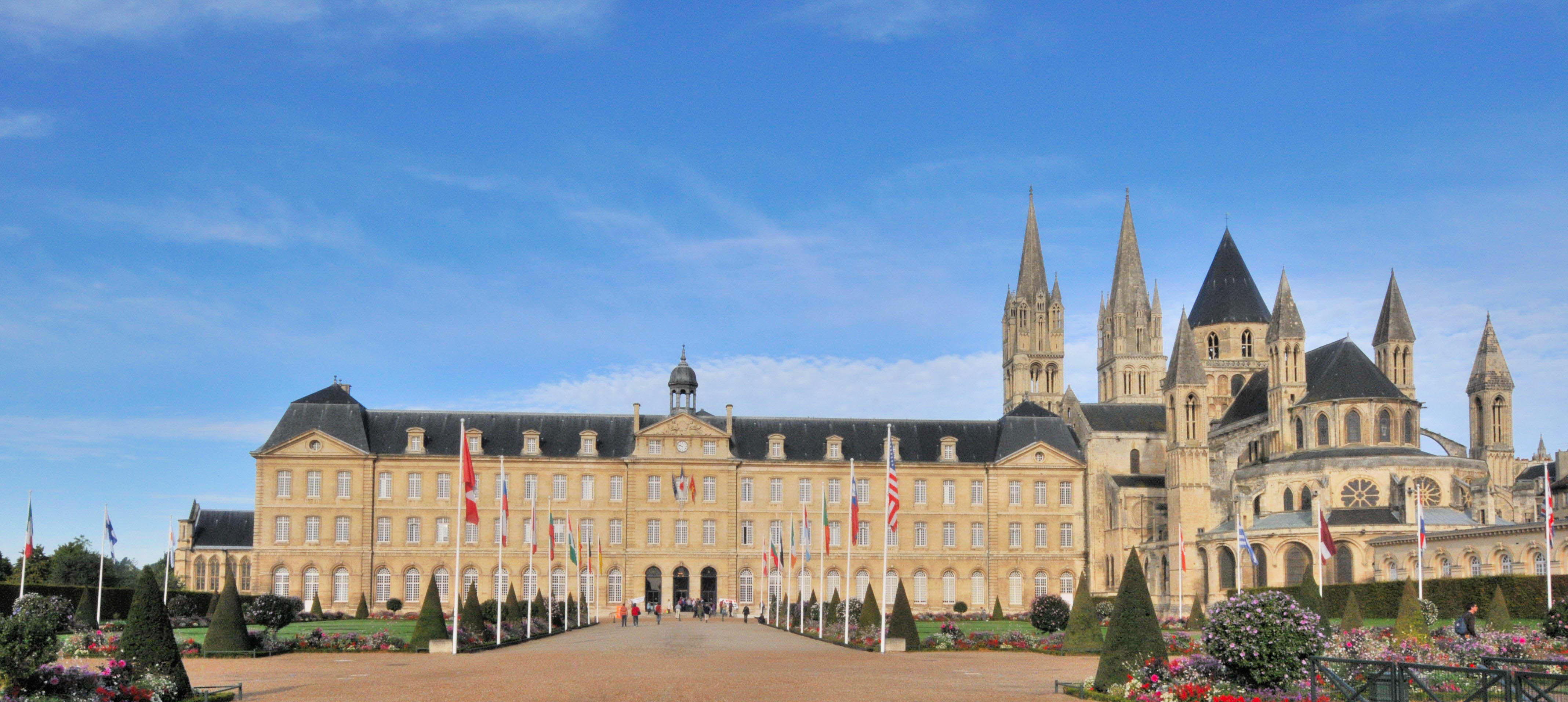
La mairie de Caen sise dans les bâtiments conventuels de l'abbaye aux Hommes, transformés en lycée au XIXe siècle puis en hôtel de ville depuis les années 1960.

Si l'agglomération est plutôt ancrée à gauche, Caen est traditionnellement une ville centriste. « À droite depuis Guillaume le Conquérant » selon le mot de Louis Mexandeau, l'électorat caennais met au pouvoir une coalition républicaine au lendemain de la Première Guerre mondiale, réunissant sous la direction d'Armand Marie, les anciens adversaires que sont le républicain de gauche René Perrotte, et le nationaliste de droite Jules Séjourné. Dès lors, Caen n'est plus dirigé que par des maires classés à droite de l'échiquier politique. Selon le journaliste Gilbert Rochu, pour les Caennais, « l'élu doit être un notable, pas un leader ».
Après les mandats de l'indépendant Yves Guillou et du républicain-populaire Jean-Marie Louvel, l'affrontement droite/gauche s'est personnalisé pendant trente ans dans le duel permanent entre le maire giscardien Jean-Marie Girault et le mitterrandien Louis Mexandeau, ministre des PTT. Lors des élections nationales, la ville privilégie le candidat socialiste (second tour de 1981 : François Mitterrand 52,59 % ; second tour de 1988 : François Mitterrand : 55,48 % ; second tour de 1995 : Lionel Jospin, 50,53 %), alors qu'aux municipales, Louis Mexandeau, handicapé par une gauche calvadosienne couramment divisée, ne parvient jamais à battre Jean-Marie Girault. L'héritage de ce dernier est disputé en 2001, entre la RPR Brigitte Le Brethon et l'UDF Luc Duncombe, la première menant finalement la liste de droite et étant élue sur le bilan de l'administration Girault. Mais cette opposition jamais éteinte amène les deux protagonistes à se présenter en 2008, au bénéfice du président de région socialiste Philippe Duron, qui emporte la mairie après avoir été élu député en 2007.
Lors du deuxième tour de l'élection municipale de mars 2014, la liste menée par Joël Bruneau obtient 57,03 % des suffrages et quarante-trois sièges, contre 42,96 % et douze sièges pour la liste du maire sortant Philippe Duron. Joël Bruneau est élu maire le 5 avril 2014.

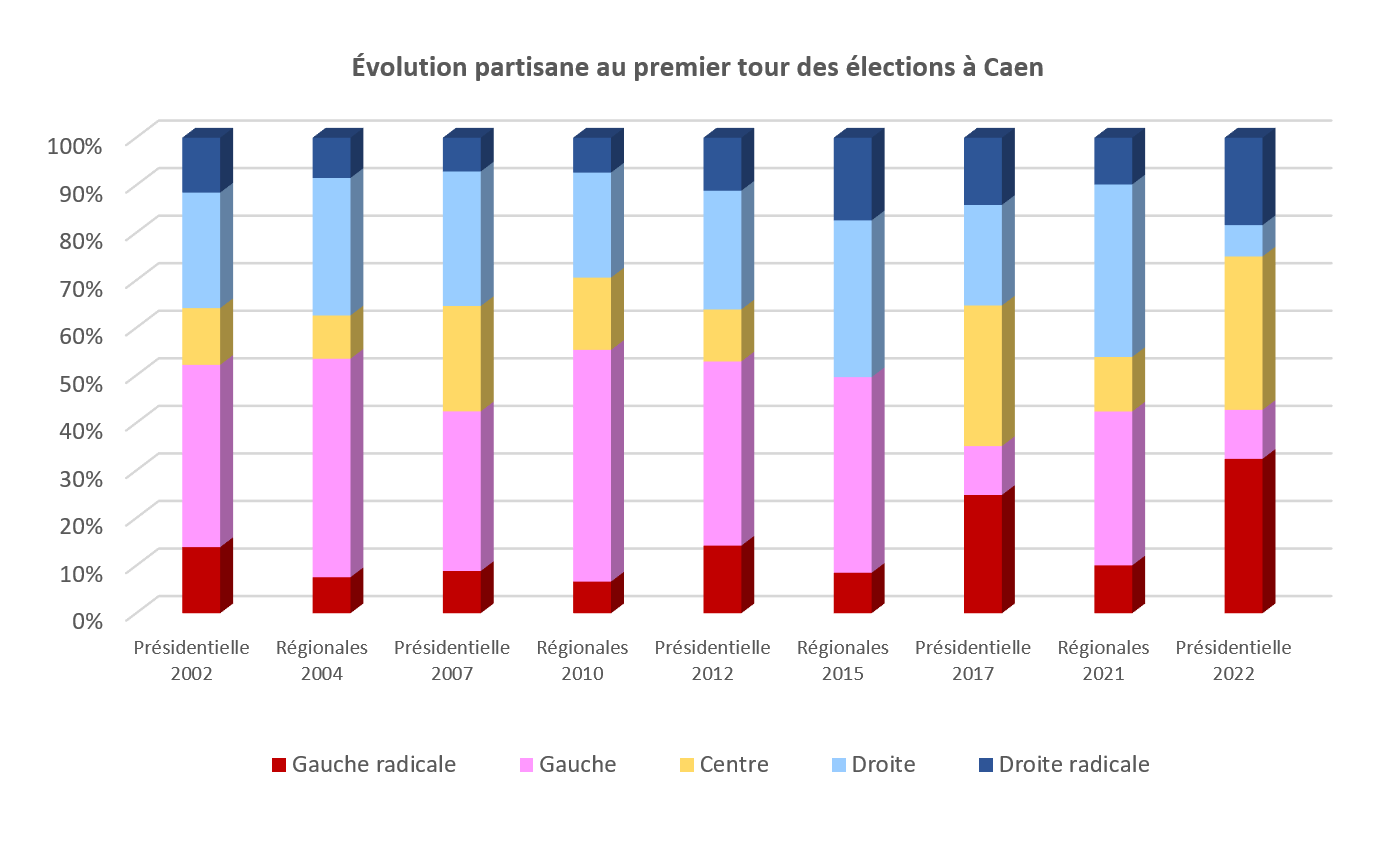
Évolution partisane au premier tour des élections à Caen

Lors des élections municipales de 2020, la liste menée par Joël Bruneau obtient 50.79 % des suffrages au premier tour (15 mars 2020). Joël Bruneau est réélu maire de Caen lors du conseil municipal du 23 mai 2020, le délai étant dû à la pandémie de COVID 19.

#### Récapitulatif de résultats électoraux récents
| Scrutin             | 1er tour | 1er tour | 1er tour | 1er tour | 1er tour | 1er tour | 1er tour | 1er tour | 1er tour | 1er tour | 1er tour | 1er tour | 2d tour            | 2d tour            | 2d tour            | 2d tour            | 2d tour            | 2d tour            | 2d tour            | 2d tour            | 2d tour            | 2d tour            | 2d tour            | 2d tour            |
| Scrutin             | 1er      | 1er      | %        | 2e       | 2e       | %        | 3e       | 3e       | %        | 4e       | 4e       | %        | 1er                | 1er                | %                  | 2e                 | 2e                 | %                  | 3e                 | 3e                 | %                  | 4e                 | 4e                 | %                  |
| ------------------- | -------- | -------- | -------- | -------- | -------- | -------- | -------- | -------- | -------- | -------- | -------- | -------- | ------------------ | ------------------ | ------------------ | ------------------ | ------------------ | ------------------ | ------------------ | ------------------ | ------------------ | ------------------ | ------------------ | ------------------ |
| Présidentielle 2012 |          | PS       | 35,16    |          | UMP      | 24,96    |          | FG       | 12,39    |          | MODEM    | 10,94    |                    | PS                 | 60,66              |                    | UMP                | 39,34              | Pas de 3e          | Pas de 3e          | Pas de 3e          | Pas de 4e          | Pas de 4e          | Pas de 4e          |
| Municipales 2014    |          | UMP      | 30,79    |          | PS       | 26,21    |          | UDI      | 18,01    |          | EELV     | 10,22    |                    | UMP                | 57,03              |                    | PS                 | 42,97              | Pas de 3e          | Pas de 3e          | Pas de 3e          | Pas de 4e          | Pas de 4e          | Pas de 4e          |
| Européennes 2014    |          | UMP      | 21,23    |          | PS       | 17,73    |          | EELV     | 14,37    |          | FN       | 13,65    | Tour unique        | Tour unique        | Tour unique        | Tour unique        | Tour unique        | Tour unique        | Tour unique        | Tour unique        | Tour unique        | Tour unique        | Tour unique        | Tour unique        |
| Régionales 2015     |          | UDI      | 32,96    |          | PS       | 28,95    |          | FN       | 13,33    |          | EELV     | 10,82    |                    | PS                 | 46,49              |                    | LR                 | 40,54              |                    | FN                 | 12,97              | Pas de 4e          | Pas de 4e          | Pas de 4e          |
| Présidentielle 2017 |          | EM       | 29,55    |          | LFI      | 23,11    |          | LR       | 20,61    |          | FN       | 10,33    |                    | EM                 | 82,09              |                    | FN                 | 17,91              | Pas de 3e          | Pas de 3e          | Pas de 3e          | Pas de 4e          | Pas de 4e          | Pas de 4e          |
| Européennes 2019    |          | LREM     | 26,80    |          | EELV     | 18,82    |          | RN       | 12,56    |          | PP-PS    | 8,53     | Tour unique        | Tour unique        | Tour unique        | Tour unique        | Tour unique        | Tour unique        | Tour unique        | Tour unique        | Tour unique        | Tour unique        | Tour unique        | Tour unique        |
| Municipales 2020    |          | DVD      | 50,79    |          | EELV     | 25,56    |          | PS       | 9,29     |          | DVG      | 5,29     | Pas de second tour | Pas de second tour | Pas de second tour | Pas de second tour | Pas de second tour | Pas de second tour | Pas de second tour | Pas de second tour | Pas de second tour | Pas de second tour | Pas de second tour | Pas de second tour |
| Régionales 2021     |          | UCD      | 36,28    |          | UGE      | 32,35    |          | UC       | 10,69    |          | RN       | 9,83     |                    | UCD                | 41,52              |                    | UGE                | 40,79              |                    | RN                 | 8,87               |                    | UC                 | 8,82               |
| Présidentielle 2022 |          | LREM     | 32,26    |          | LFI      | 28,94    |          | RN       | 11,87    |          | EELV     | 8,00     |                    | LREM               | 76,74              |                    | RN                 | 23,26              | Pas de 3e          | Pas de 3e          | Pas de 3e          | Pas de 4e          | Pas de 4e          | Pas de 4e          |

| Scrutin           | Circonscription | 1er tour | 1er tour | 1er tour | 1er tour | 1er tour | 1er tour | 1er tour | 1er tour | 1er tour | 1er tour | 1er tour | 1er tour | 2d tour | 2d tour | 2d tour | 2d tour | 2d tour | 2d tour |
| Scrutin           | Circonscription | 1er      | 1er      | %        | 2e       | 2e       | %        | 3e       | 3e       | %        | 4e       | 4e       | %        | 1er     | 1er     | %       | 2e      | 2e      | %       |
| ----------------- | --------------- | -------- | -------- | -------- | -------- | -------- | -------- | -------- | -------- | -------- | -------- | -------- | -------- | ------- | ------- | ------- | ------- | ------- | ------- |
| Législatives 2012 | 1re             |          | PS       | 38,77    |          | UMP      | 27,95    |          | UC       | 10,13    |          | FG       | 8,03     |         | PS      | 57,10   |         | UMP     | 42,90   |
| Législatives 2012 | 2e              |          | PS       | 45,97    |          | UC       | 20,65    |          | UMP      | 11,98    |          | FN       | 8,35     |         | PS      | 62,49   |         | UC      | 37,51   |
| Législatives 2017 | 1re             |          | EM       | 38,24    |          | UDI      | 18,54    |          | LFI      | 12,43    |          | PS       | 8,55     |         | EM      | 63,32   |         | UDI     | 36,68   |
| Législatives 2017 | 2e              |          | EM       | 37,12    |          | PS       | 20,49    |          | LFI      | 12,72    |          | LR       | 11,50    |         | PS      | 50,83   |         | EM      | 49,17   |
| Législatives 2022 | 1re             |          | NUPES    | 38,97    |          | ENS      | 28,87    |          | LR       | 15,36    |          | RN       | 7,51     |         | ENS     | 50,70   |         | NUPES   | 49,30   |
| Législatives 2022 | 2e              |          | NUPES    | 45,65    |          | ENS      | 23,66    |          | LR       | 10,16    |          | RN       | 9,18     |         | NUPES   | 59,80   |         | ENS     | 40,20   |

### Liste des maires
| Période       | Période                       | Identité            | Étiquette      | Qualité |
| ------------- | ----------------------------- | ------------------- | -------------- | --- |
| mai 1945      | mars 1959                     | Yves Guillou        | RPF-CNI        | Ingénieur BTP Conseiller général de Caen-1 (1953 → 1961) |
| mars 1959     | juin 1970                     | Jean-Marie Louvel   | MRP puis CD    | Dirigeant d'entreprise Ministre (1950 → 1954) Sénateur du Calvados (1959 → 1970) Député du Calvados (1945 → 1958) Conseiller général de Caen-1 (1961 → 1970) Mort en fonction |
| juillet 1970, | mars 2001                     | Jean-Marie Girault  | RI puis UDF-PR | Avocat Sénateur du Calvados (1971 → 1998) Conseiller général de Caen-1 (1970 → 1989) Président de Caen la Mer (1990 → 2001) |
| mars 2001     | mars 2008                     | Brigitte Le Brethon | RPR puis UMP   | Professeur agrégée d'économie et gestion Députée du Calvados (1re circ.) (2002 → 2007) Conseillère générale de Caen-4 (1985 → 1998) Conseillère régionale (1998 → 2002) |
| mars 2008,    | avril 2014                    | Philippe Duron      | PS             | Professeur Député du Calvados (1re circ.) (2007 →) Conseiller régional (2004 → 2008) Président du conseil régional (2004 → 2008) Président de Caen la Mer (2008 → 2014) |
| avril 2014    | juillet 2024                  | Joël Bruneau        | UMP → LR       | Consultant en financement et gestion des collectivités locales Conseiller régional (2010 → 2014) Président de la CA Caen la Mer (2014 → 2017) Président de la CU Caen la Mer (2017 → 2024) Député du Calvados (1re circ.) (2024 → ) Démissionnaire à la suite de son élection comme député. |
| juillet 2024, | En cours (au 16 juillet 2024) | Aristide Olivier    | DVD            | Professeur des écoles Conseiller régional de Normandie (2021 → ) |

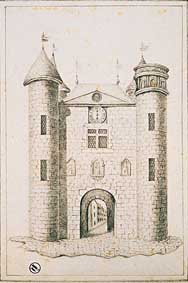
Le Châtelet, premier hôtel de ville de Caen entre le XIIe siècle et 1754.
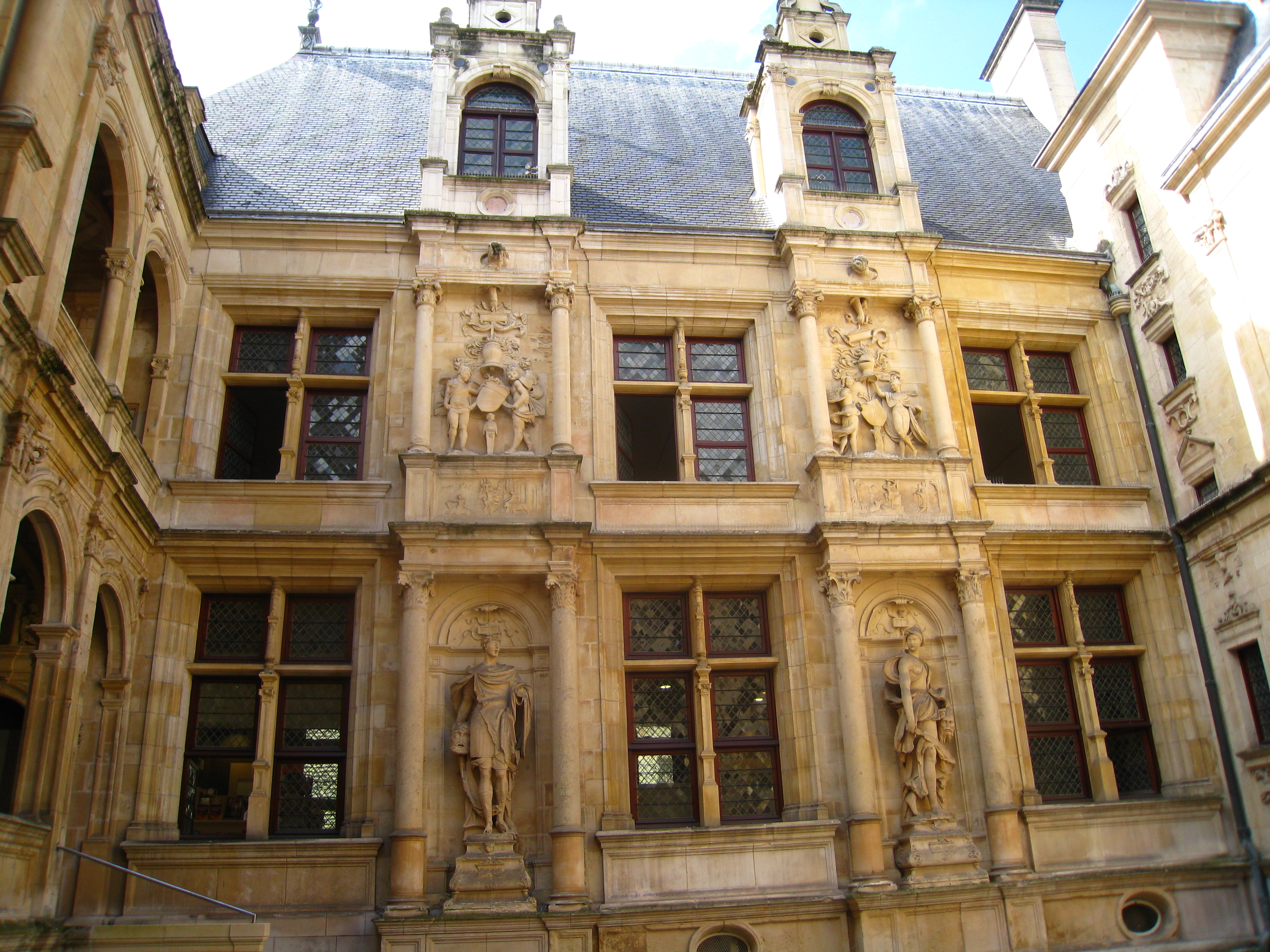
Hôtel d'Escoville, hôtel de ville entre 1754 et 1792.
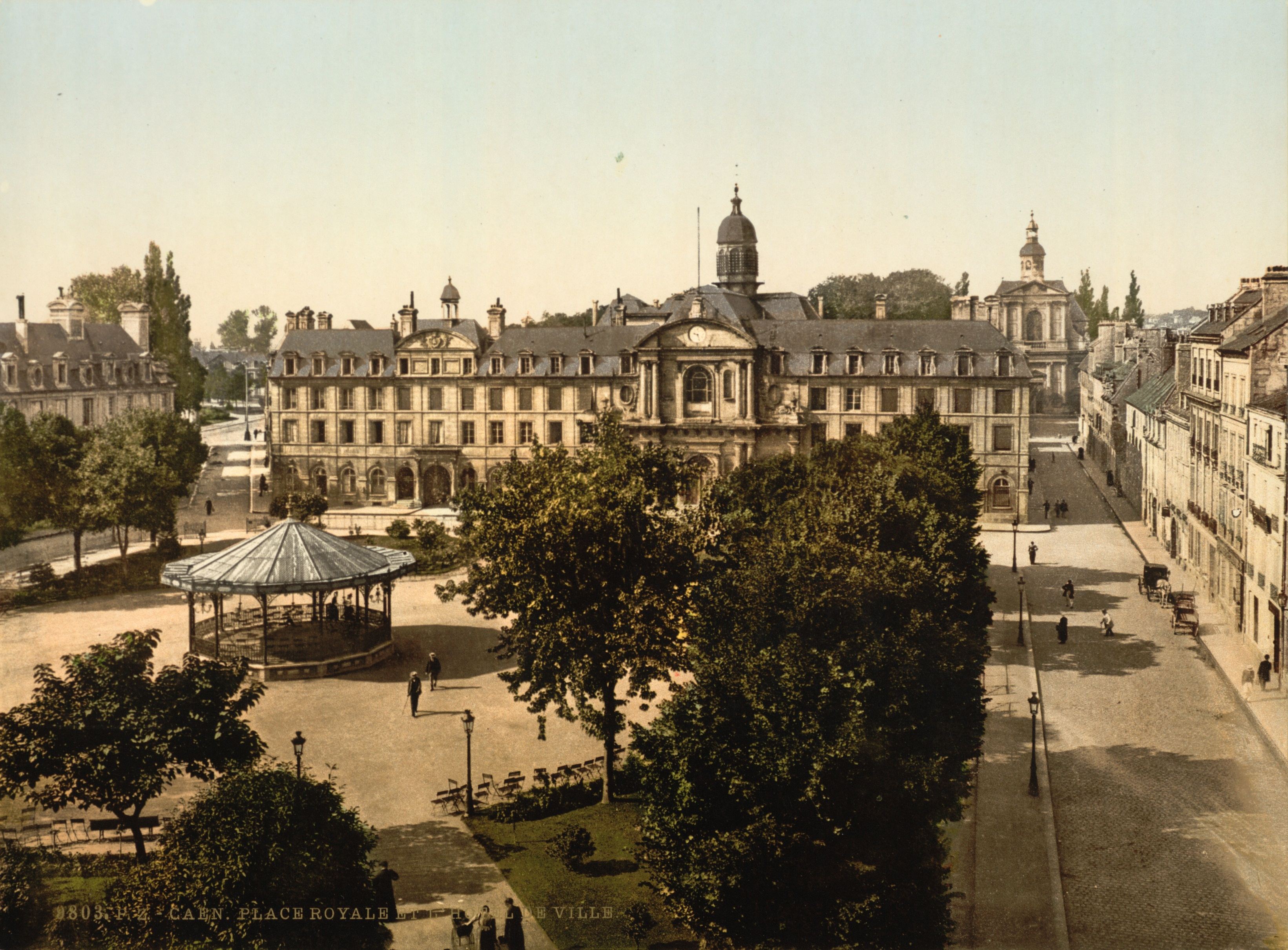
Le séminaire des Eudistes, hôtel de ville entre 1792 et 1944[122].
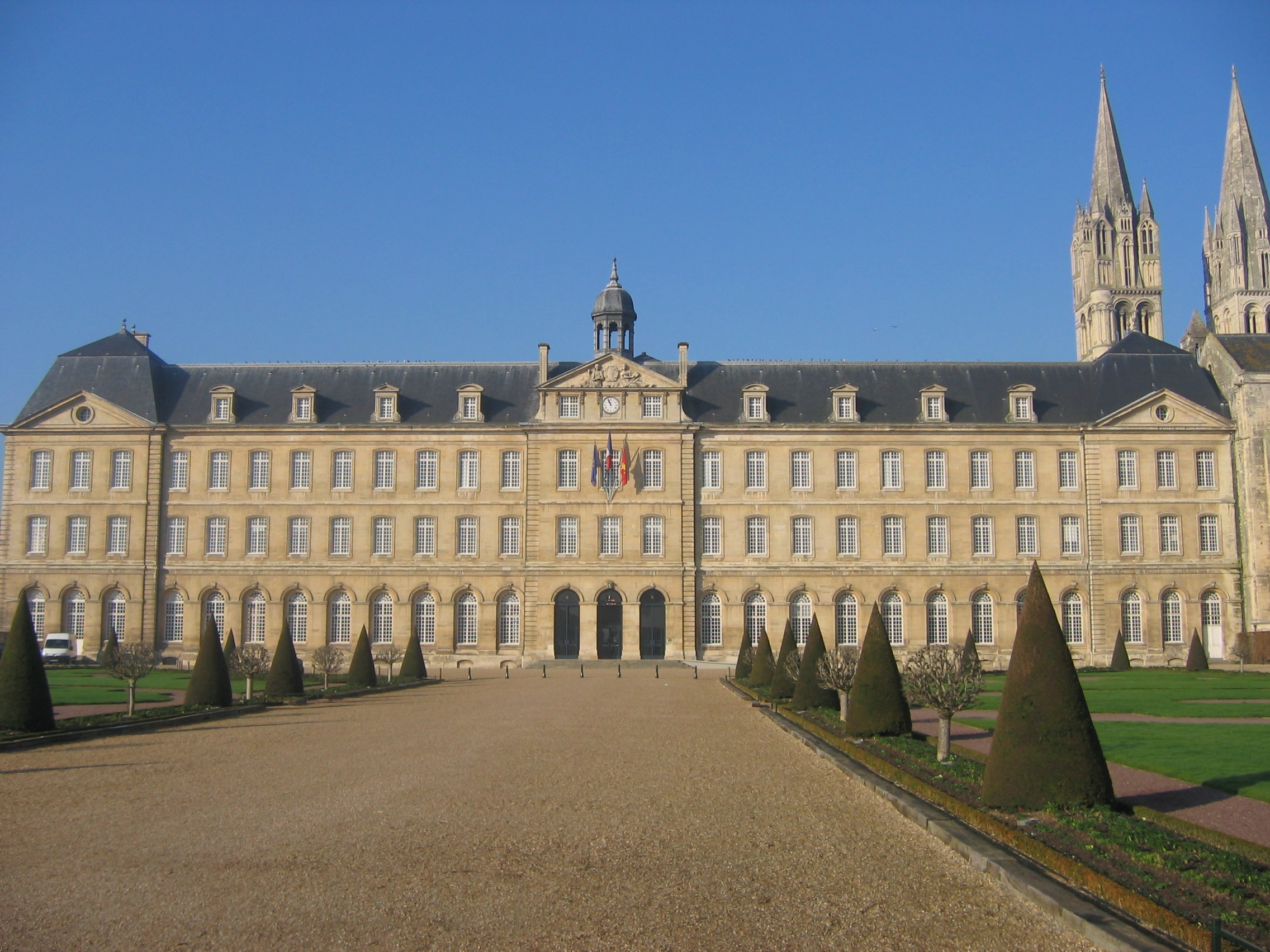
L'abbaye aux Hommes, hôtel de ville depuis 1961[123].

### Politique de développement durable
La commune a engagé une politique de développement durable en lançant une démarche d'Agenda 21 en 2009.

### Internet
Deux arobases sur http://www.villes-internet.net. Wi-Fi en libre-service dans certaines zones.

### Jumelages

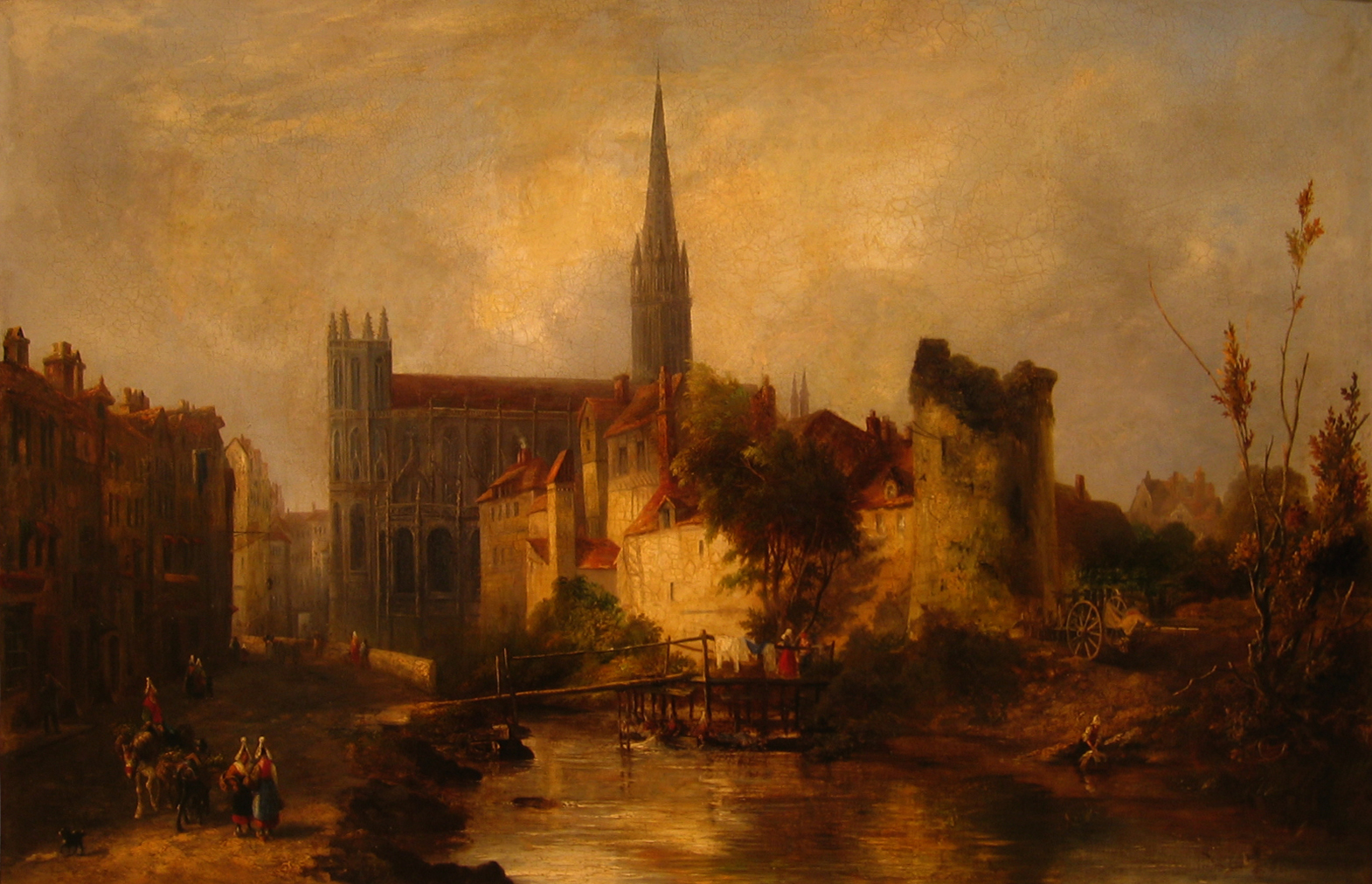
Vue de l'église Saint-Pierre et de l'Odon - William Fowler (1841) - Musée des Beaux-Arts de Caen.

La ville de Caen est jumelée avec les villes de :
- Wurtzbourg (Allemagne) depuis mai 1962[125],
- Portsmouth (Royaume-Uni) depuis le 6 juin 1987[126],
- Nashville (États-Unis) depuis le 11 avril 1991[127],
- Alexandria (États-Unis) depuis le 28 octobre 1991[128],
- Thiès (Sénégal) depuis le 2 juin 1992 (signature d'une Charte de Jumelage-coopération)[129],
- Ohrid (Macédoine du Nord) depuis le 16 novembre 2012[130],
- Reșița (Roumanie) depuis le 16 novembre 2012[130],
- Lévis (Québec) depuis le 4 juin 2019[131],
- Anzio (Italie) prévu en 2019 entre musées, sans suite connue[132]

Villes avec lesquelles la commune de Caen est jumelée
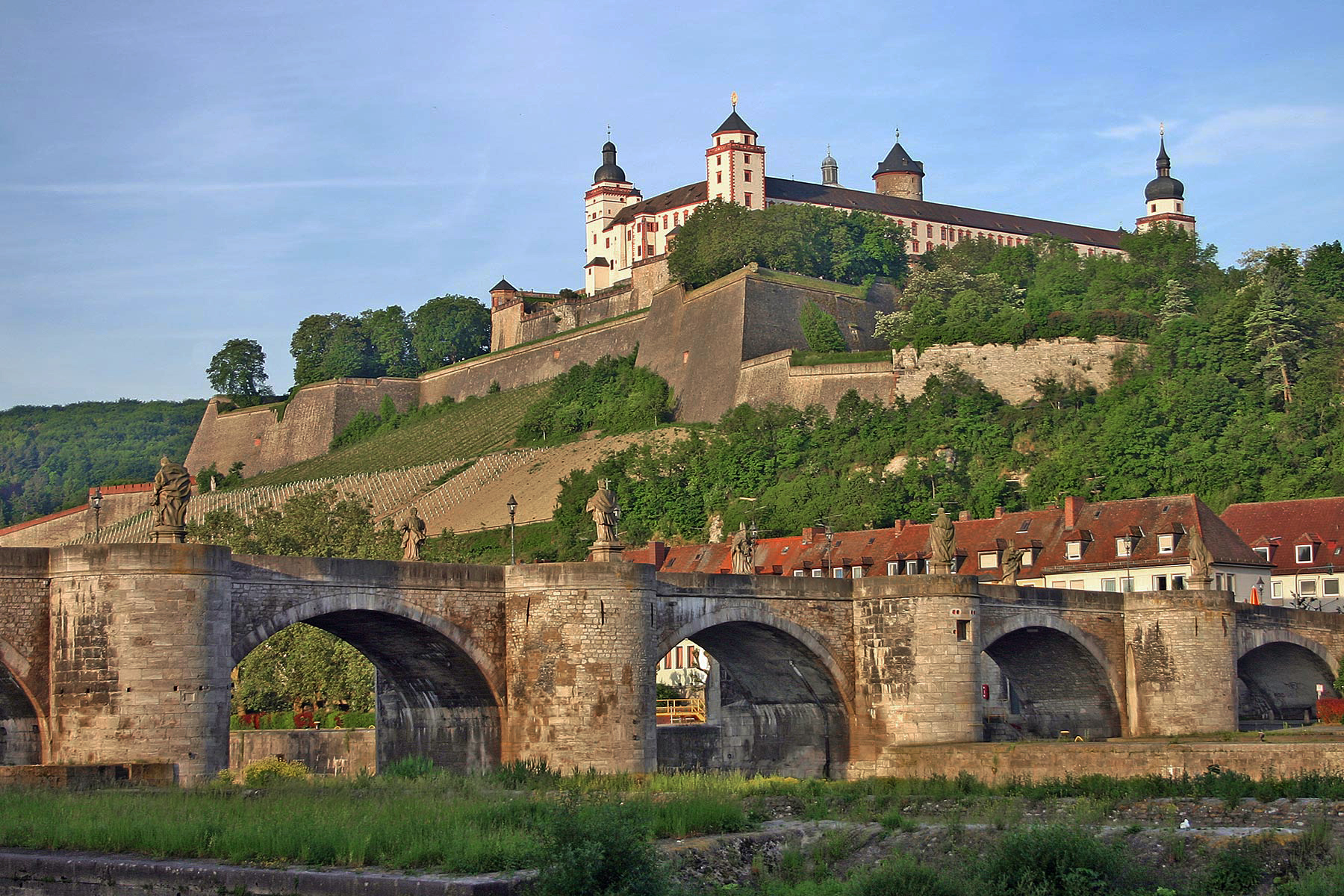
Wurtzbourg (Allemagne)
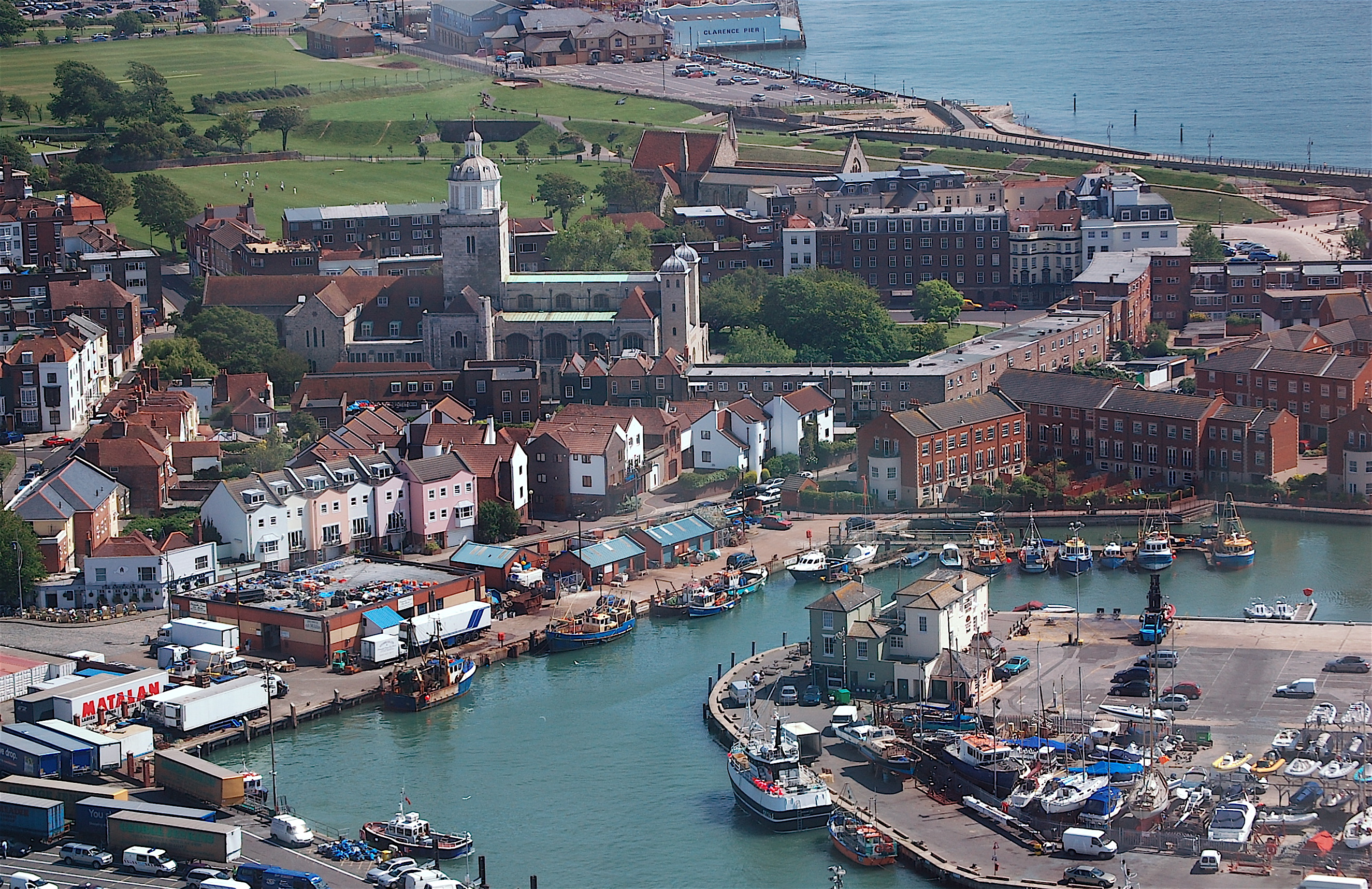
Portsmouth (Angleterre)
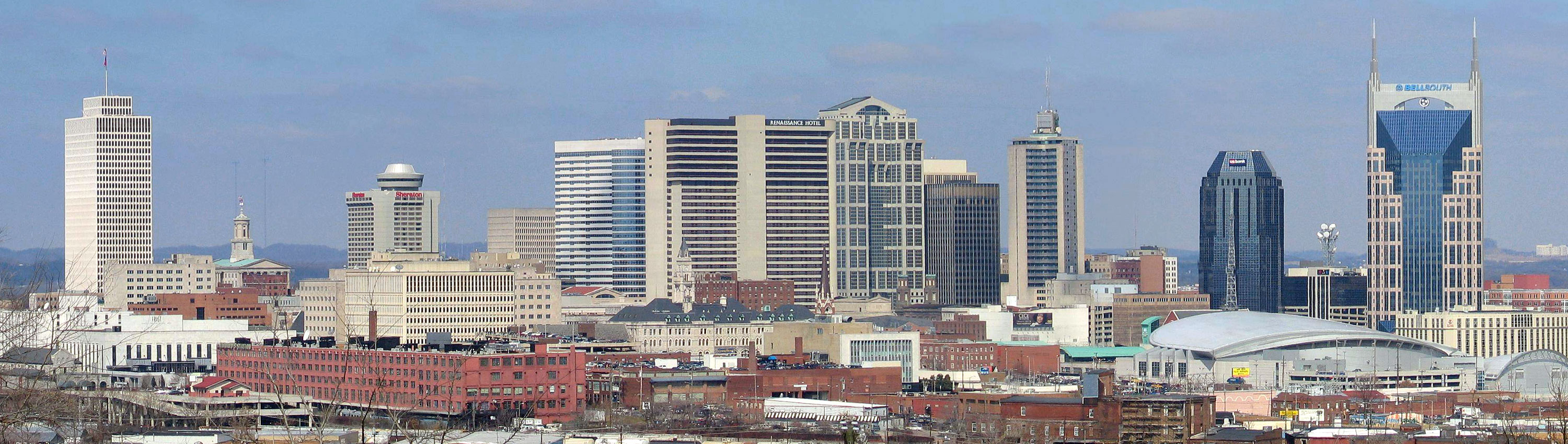
Nashville (États-Unis, Tennessee)
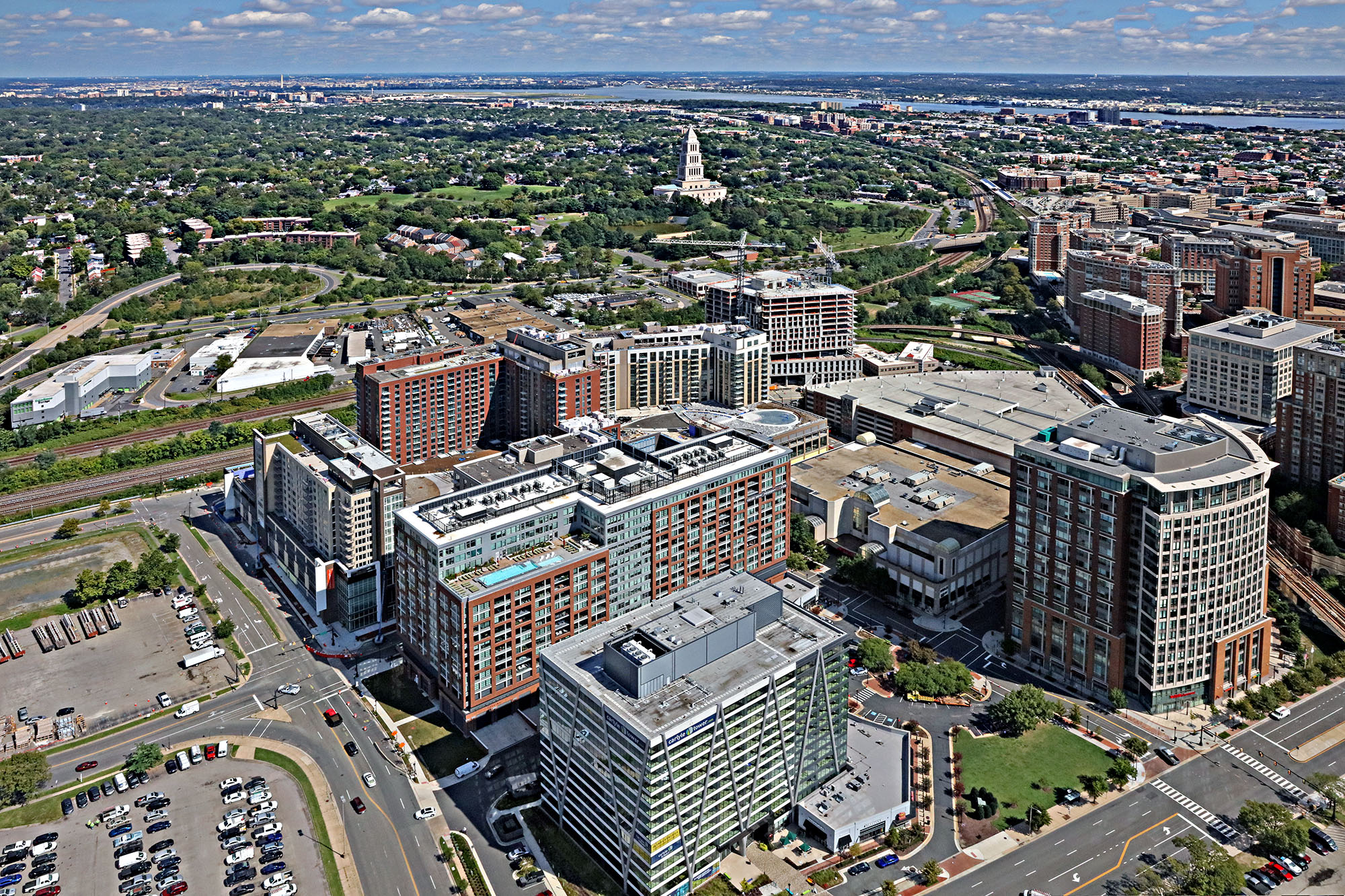
Alexandria (États-Unis, Virginie)
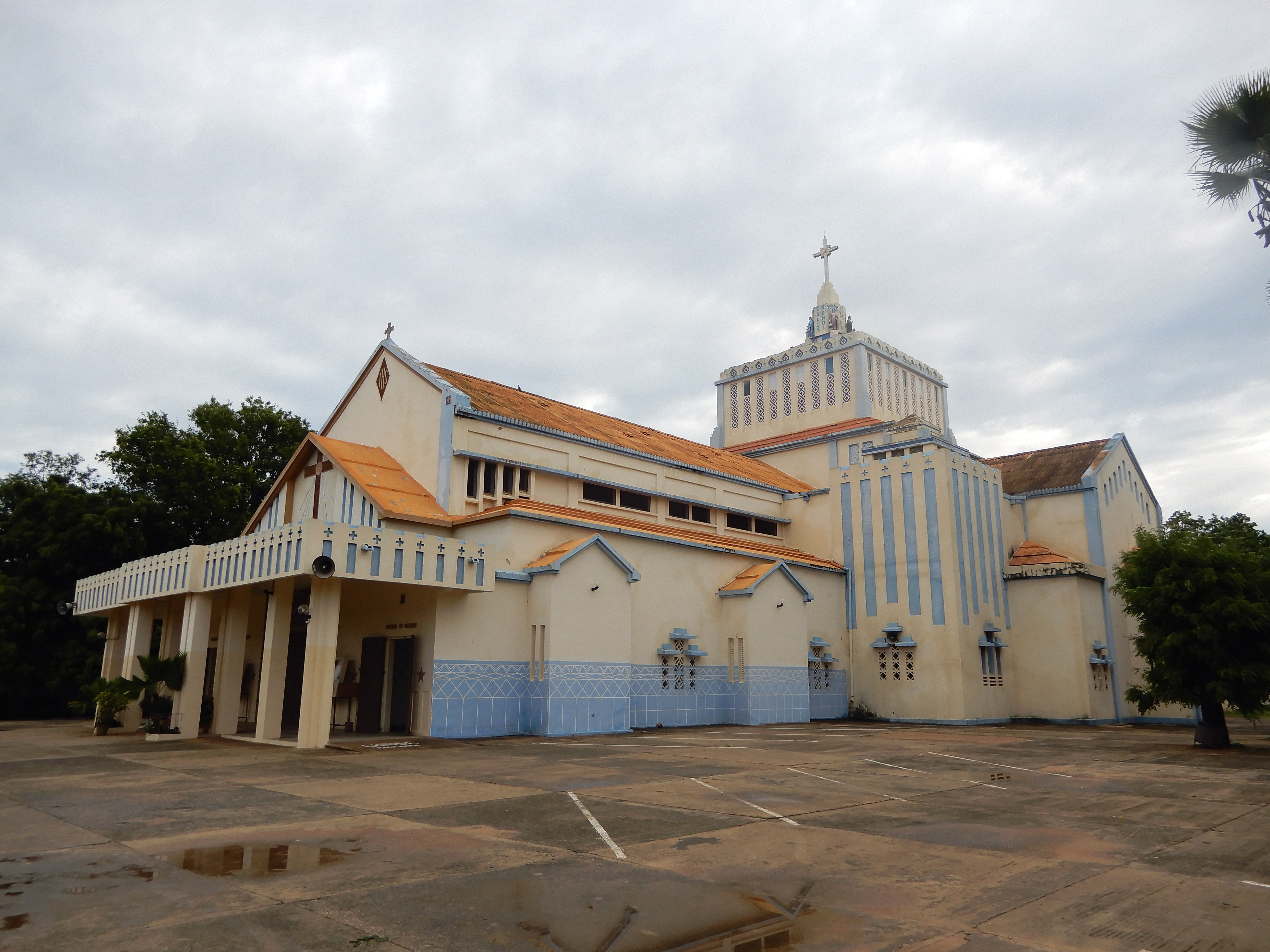
Thiès (Sénégal)
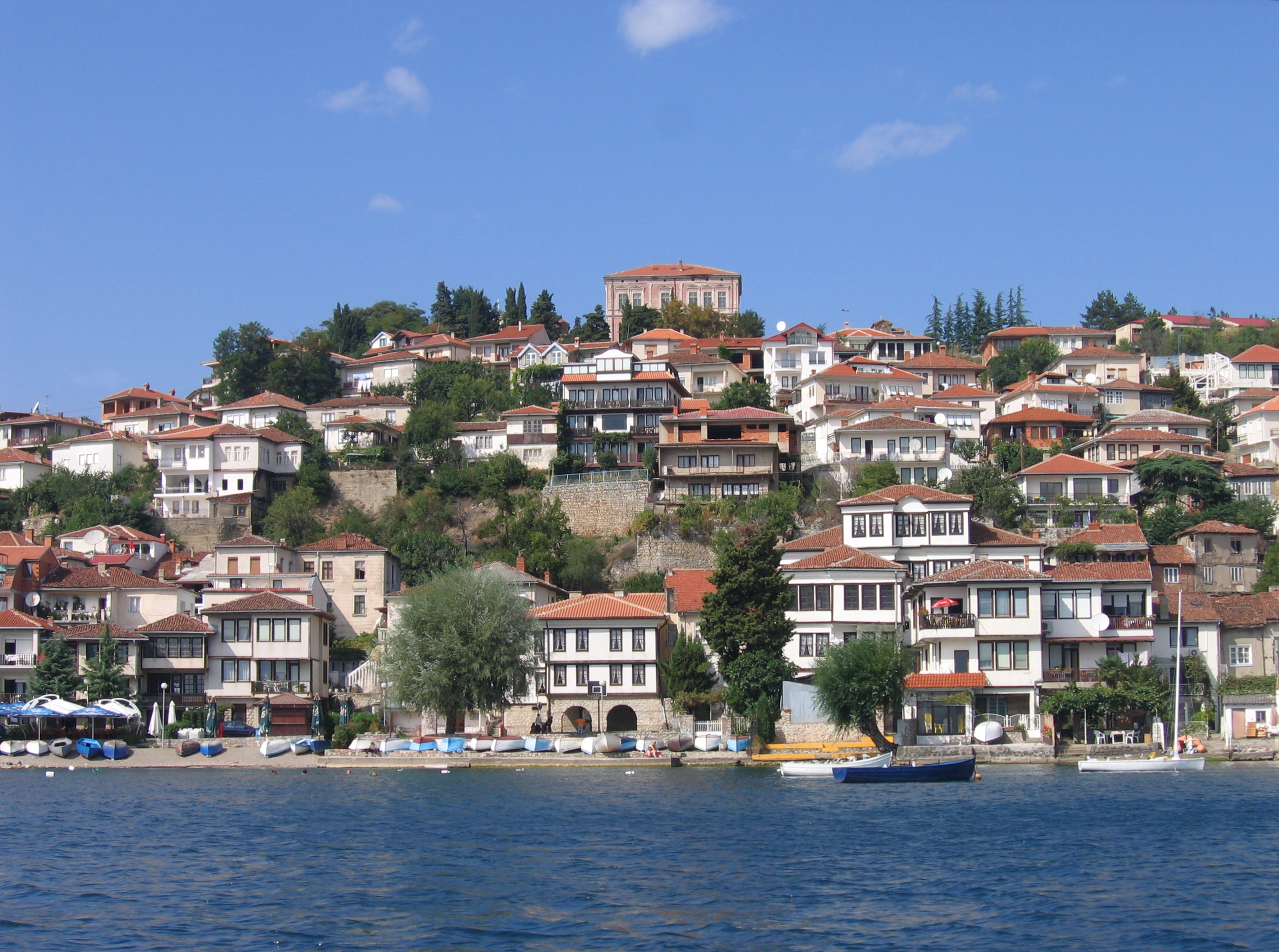
Ohrid (Macédoine du Nord)
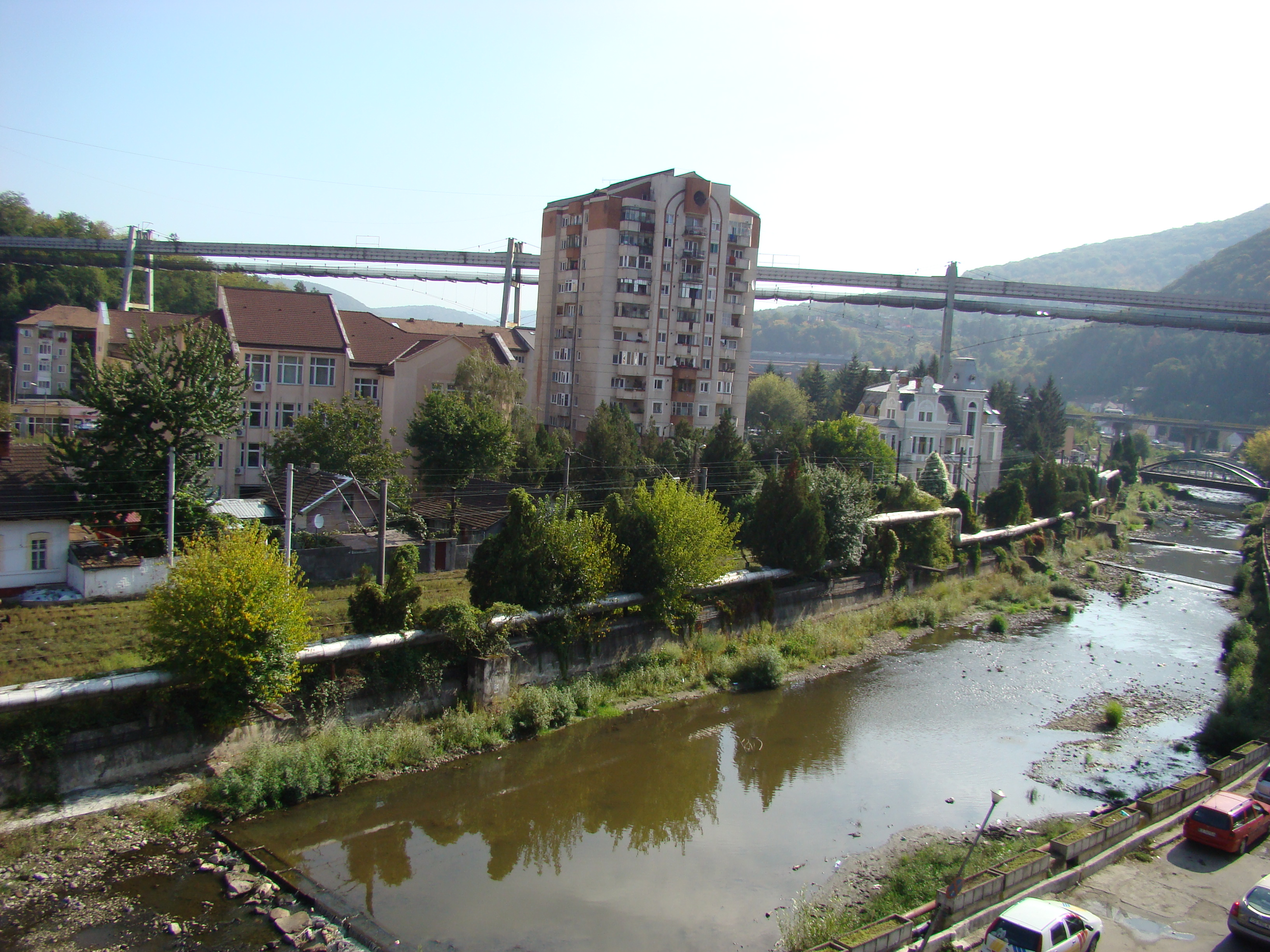
Reșița (Roumanie)
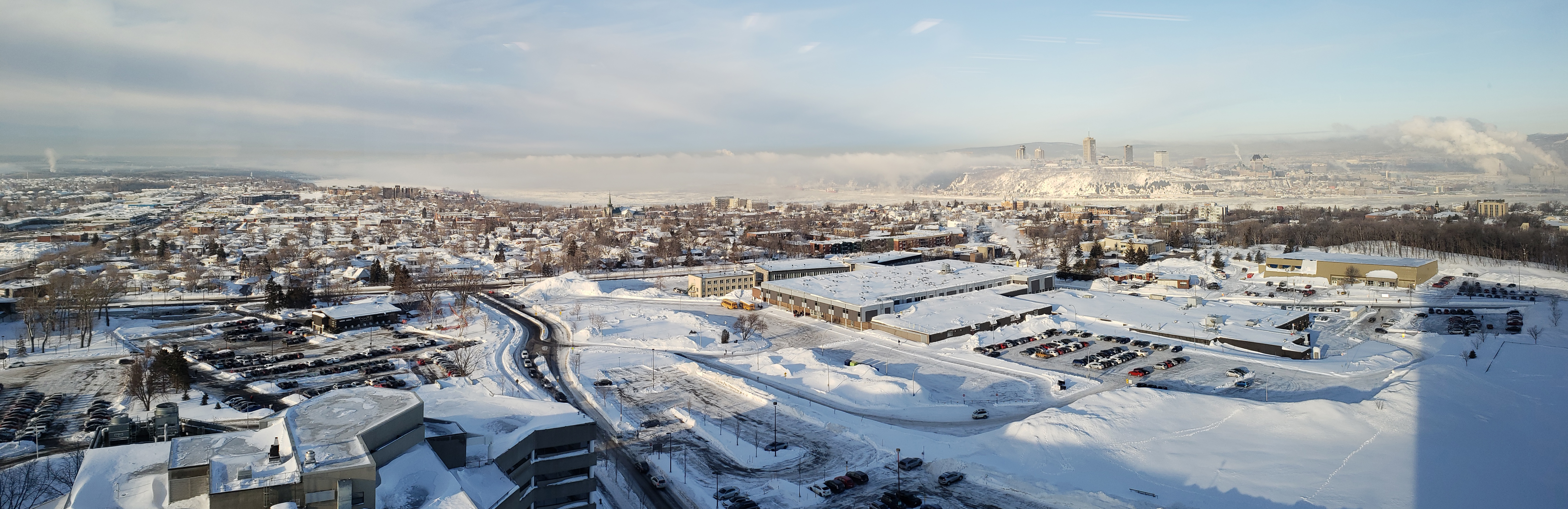
Lévis (Québec, Canada)

## Population et société

### Démographie
L'évolution du nombre d'habitants est connue à travers les recensements de la population effectués dans la commune depuis 1793. Pour les communes de plus de 10 000 habitants les recensements ont lieu chaque année à la suite d'une enquête par sondage auprès d'un échantillon d'adresses représentant 8 % de leurs logements, contrairement aux autres communes qui ont un recensement réel tous les cinq ans,.
En 2022, la commune comptait 108 398 habitants, en évolution de +2,84 % par rapport à 2016 (Calvados : +1,58 %, France hors Mayotte : +2,11 %).
Caen est la 39e commune de France métropolitaine la plus peuplée et la troisième commune de Normandie après Le Havre et Rouen ainsi que la troisième agglomération. Son unité urbaine compte 205 708 habitants, tandis que la communauté urbaine Caen la Mer totalise 268 470 habitants. L'aire d'attraction caennaise affiche enfin 480 087 habitants, c'est donc la 19e aire d'attraction française, après celle de Saint-Étienne et avant celle d'Orléans.
Caen est aussi la première ville du Calvados, son aire d'attraction concentre 67,6 % de la population départementale.
Les recensements menés par l'Insee montrent également que la population caennaise compte 56 191 ménages et 61 319 logements au 1er janvier 2005. La part des hommes représente 45 % de la population caennaise, celle des femmes 55 %. En ce qui concerne l'état matrimonial des Caennais, l'étude indique que 51 % de la population est célibataire, 33 % marié(e), 8 % divorcé(e) et 8 % veuf ou veuve. Le nombre moyen de personnes par ménage est de 1,8.
Par ailleurs, 15 980 Caennais vivent dans un quartier prioritaire en 2018, ce qui ramène une proportion de 15 %.
| 1793   | 1800   | 1806   | 1821   | 1831   | 1836   | 1841   | 1846   | 1851   |
| ------ | ------ | ------ | ------ | ------ | ------ | ------ | ------ | ------ |
| 34 805 | 30 923 | 36 231 | 36 644 | 39 140 | 41 310 | 43 079 | 44 087 | 45 280 |

| 1856   | 1861   | 1866   | 1872   | 1876   | 1881   | 1886   | 1891   | 1896   |
| ------ | ------ | ------ | ------ | ------ | ------ | ------ | ------ | ------ |
| 41 394 | 43 740 | 41 564 | 41 210 | 41 181 | 41 508 | 43 809 | 45 201 | 45 380 |

| 1901   | 1906   | 1911   | 1921   | 1926   | 1931   | 1936   | 1946   | 1954   |
| ------ | ------ | ------ | ------ | ------ | ------ | ------ | ------ | ------ |
| 44 794 | 44 442 | 46 934 | 53 743 | 54 128 | 57 528 | 61 334 | 51 445 | 67 851 |

| 1962   | 1968    | 1975    | 1982    | 1990    | 1999    | 2006    | 2011    | 2016    |
| ------ | ------- | ------- | ------- | ------- | ------- | ------- | ------- | ------- |
| 91 336 | 110 262 | 119 640 | 114 068 | 112 846 | 113 987 | 110 399 | 108 793 | 105 403 |

| 2021    | 2022    | - | - | - | - | - | - | - |
| ------- | ------- | - | - | - | - | - | - | - |
| 108 200 | 108 398 | - | - | - | - | - | - | - |

Aujourd'hui, la plupart des communes de la communauté urbaine Caen la Mer, ainsi que celles de l'aire d'attraction et même celles du Pays de Caen connaissent une poussée démographique remarquable. Le logement moins cher, le cadre de vie et la campagne calme et paisible se conjuguent aux avantages d'une ville que peut présenter celle de Caen et qui restent très accessibles grâce aux infrastructures dont elle dispose. Toutefois la ville de Caen elle-même, après avoir continuellement perdu des habitants d'année en année depuis 1999, a récemment renoué avec une croissance démographique de plus en plus soutenue,.

### Pyramide des âges
En 2021, le taux de personnes d'un âge inférieur à 30 ans s'élève à 45,2 %, soit au-dessus de la moyenne départementale (34,6 %). À l'inverse, le taux de personnes d'âge supérieur à 60 ans est de 23,1 % la même année, alors qu'il est de 28,9 % au niveau départemental.
En 2021, la commune comptait 50 754 hommes pour 57 446 femmes, soit un taux de 53,09 % de femmes, légèrement supérieur au taux départemental (51,91 %).
Les pyramides des âges de la commune et du département s'établissent comme suit.
| Hommes | Classe d’âge | Femmes |
| ------ | ------------ | ------ |
| 0,8    | 90 ou +      | 2,3    |
| 6,0    | 75-89 ans    | 10,0   |
| 12,1   | 60-74 ans    | 14,5   |
| 14,5   | 45-59 ans    | 14,8   |
| 18,9   | 30-44 ans    | 15,3   |
| 34,2   | 15-29 ans    | 31,6   |
| 13,4   | 0-14 ans     | 11,5   |

| Hommes | Classe d’âge | Femmes |
| ------ | ------------ | ------ |
| 0,8    | 90 ou +      | 2,1    |
| 7,2    | 75-89 ans    | 10,2   |
| 18,1   | 60-74 ans    | 19,3   |
| 19,4   | 45-59 ans    | 18,9   |
| 17,8   | 30-44 ans    | 16,9   |
| 19     | 15-29 ans    | 17,1   |
| 17,7   | 0-14 ans     | 15,5   |

### Cultes

#### Culte catholique

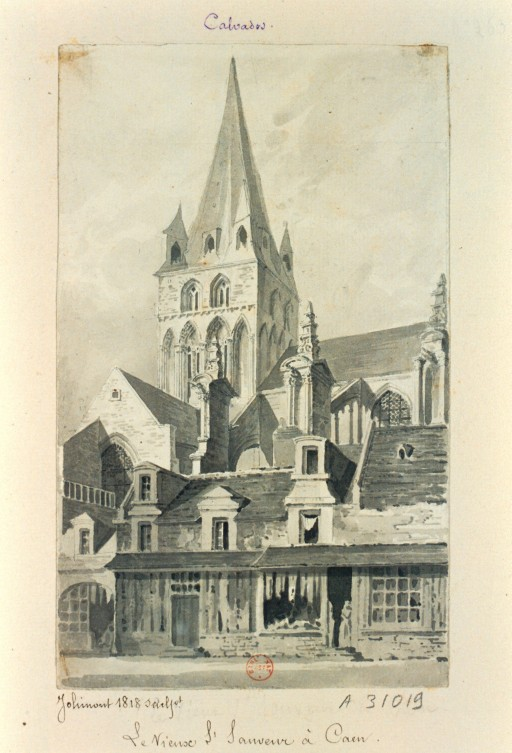
Clocher de l'église du Vieux Saint-Sauveur en 1818.

Caen se situe aujourd'hui dans le diocèse de Bayeux et Lisieux, compris dans la province ecclésiastique de Normandie. Caen ne fut jamais siège d'évêché mais faisait partie de l'ancien diocèse de Bayeux. Elle concentre toutefois de facto l'essentiel des services du diocèse, Bayeux ayant surtout gardé le rôle symbolique de résidence de l'évêque en sa cathédrale, ce qui fait d'elle officiellement le siège du diocèse.
Le doyenné de l'agglomération caennaise comprenait 8 paroisses, dont certaines desservaient un quartier de Caen ou comprenaient une église située sur le territoire de la ville de Caen. Depuis le 1er septembre 2024, les nouvelles paroisses, qui ont été redéfinies et renommées, relèvent du doyenné de la Plaine de Caen.
À cela s'ajoutent les chapelles des couvents et monastères de la ville, dont celle de l'Oasis où est célébrée la messe, le dimanche, sous la forme extraordinaire.

#### Culte protestant
L'Église réformée dispose d'un temple depuis le XVIIe siècle. Construit en 1611, il fut détruit en 1685. Le deuxième temple, aménagé au XIXe siècle dans les dépendances de l'ancien monastère des Bénédictines, rue de Geôle, a été détruit dans les bombardements de 1944. Le temple protestant de Caen actuel a été construit en 1959 au 19, rue Mélingue. La paroisse de Caen fait partie du secteur Caen-Côte de Nacre du consistoire de Basse-Normandie de l'Église protestante unie de France.
Le culte anglican est célébré dans la Chapelle de la Miséricorde, ancienne chapelle des Cordeliers, puis des Bénédictines. Les anglicans disposent également d'une aumônerie au no 39 de la rue du Chemin-Vert.
Le culte évangélique est célébré dans plusieurs églises disséminées dans la ville. Enfin, il existe une église adventiste du septième jour dans le bas de Venoix. Une église évangélique baptiste célébrant deux cultes le dimanche se trouve dans la rue Jean-Mermoz dans la partie sud de la ville.

#### Culte musulman
Comme pour l'ensemble des territoires urbains métropolitains, la ville de Caen connaît une certaine présence de la communauté musulmane, conséquence de l'immigration ayant suivi la Seconde Guerre mondiale. Ils disposent de trois salles de prière à la Guérinière. La première mosquée de Caen intra-muros a ouvert en 2019 dans le quartier de la Guérinière,. Une mosquée est également ouverte, depuis 2011, à Hérouville-Saint-Clair, dans la banlieue caennaise, et est à ce jour la plus grande du Calvados.

#### Culte juif
La communauté juive est implantée depuis le Moyen Âge à Caen dans le quartier Saint-Julien. La rue aux Juifs témoigne encore aujourd'hui de cette longue histoire. En 1966, les fonds levés par les donateurs locaux et par l'American Jewish Joint Distribution Committee permettent de construire une nouvelle synagogue au 46 de l'avenue de la Libération nouvellement percée sur les ruines du quartier du Vaugueux. Aujourd'hui, la communauté est composée d'environ 150 familles.

### Culture et spectacle
Caen est parfois considérée comme la ville de la culture en Normandie. C'est en effet l'une des agglomérations françaises qui concentre le plus d'équipements culturels rapporté au nombre d'habitants (plusieurs salles de théâtre, deux salles de cinéma d'art et d'essai, trois salles de musiques actuelles, un zénith, un conservatoire de région, un musée des Beaux-Arts, la seule bibliothèque à vocation régionale de Normandie…). La ville de Caen souhaite par ailleurs constituer un pôle culturel d'intérêt régional à l'ouest du centre-ville :
- le Centre chorégraphique national de Caen Normandie, dans la Halle aux Granges ;
- le conservatoire à rayonnement régional de Caen, rue de Carel ;
- l'artothèque de Caen dans le Palais ducal de l'abbaye aux Hommes à partir de 2013-2014 ;
- le Fonds régional d'art contemporain de Normandie-Caen dans le quartier Lorge, début 2019[151] ;
- le ciné-club de Caen.

#### Spectacle vivant

Le Cargö.

Le théâtre de Caen, inauguré en 1838, a été détruit en 1944. Un nouveau bâtiment a été reconstruit pratiquement au même emplacement. Les Arts Florissants y furent en résidence jusqu'en 2015. Une académie, le Jardin des Voix, y avait été mise en place par William Christie ; elle a pour but de former et d'offrir une exposition au public à des jeunes chanteurs et chanteuses baroques. Aujourd'hui le théâtre accueille en résidence le jeune ensemble Correspondances, et possède le label Scène d'Art lyrique.
La Comédie de Caen, centre dramatique national de Normandie, regroupe trois lieux : le théâtre d'Hérouville, le théâtre rue des Cordes à Caen et la Halle aux Granges également à Caen.
L'Orchestre de Caen, composé principalement des professeurs du conservatoire a donné son premier concert le 18 décembre 1951. Formant un seul établissement avec le conservatoire à rayonnement régional de Caen, il organise chaque année une cinquantaine de concerts incluant les festivals Aspects des Musiques d'Aujourd'hui et le Festival International d'Orgue de Caen. Il mène des actions dynamiques et originales en direction des publics empêchés : les Mini-concerts et un cycle de découverte de l'Orchestre destiné aux enfants des écoles élémentaires. Nicolas Simon est depuis septembre 2020 le chef principal de l'orchestre, succédant à Vahan Mardirossian qui occupait ce rôle depuis 2010.
La ville dispose aussi de plusieurs théâtres occupés par des compagnies indépendantes, la cité/théâtre (Actea compagnie dans la cité, direction artistique Olivier Lopez), le Panta Théâtre (direction Guy Delamotte et Véro Dahuron) et le théâtre Foz (direction Rowland Buys et Monique Calzas).
Le centre chorégraphique national de Caen en Normandie est l'un des dix-neuf centres chorégraphiques nationaux en France. Ce lieu de création, de recherche et de formation consacré à la danse contemporaine est installé depuis sa fondation en 1984 dans la Halle aux Granges.
Caen accueille chaque année, depuis 1998, les Rencontres des cultures électroniques Nördik Impakt. La soirée de clôture du festival est réputée pour être l'une des plus grandes rave parties organisées en France.
Le Cargö, bâtiment accueillant deux salles de concert et des studios d'enregistrement, est ouvert depuis le 1er février 2007. Cette structure fait partie du réseau des salles des musiques actuelles et répond à un besoin culturel qui ne trouvait pas de cadre auparavant. Ainsi, de nombreux artistes et groupes de la région peuvent y enregistrer leur production pour un budget accessible, ou se produire sur une scène de taille moyenne, ce qu'ils ne pourraient faire dans le cadre du Zénith de Caen, par exemple.

#### Cinéma
L'Omnia, première salle de cinéma caennaise, ouvre en 1909, sur le boulevard Albert-Sorel. Au lendemain de la Seconde Guerre mondiale, huit cinémas attirent le public cinéphile. Parmi eux, on compte le Majestic, rebaptisé Pathé-Lumière, qui a déménagé dans le nouveau quartier des Rives de l'Orne en 2013 et dispose ensuite de dix salles. Autre cinéma actuel de Caen, le Lux, ouvert en 1966 et labellisé « art et essai », dispose de trois salles. En périphérie, l'UGC Ciné Cité de Mondeville dispose de douze salles. Enfin, Le Café des images, spécialisé dans le cinéma d'auteur, également labellisé « art et essai » est installé à Hérouville-Saint-Clair. Un projet de multiplexe à Verson a été rejeté par la Commission nationale de l'aménagement commercial en septembre 2011.
Les vingt-six salles de l'agglomération sont équipées de projecteurs numériques, le Pathé-Lumière ayant équipé ses quatre dernières salles au premier trimestre 2012,.
En 2010, les cinémas de l'agglomération de Caen ont vendu 1 663 000 entrées.
Plusieurs films ont été tournés à Caen : Les Violents d'Henri Calef en 1957, Le Jour le plus long en 1962, La Horse de Pierre Granier-Deferre en 1970 (dans l'ancien palais de justice de Caen), Les Valseuses de Bertrand Blier en 1974 (Monoprix), La Chambre verte de François Truffaut en 1977 (cimetière Saint-Nicolas), Valmont de Miloš Forman en 1989 (abbaye aux Hommes), Saint-Cyr de Patricia Mazuy en 2000 (abbaye aux Dames et abbaye aux Hommes), Possession de Neil LaBute (université de Caen, château de Caen, rue Guillaume-le-Conquérant), Basse Normandie de Patricia Mazuy et Simon Reggiani en 2004 (CHU et église Saint-Nicolas) ou encore Comment c'est loin d'Orelsan en 2015.

#### Arts plastiques

Le musée des Beaux-Arts.

Caen ouvre les collections de son musée des Beaux-Arts installé au cœur du château ducal. Après une période de gratuité de 2005 à 2010 pour les collections permanentes, concernant également le musée de Normandie, l'entrée est redevenue payante. Une collection remarquable de peintures du XVIe au XXe siècle y est exposée : Le Pérugin, van der Weyden, Véronèse, Le Tintoret, Champaigne, Rubens, Le Guerchin, Tiepolo, Courbet, Corot, Monet, Boudin, Dufy, Soulages, Rebeyrolle…
Caen accueille le Fonds régional d'art contemporain de Normandie-Caen, collection et expositions en art contemporain.
L'école supérieure d'arts et médias de Caen-Cherbourg, par le biais de la galerie L'Hôtel, programme des expositions présentant le travail d'artistes enseignants, français ou étrangers.
En 1986, la ville de Caen a créé une artothèque ; installée initialement dans l'hôtel d'Escoville, elle a déménagé en 2013 dans le palais ducal restauré. Cette institution permet à des particuliers, des entreprises ou des collectivités publiques d'emprunter des œuvres d'art contemporaines régionales, nationales et internationales, de la fin des années 1950 jusqu'à nos jours. L'artothèque de Caen organise également des expositions.
Le jardin de la Luna Rossa est un petit musée d'art brut à ciel ouvert. Il est aménagé dans un jardin rue Damozanne, non loin de l'abbaye aux Hommes, derrière le Quartier Lorge.
La résidence-atelier d'Yvonne Guégan, au 22, rue Géo-Lefèvre, peut être visitée.

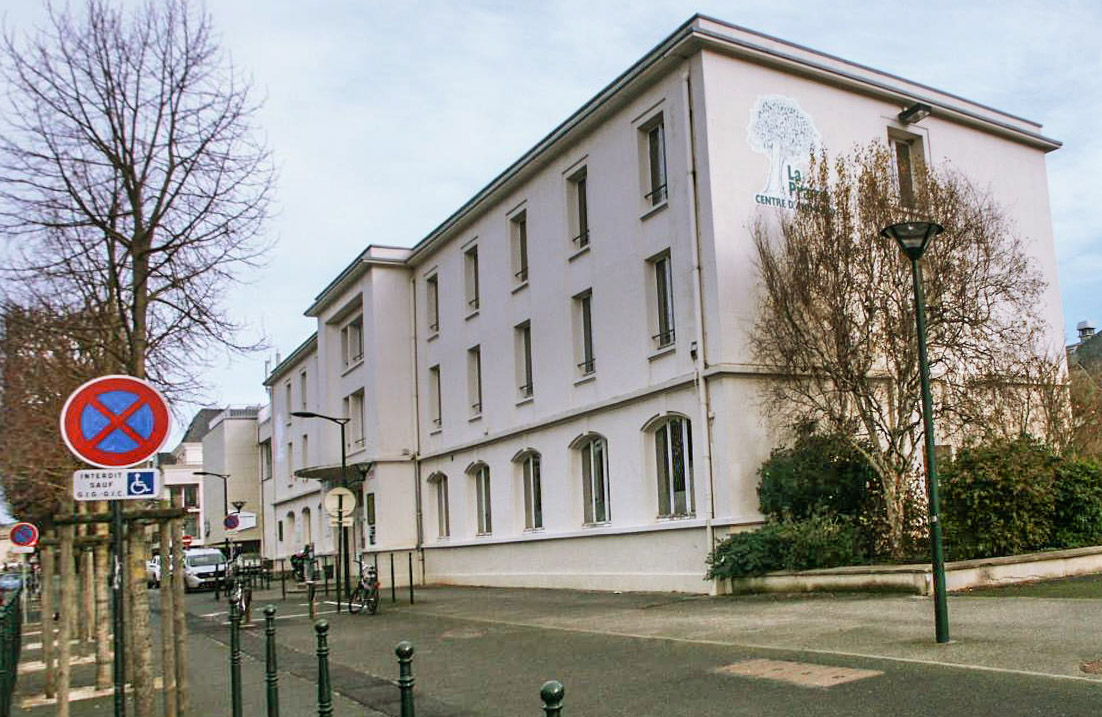
La MJC de la Prairie à Caen.

Les maisons des jeunes et de la culture (MJC) : MJC Caen Guérinière, M.J.C. La Prairie Maison des Jeunes et de la Culture, M.J.C Chemin Vert, Maison des Jeunes et de la Culture, Association MJC Venoix et le Centre d'Animation du Calvaire Saint Pierre assure aux enfants et adolescents d'y trouver un cinéma, des spectacles, une bibliothèque, des journaux, des revues, des livres, de s'épanouir, lier jeunesse et culture dans une perspective d'éducation populaire.

##### Festivals
Tous les mois de novembre depuis 1999, la ville de Caen accueille le festival Nördik Impakt. Il s'agit d'un festival de musiques électroniques, au sens large du terme (techno, minimal, électro, deep-house, drum'n'bass…). Le festival tend à se développer en synergie avec la ville de Caen, notamment à l'aide des soirées Nordik'Appart ou d'artistes de la scène locale.
Un festival en plein air de quatre jours, organisé à Hérouville-Saint-Clair, est le festival Beauregard. Ce festival est plus orienté grand public.
Depuis 1982, le festival de musique contemporaine, Aspects des Musiques d'Aujourd'hui, initié par Jean-Pierre Dautel (directeur du conservatoire et de l'orchestre de Caen de 1951 à 1986), accueille les principaux compositeurs actuels. Il a lieu chaque année en mars et est organisé dans le cadre de la saison de l'Orchestre de Caen au sein des locaux du conservatoire de Caen.
Depuis 2000, le Festival International d'Orgue de Caen, initié par Stéphane Béchy (directeur du conservatoire et de l'orchestre de Caen de 1999 à 2016) est organisé chaque année en juin et permet d'entendre le riche patrimoine d'orgues de la Ville.
Depuis 1992, Les Boréales est un festival consacré à la culture nordique au sens large (pays baltes, Danemark, Estonie, Finlande, Islande, Lettonie, Norvège et Suède) autour de différents vecteurs (la littérature, le théâtre, la musique, la danse, le cirque et le cinéma).

#### Littérature
Le prix littéraire de la Ville de Caen, créé en 1975, récompense chaque année le meilleur ouvrage de fiction écrit par un écrivain bas-normand ou dont l'action se situe dans le Calvados, la Manche ou l'Orne.
Le Prix Littéraire des Lycéens de la Ville de Caen, conçu comme un prolongement du Prix littéraire de la Ville, a eu pour premier lauréat en 1998 Alain Genestar.
- 2015 : Patrick Grainville pour Bison (éd. du Seuil)
- 2014 : Didier Malhaire pour Le Roi du Lard (éd. Les tas de mots)
- 2013 : François Bott pour Avez-vous l'adresse du paradis ? (éd. du Cherche-Midi)
- 2012 : Philippe Grimbert pour Un garçon singulier (éd. Grasset)
- 2011 : Arnaud Cathrine pour Le journal intime de Benjamin Lorca (éd. Verticales)[159]
- 2010 : David Fauquemberg pour Mal tiempo (éd. Fayard)
- 2009 : Christophe Bigot pour L'Archange et le Procureur (éd. Gallimard)
- 2008 : Michel Bussi pour Omaha Crimes : Le polar du débarquement en Normandie (PTC Normandie)

À Saint-Germain-la-Blanche-Herbe, l'abbaye d'Ardenne abrite l'Institut mémoires de l'édition contemporaine depuis 1995. Cette association soutenue par le ministère de la Culture et le conseil régional, conserve les archives d'écrivains francophones contemporains, de chercheurs et d'éditeurs.
L'École de Caen remet chaque année, depuis 2002, un prix unique en son genre, qui récompense le travail d'un auteur et d'un illustrateur, sans distinction de catégorie.
Fondée en 1790 à partir de la bibliothèque de l'Université ouverte au XVe siècle, la Bibliothèque de Caen, classée en 1897, a été détruite en juillet 1944, perdant alors une grande partie de ses 150 000 ouvrages. Reconstruite en 1968-1971 près de l'hôtel de ville, elle abrite le plus gros fonds de Basse-Normandie, et dispose de sept bibliothèques de quartier et d'un bibliobus. En 2017, elle déménage sur la presqu'île portuaire en prenant le nom de Bibliothèque Alexis-de-Tocqueville. Elle est aujourd'hui gérée par la communauté urbaine Caen la Mer et a participé au projet de numérisation Normannia jusqu'à 'intégration de ce dernier au système information national Gallica le 31 décembre 2023.

#### Gastronomie
La tradition culinaire de Caen se mêle à la cuisine normande et compte comme spécialité les tripes à la mode de Caen.
Depuis 1850, la Biscuiterie Jeannette, plus ancienne biscuiterie de Normandie, produit des madeleines vendues sur le marché national sous ce nom avec comme logo une fermière portant un pot-au-lait sur l'épaule.
Caen abrite quatre restaurants étoilés par le Guide Michelin, Incognito, promu dans l'édition 2009, Ivan Vautier (Le Pressoir), A Contre-Sens, promu dans l'édition 2012, et L'Initial, promu dans l'édition 2016.
L'Embuscade, cocktail à base de calvados, de crème (ou sirop) de cassis, de vin blanc et de bière, est originaire de Caen. Son nom évoque l'aspect sournois du cocktail.

### Enseignement
Caen est le siège de l'académie de Caen et de la région académique de Normandie, circonscription éducative dirigée par un recteur, Denis Rolland qui administre le réseau éducatif de Basse-Normandie et de Saint-Pierre-et-Miquelon depuis 2016, ainsi que l'académie de Rouen depuis 2017. L'unique université de l'académie est l'université de Caen-Normandie, toutefois son implantation ne se limite pas à la ville de Caen mais se généralise à l'ensemble de l'ancienne Basse-Normandie, ayant des antennes dans cinq autres villes (voir section suivante).
Trois réseaux d'éducation prioritaire (REP) ont été définies sur la commune de Caen : une première dans le quartier du Chemin Vert, une deuxième à la Grâce de Dieu et une dernière à la Guérinière.

#### Enseignement supérieur

Le campus 1 de l'université de Caen.

À la rentrée 2019, on comptait pas moins de 34 300 étudiants répartis sur l'ensemble des campus Caennais, ainsi qu'en lycée pour les BTS et classes préparatoires. L'université de Caen, l'une des plus anciennes de France, créée en 1432 par Jean de Lancastre, duc de Bedfort, pour le roi Henri VI d'Angleterre sur le modèle d'Oxford et de Cambridge, compte près de 29 000 étudiants répartis essentiellement sur les cinq campus de la ville. L'université multidisciplinaire dispose de onze unités de formation et de recherche, de six instituts, d'une école d'ingénieurs, de deux instituts universitaires professionnalisés et de cinq antennes universitaires à Alençon, Cherbourg-en-Cotentin, Lisieux, Saint-Lô et Vire.
L'école des Beaux-Arts de Caen a été fondée en 1795. L'ensemble des ateliers étaient disséminés sur quatre sites différents jusqu'en 2009, année où ils ont été réunis dans un nouvel ensemble construit sur la Presqu'île portuaire. L'établissement a alors changé de nom pour devenir l'école supérieure d'arts et médias de Caen-Cherbourg (ESAM).
La ville est le siège de la ComuE Normandie-Université qui regroupe plusieurs établissements d'enseignement supérieur de l'ensemble de la Normandie, et notamment les trois universités de Caen, Rouen et Le Havre.
Les grandes écoles sont aussi présentes à Caen avec :
- une école de commerce, l'École de management de Normandie ;
- une école d'informatique, SUPINFO ;
- quatre écoles d'ingénieurs :
  - l'École nationale supérieure d'ingénieurs de Caen (appelée « ENSICAEN »),
  - l'École supérieure d'ingénieurs des travaux de la construction de Caen (ESITC),
  - l'École supérieure d'ingénieurs multidisciplinaire (ESIX),
  - l'Institut Supérieur de l'électronique et du numérique (ISEN) ;
- l'antenne développement durable et monde nordique de l'Sciences Po Rennes ;
- l'École Brassart (communication visuelle).

La ville possède également une École supérieure du professorat et de l'éducation.
Par ailleurs l'université populaire de Caen organise des séminaires ouverts à tous.
L'association interprofessionnelle de formation continue du Calvados (AIFCC), organisme de formation des chambres de commerce et d'industrie du Calvados, abrite plusieurs instituts à Caen :
- l'Institut des métiers d'architecture et de design afin de préparer aux concours d'entrée des établissements de l'enseignement supérieur Culture et aux BTS Agencement de l'environnement architectural et Design d'Espace ;
- l'Institut des métiers santé et social ;
- le Centre d'études des langues.

Depuis 2012, l'Institut d'études politiques de Rennes possède une antenne à Caen. Le campus est transféré en 2014 dans les anciens locaux de l'école supérieure d'arts et médias de Caen, no 10 de la rue Pasteur. Le campus de Caen propose des enseignements sur le développement durable, le dialogue territorial et les transitions sous un angle pluridisciplinaire (sciences politiques, droit, géographie, histoire). Il dispose également d'une spécialisation géographique avec un parcours ouvert sur l'Europe du Nord (pays nordiques et baltiques). Deux masters peuvent y être suivis :
- Concertation et territoires en transition ;
- Stratégies innovantes des territoires urbains : anticiper les transitions (à partir du 10 septembre 2018).

#### Lycées
Quinze lycées existent actuellement à Caen, huit sont publics, sept sont privés :
| Lycées publics |  | Lycées privés |
| --- |  | --- |
| - Lycée Camille-Claudel (La Folie-Couvrechef) - Lycée Victor-Lépine (Sainte-Thérèse-Demi-Lune) - Lycée Charles-de-Gaulle (Hastings) - Lycée Augustin-Fresnel (La Grâce de Dieu) - Lycée Malherbe (Saint-Ouen) - Lycée Jean-Rostand (La Grâce de Dieu) - Lycée Victor-Hugo (Calvaire Saint-Pierre) - Lycée Laplace-Dumont-d'Urville (La Pierre-Heuzé) (fusion des lycées Laplace et Dumont-d'Urville en 2022) |  | - Lycée Jeanne-d'Arc (Beaulieu) - Institut Lemonnier (La Pierre-Heuzé) - Institution Sainte-Marie (Saint-Gilles) - Lycée Notre-Dame-de-Fidélité (Épron) - Oasis (Saint-Jean) - Sainte-Marie (lycée professionnel) (Saint-Jean) - Sainte-Ursule (lycée technique) (La Folie-Couvrechef) |

#### Collèges
Dix-sept collèges existent actuellement à Caen, douze sont publics, cinq sont privés :
| Collèges publics |  | Collèges Privés |
| --- |  | --- |
| - Albert-Jacquard (Le Chemin Vert) - Dunois (Le Chemin Vert) - Fernand-Lechanteur (La Pierre-Heuzé) - Guillaume-de-Normandie (La Guérinière) - Hastings (Hastings) - Henri-Brunet (Saint-Jean) - Jacques-Monod (La Folie-Couvrechef) - Jean-Moulin (Venoix) - Stephen-Hawking, anciennement Marcel-Pagnol (Grâce de Dieu) - Pasteur (Centre ancien) - René-Lemière (Centre ancien) - Villey-Desmeserets (Vaucelles) |  | - Institution Saint-Paul (Maladrerie/Saint-Paul) - Institution Saint-Pierre (La Haie Vigné) - Sacré-Cœur (Sainte-Thérèse-Demi-Lune) - Saint-Joseph (Hastings) - Saint-Pierre-de-Lébisey (Saint-Gilles) |

#### Élémentaires et maternelles
Caen dispose de 35 établissements publics d'enseignement primaire, auxquels il faut ajouter les 10 autres privés. Sur les 35 établissements publics, 28 sont à la fois école maternelle et élémentaire, 5 sont exclusivement des écoles maternelles et 2 sont exclusivement des écoles élémentaires ; le nombre d'écoles primaires à Caen s'élève ainsi à 63 : 33 écoles maternelles et 30 écoles élémentaires.

### Santé
On dénombre à Caen sept infrastructures hospitalières (quatre publiques et trois privées), dont l'utilité ne se limite pas à la seule agglomération de Caen mais clairement à l'ensemble de la région ex-Basse-Normandie. Pôle d'excellence : la cardiologie; discipline peu représentée : la gynécologie.

#### Centre hospitalier régional universitaire
Le centre hospitalier régional universitaire (CHRU de Caen) dispose de la plus grande capacité, avec 1 582 lits. Il emploie 5 948 salariés, dont 767 en personnel médical. Le CHRU de Caen est composé de quatre établissements situés au nord, à l'est et au sud de la ville :
- CHU Côte de Nacre (1 056 lits) ;
- CHR Clemenceau (396 lits) ;
- centre Esquirol, service psychiatrie (75 lits) ;
- centre pour Personnes Âgées (270 lits).

#### Centre régional de lutte contre le cancer
Connu sous le nom de centre François-Baclesse, le Centre régional de lutte contre le cancer de Basse-Normandie est, comme tous les vingt autres centres régionaux de ce type en France, un établissement privé à but non lucratif et de caractère hospitalo-universitaire participant au service public hospitalier. Le centre François-Baclesse se situe donc sur le plateau de Côte de Nacre, et jouxte le CHU (Hôpital Côte de Nacre).
Ses missions sont le dépistage, l'examen, l'hospitalisation et le traitement des maladies, la surveillance prolongée des résultats thérapeutiques, la recherche sur l'étiologie, la prophylaxie et la thérapeutique du cancer, et les soins palliatifs, ce pour tous les Bas-Normands et la Basse-Normandie. Un grand centre de protonthérapie, destiné aux patients atteints de cancer, s'implantera dès 2018, ce qui fera de Caen une des places fortes de traitement du cancer.

#### Centre hospitalier spécialisé du Bon-Sauveur

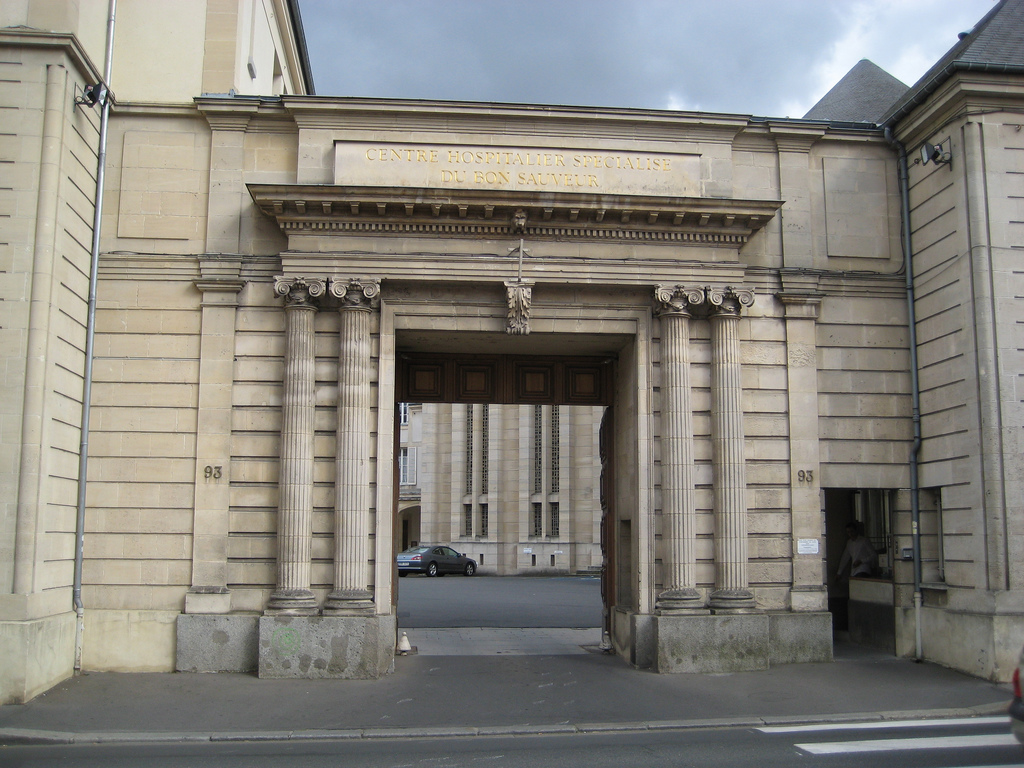
Portail du Bon-Sauveur sur la rue Caponière.

Le Bon-Sauveur est à l'origine une communauté religieuse non cloîtrée fondée au XVIIIe siècle à Vaucelles afin de prendre en charge « les filles et femmes débauchées » que la police arrêtait. Par la suite, elle commence à accueillir des femmes aliénées. Au XIXe siècle, les sœurs s'installent dans l'ancien couvent des Capucins. Sous l'impulsion de Pierre-François Jamet, l'hôpital psychiatrique entre dans une véritable démarche thérapeutique et se développe rapidement jusqu'à devenir le troisième établissement de France au début de la Troisième République. En 1836, il devient asile départemental, mais ce n'est qu'en 1975 que le Bon-Sauveur est doté du statut d'établissement public et prend le nom de Centre hospitalier spécialisé du Bon-Sauveur.

#### Cliniques
Il existe actuellement trois cliniques :
- la clinique Saint-Martin à la Folie Couvrechef ;
- la polyclinique du Parc sur la rive droite de l'Orne possède une capacité de 152 lits : dont 70 lits en chirurgie, 44 en maternité, 8 postes de chirurgie ambulatoire, 4 postes de chimiothérapie ambulatoire, 10 lits de médecine et enfin 10 lits de convalescence (service de soins de suite)[174] ;
- la clinique de la Miséricorde en centre-ville.

### Recherche
Caen dispose de deux centres de recherche d'importance nationale : le Grand accélérateur national d'ions lourds (GANIL) — un des quatre accélérateurs de particules les plus importants de France — et le Centre d'imagerie cérébrale et de recherche en neurosciences (Cyceron). En 2016, le GANIL accueillera une nouvelle ligne accélératrice de particules, en construction depuis 2011.
Par ailleurs de nombreuses équipes de recherche travaillent dans les laboratoires de l'Université de Caen ou de l'ENSICAEN.

### Sports
La première société sportive de la ville apparaît en 1882 avec la société de gymnastique, de tir, de préparation militaire de Caen. Les premiers clubs sont tous omnisports. Les étudiants et lycéens fondent à leur tour des sociétés sportives : l'Union sportive des Étudiants (fondée en 1892), l'Union Athlétique du lycée Malherbe (fondée en 1895] et enfin la normalienne (fondée en 1896). Une seconde société de gymnastique est créée en 1887 : « la jeunesse caennaise » mais cette dernière cesse ses activités en 1896. Il faut attendre 1899 pour qu'une autre société privée se crée : le Club sportif caennais en 1899. Puis en 1902, un vicaire de la paroisse saint-Sauveur fonde l'Avant-Garde caennaise s'inscrivant dans le patronage. À l'opposé, la jeunesse laïque caennaise est créée en 1906. En 1886, le vélo-club caennais est fondé pour la pratique du cyclisme.

#### Principaux clubs sportifs actuels
| Club                      | Sport                 | Championnat | Stade                     | Statut             | Titres Nationaux* (D1) | Titres Continentaux |
| ------------------------- | --------------------- | ----------- | ------------------------- | ------------------ | ---------------------- | ------------------- |
| Caen TTC                  | Tennis de table       | Pro A       | Palais des sports de Caen | Professionnel      | 1 (0)                  | 1                   |
| HC Caen Drakkars          | Hockey sur glace      | Division 2  | Patinoire de Caen la Mer  | Professionnel      | 5 (0)                  | 0                   |
| Caen HB                   | Handball              | Proligue    | Palais des sports de Caen | Professionnel      | 0 (0)                  | 0                   |
| Caen BC                   | Basket-ball           | Pro B       | Palais des sports de Caen | Professionnel      | 2 (0)                  | 0                   |
| SM Caen                   | Football              | National 1  | Michel-d'Ornano           | semi-Professionnel | 2 (0)                  | 0                   |
| RSHC Conquérants          | Roller in line hockey | Ligue Elite | Halle des Granges         | Amateur            | 0 (0)                  | 1                   |
| Ovalie caennaise          | Rugby                 | Top 10      | Stade Hélitas             | Amateur            | 3 (3)                  | 0                   |
| Stade Caennais Rugby Club | Rugby                 | Fédérale 3  | Stade du Chemin Vert      | Amateur            | 0 (0)                  | 0                   |
| Conquérants de Caen       | Football américain    | D3          | Stade Caen Sud            | Amateur            | 0                      | 0                   |

* Titres Nationaux : Championnats nationaux de 1re et 2e division, ainsi que les coupes nationales. Le nombre de titres en 1re division est noté entre parenthèses.

#### Football

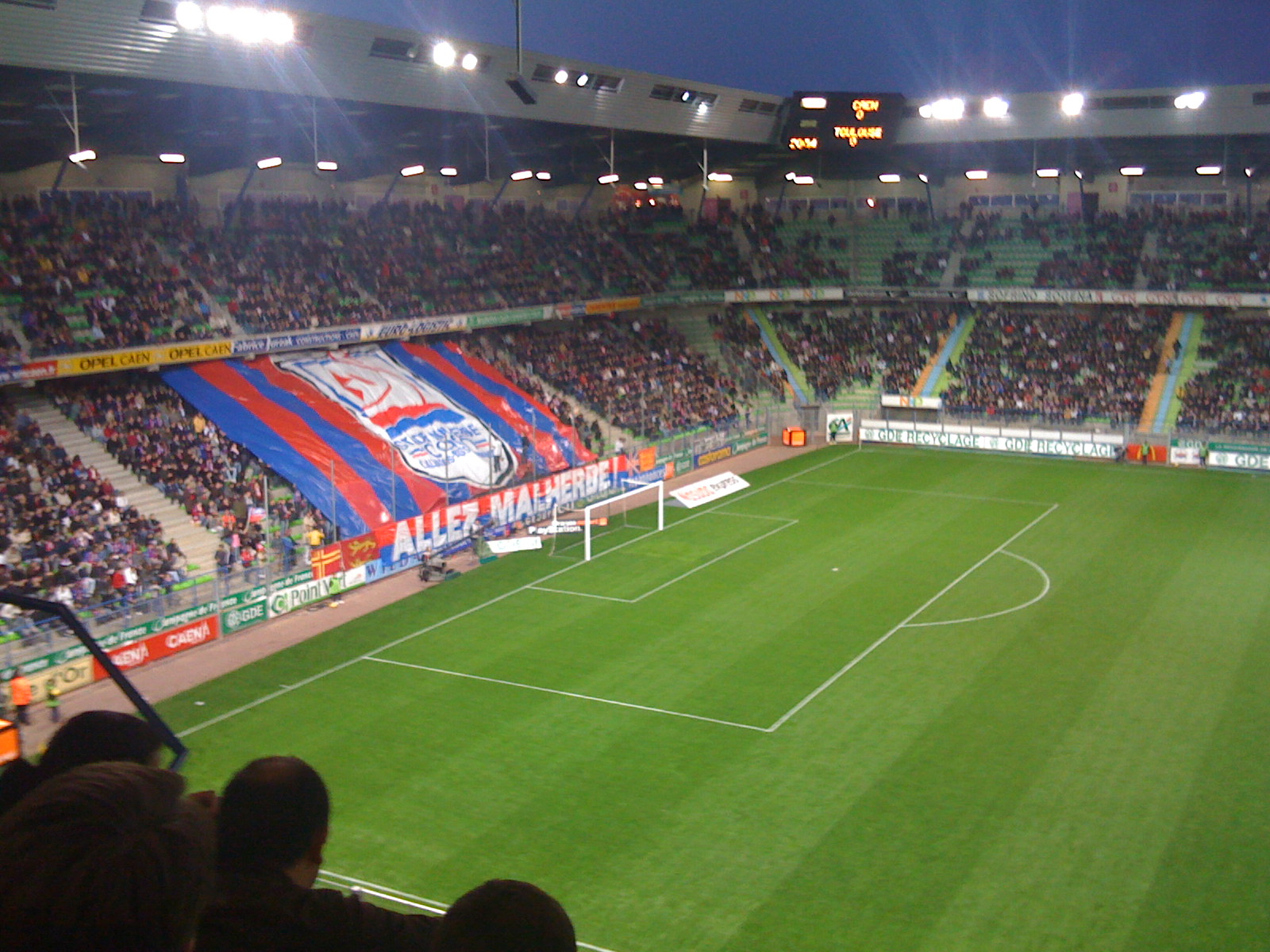
Tribunes du stade d'Ornano.

La pratique du football est attestée à Caen dès 1892 par les lycéens du lycée Malherbe et les étudiants de l'université. Un premier club ne regroupant pas des scolaires est créé en 1899 sous le nom de Club Sportif caennais.
La ville dispose d'une équipe de football ayant évolué en ligue 1 puis jusqu'en 2025 en Ligue 2 : le Stade Malherbe de Caen.
Fondé en 1913, le club adopte le statut professionnel une première fois entre 1934 et 1938 puis de nouveau en 1985. Depuis 1993, le club évolue au stade Michel-d'Ornano. En 1996, le club est champion de France de Division 2 et obtient un second titre en 2010. En 2004-2005, Caen est élu meilleur public de Ligue 1 par la Ligue de football professionnel, signe de la popularité du club dans la région.
Depuis août 2006, le club dispose de nouveaux locaux, modernes et fonctionnels, bâtis pour un coût de trois millions d'euros, qui abritent le siège du club et le centre de formation. Ce dernier a permis la formation de nombreux joueurs, parmi lesquels Franck Dumas, William Gallas, David Sommeil, Jérôme Rothen, Bernard Mendy, Grégory Tafforeau, Mathieu Bodmer, Anthony Deroin, Ronald Zubar, Yoan Gouffran ou encore Youssef El-Arabi.
En 2025, après le rachat en 2024 du club par la famille du joueur Kylian Mbappé, le SMC fait la pire saison jamais réalisée par un club de football au 2ème niveau professionnel en France. Le SMCaen est alors rétrogradé en championnat National pour la saison 2025-2026.
L'ASPTT Caen est une autre équipe évoluant en ligue de Basse-Normandie tout comme deux équipes de La Maladrerie Omni Sports et deux équipes de l'Avant Garde caennaise, ces deux clubs ayant chacun deux autres équipes engagées en divisions de district.
Les autres clubs de la ville évoluent en divisions de district avec une ou deux équipes : l'Association sports et loisirs du Chemin Vert, le Football club Sud-Ouest de Caen, La Butte Caen et l'Union sportive Guérinière.

#### Athlétisme

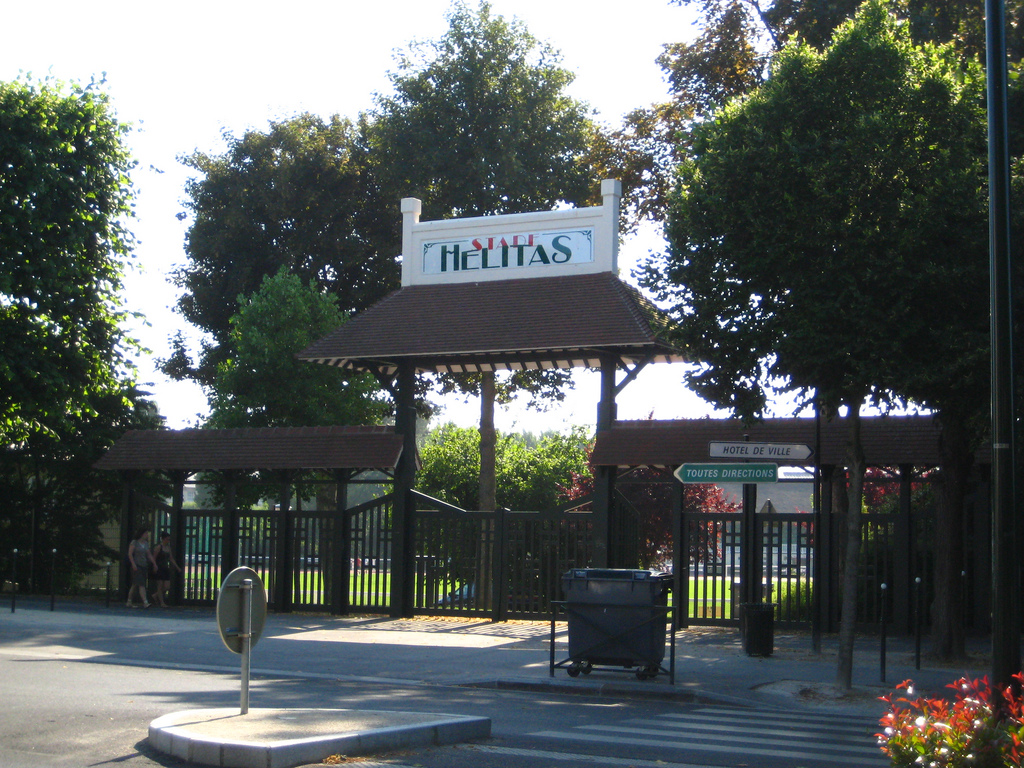
Stade Hélitas.

La pratique de l'athlétisme existe dès la fin du XIXe siècle notamment au sein du l'Union athlétique indépendante de Caen à partir de 1893 et du club omnisports du Club Sportif caennais à partir de 1899. On court déjà autour de la Prairie. Entre 1912 et 1924, l'athlétisme est pratiqué au stade de Venoix par la section athlétisme du Stade Malherbe caennais. Puis l'activité se déplace au stade Hélitas au milieu des années 1920. La section athlétisme du SMC devient indépendante en 1988 et prend le nom de Stade Malherbe Athlétic caennais. Puis en 2000, le Caen Athletic Club est créé, reprenant le sigle d'un club sportif ayant existé au début du siècle. Des sportifs évoluent au niveau national et régional licenciés dans ce club en pleine expansion. Les athlètes participent tous les ans à de nombreuses compétitions, été comme hiver, cross en salle, et aux inter-clubs.

#### Hockey sur glace
Caen dispose également d'une équipe de hockey sur glace évoluant en Ligue Magnus depuis la saison 2010 2011, les Drakkars, qui avait auparavant accédé à la Ligue Magnus de 2005 à 2008, et antérieurement de 1998 à 2001 (l'équipe était alors nommée les Léopards).

#### Rugby
Depuis 2007, le Stade caennais rugby club représente l'agglomération caennaise en Championnat de France de troisième division fédérale masculine.
Le rugby caennais est également représenté à haut niveau par l'Ovalie caennaise, le club féminin de rugby à XV qui totalise trois titres de championnes de France (sous le nom de Caen Rugby Club) et quatre de vice-championnes en sept ans (de 1999 à 2005). Le club joue encore les tout premiers rôles en championnat et fournit nombre d'internationales à l'équipe de France.

#### Basket-ball
Le Caen Basket Club, aujourd'hui Caen Basket Calvados, a connu des heures de gloire à la fin des années 1970, où il termina notamment deuxième de Nationale 1A en 1977 et 1979. En 2011-2012, le club évolue en Nationale 2, soit la quatrième division. Depuis, sous l'impulsion d'Hervé Coudray, le club a réussi deux promotions et évolue désormais[Quand ?] en [Championnat de France de basket-ball de Nationale 1], troisième division nationale. En 2024, le club est à nouveau promu, cette fois-ci en Pro B où il a donc évolué pour la saison 2024-2025 en se maintenant à ce niveau pour la saison 2025-2026.

#### Cyclisme

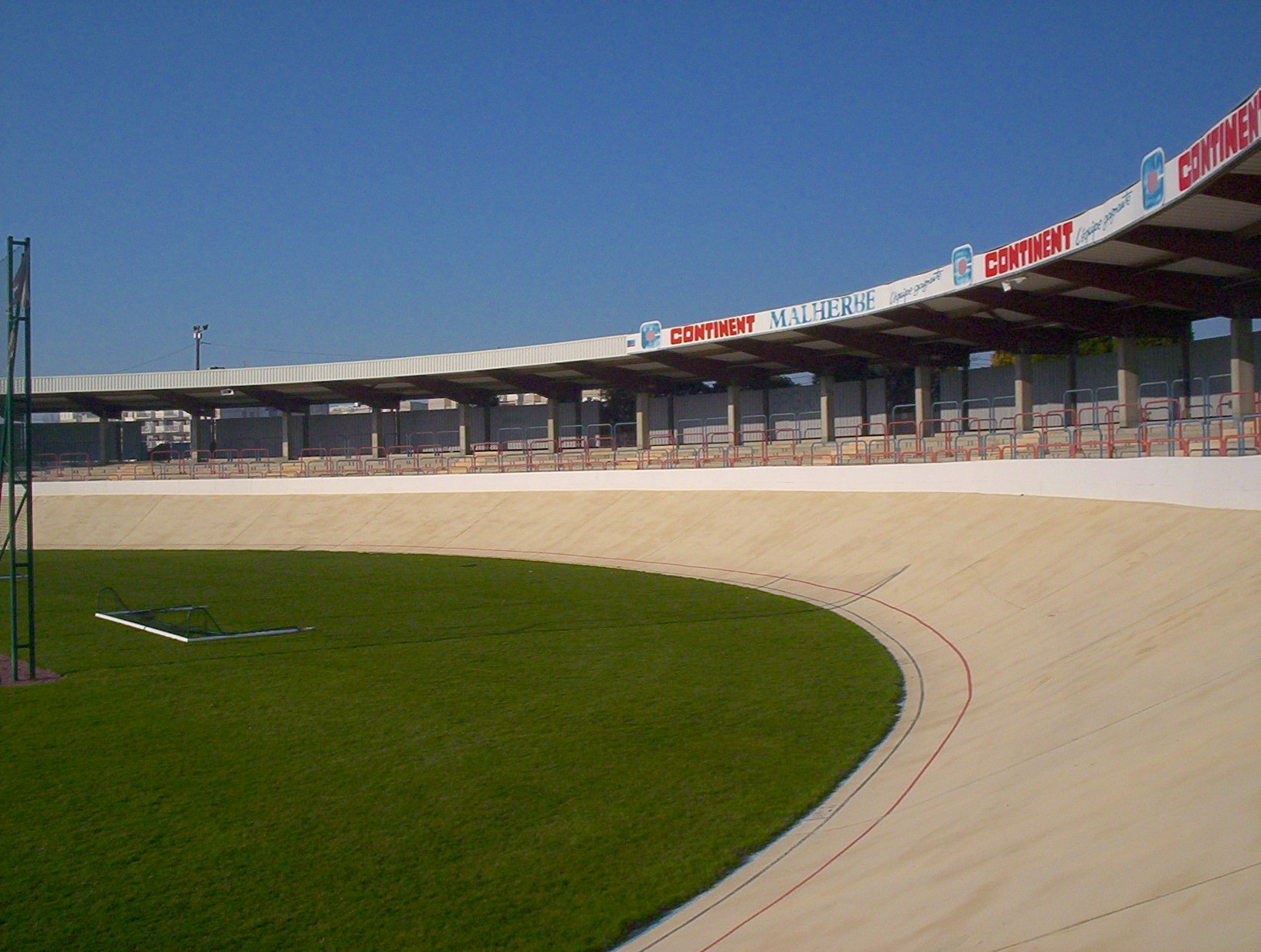
Vélodrome du stade de Venoix.

La première société vélocipédique est fondée en 1886 sous le nom de « Vélo-club caennais ». Des courses sur piste sont organisées en 1895 sur un vélodrome sur le cours Montalivet. La même année, le Vélo-club organise une course avec une dizaine de participants entre Caen et Paris aller-retour en quatre jours. Un second club de cyclisme est créé en juillet 1901 avec l'« Union Vélocipédique Caennaise » qui dure quelques années avant de disparaître. L'Étoile Sportive caennaise est créée en 1906. À partir de 1924, la ville dispose d'un véritable vélodrome.
Caen a été 32 fois ville-étape du Tour de France :
- à chaque édition de 1905 à 1910, puis de 1927 à 1939 ;
- après guerre, en 1947, 1951, 1953, 1954, 1956, 1957, 1958, 1960, 1966, 1967, 1974, 1976, 1978, et plus récemment, en 2006 (victoire d'Óscar Freire) et en 2025 avec un contre-la-montre de 33km remporté par Remco Evenepoel.

Chaque année, le Tour de Normandie y fait étape.
D'autres courses ont été courues à Caen avant la Seconde Guerre mondiale :
- Paris-Nantes-Caen-Rouen-Paris, en 1892 ;
- Paris-Caen, de 1923 à 1945 ;
- Rennes-Le Mans-Caen, en 1926 et 1927 ;
- Rouen-Caen-Rouen, en 1938 et 1939.

#### Tennis de table
- Le plus grand club de la ville est le Caen TTC, créé en 1991. L'équipe masculine a effectué une ascension fulgurante pour atteindre la Superdivision en 1998 et a atteint le zénith de sa jeune histoire en 1999 en remportant la 1re édition de la Ligue des champions face aux grands favoris allemands du Borussia Düsseldorf. Les hommes ont également terminé pour leurs trois premières saisons dans l'élite vice-champions de France, derrière Levallois qui dominait à cette époque le championnat par équipes. En 2005, l'équipe féminine rejoint les hommes dans l'élite mais les deux sections sont sportivement reléguées tandis que la Ville de Caen ne peut simultanément les soutenir financièrement. Ce qui amène les dirigeants à retirer l'équipe féminine (déjà sportivement reléguée) pour se concentrer sur l'équipe masculine qui possède déjà un palmarès et huit ans consécutifs dans le haut niveau. Ils retournent en Pro A l'année suivante mais n'y restent que deux ans, à nouveau relégués en Pro B en 2009. Aujourd'hui, le club lutte pour le maintien dans le championnat de Pro A.
- L'autre club de la ville, beaucoup moins prestigieux, la Butte de Caen, a fusionné à l'été 2010 son équipe fanion masculine avec l'équipe première de l'USO Mondeville TTO, club sauvé par des parents de jeunes pratiquants et récemment reconstruit sur les cendres du club de Mondeville avec l'accord de ses anciens dirigeants.

#### Tennis
Le premier club de tennis est créé en avril 1894 sous le nom de lawn-tennis club de Caen par les étudiants de l'USEC. La mairie leur cède un terrain cours Caffarelli afin d'y installer les premiers cours. Le Stade Malherbe ouvre ses propres cours en 1920 rue Basse puis au stade Hélitas. C'est à cette occasion qu'est créé le Tennis Club Stade Hélitas qui devient le Tennis Club de Caen en 1992. Ce club organise un tournoi international, le top-ten jusqu'en 1990. Depuis 2007, il organise l'Open de Caen.

#### Roller
Le premier club de football sur roller français, Caen Rollersoccer Association, a été fondé à Caen en 2001.
Le Championnat d'Europe de roller in line hockey juniors 2003 a eu lieu à Caen.

#### Équitation
- Académie d'équitation

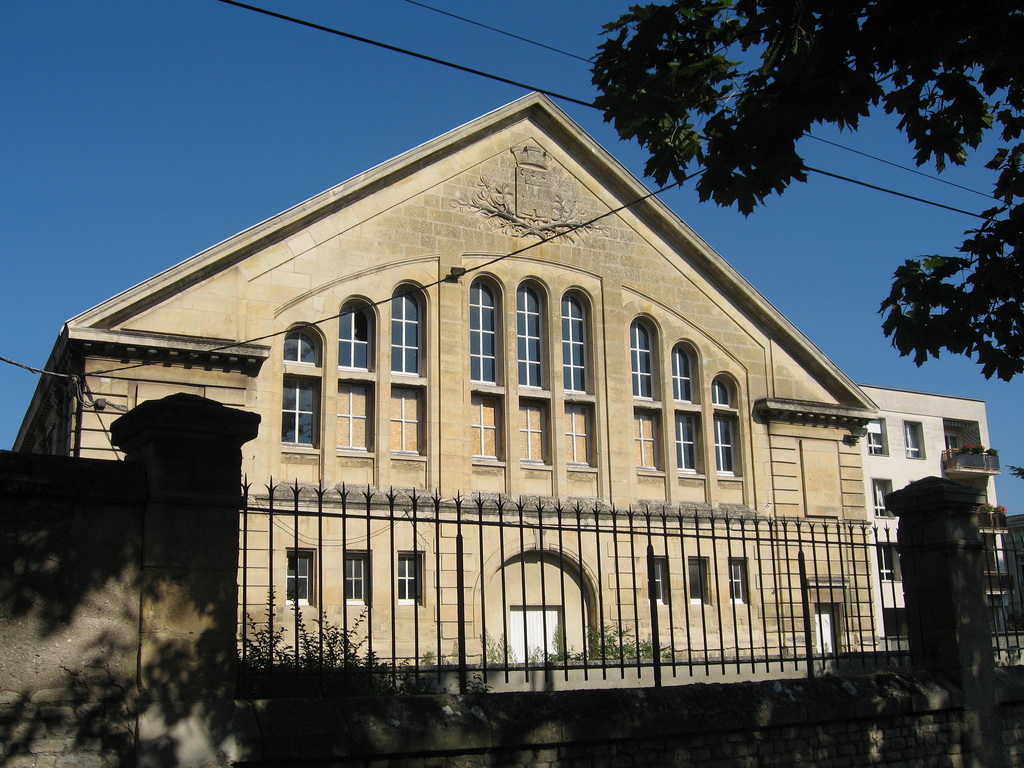
Ancien manège de l'académie d'équitation.

La filière équestre a une importance particulière à Caen depuis les XVIIIe – XIXe siècles. Une académie d'équitation y a été fondée en 1728 par Pierre des Brosses de La Guérinière, frère de François Robichon de La Guérinière. Agrandie en 1737, puis en 1766 à la suite d'un incendie, l'école de dressage a été reconstruite par Gustave Auvray de 1863 à 1866. Cette académie était alors une des plus prestigieuses de France.
Elle a été partiellement détruite pendant la bataille de Caen et la partie restante a été transformée pour partie en centre de secours en 1947. L'ancien manège servant de garage pour les véhicules des sapeurs-pompiers, sert depuis 2014, pour des activités culturelles dont des spectacles équestres, dans le cadre, principalement des « Caen soirs d'été » devenus « Eclats de rues », évènements basés sur les arts de la rue.[réf. nécessaire]
- Dépôt de Remonte

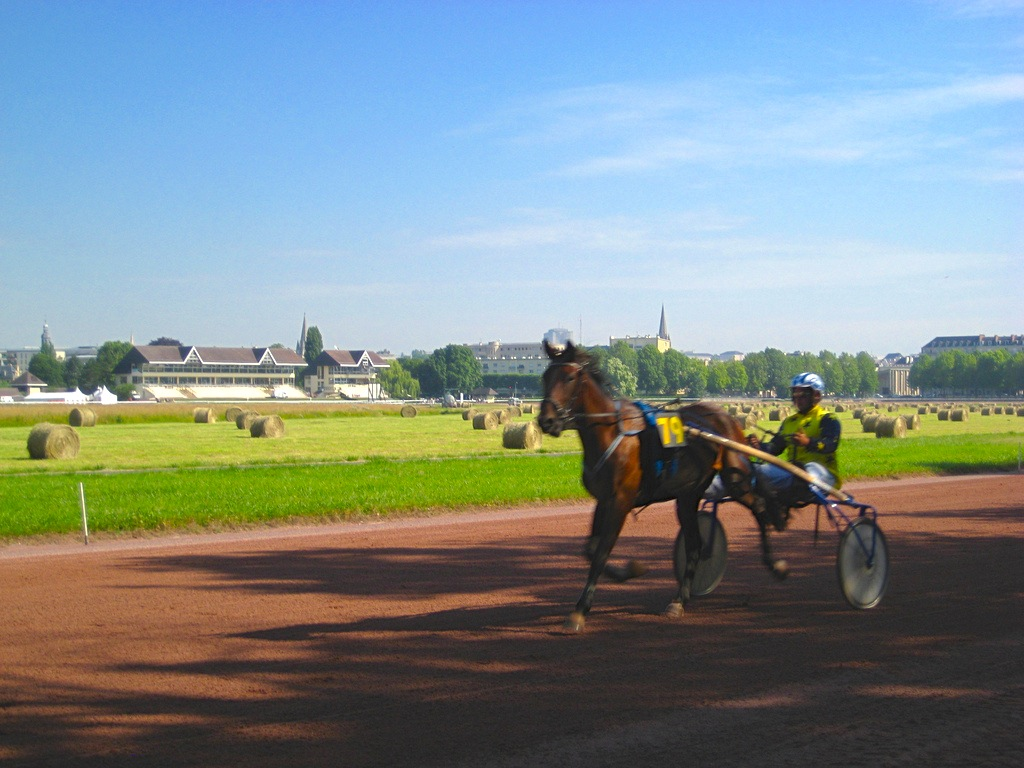
Hippodrome de la Prairie.

En 1818, le premier dépôt de remonte est créé à titre expérimental dans la caserne de la Visitation (actuel quartier Lorge) en vue d'acheter des chevaux directement auprès des propriétaires ou des éleveurs, de les élever et de les préparer au régime militaire.
- Hippodrome de la Prairie

Caen est également l'une des premières villes de France à avoir organisé des courses de trotteurs. La première, programmée par la Société d'agriculture et de commerce de Caen, a lieu le 26 août 1837. Un champ de course permanent, l'hippodrome de la Prairie, est créé en 1839. Afin de règlementer le code des courses au trot pour la France entière, est fondée à Caen la Société d'encouragement pour l'amélioration du cheval français de demi-sang (ancêtre de la Société d'encouragement à l'élevage du cheval français) le 21 octobre 1864. Plusieurs prix sont courus à l'hippodrome de Caen : Prix de la Ville de Caen, Prix Henri Ballière, Prix des Ducs de Normandie ou Saint-Léger des Trotteurs.
La ville a été choisie pour organiser les Jeux équestres mondiaux de 2014.

#### Sport automobile
- Grand Prix automobile de Caen (1952 - 1958, avec un circuit à l'hippodrome de la Prairie).

## Économie

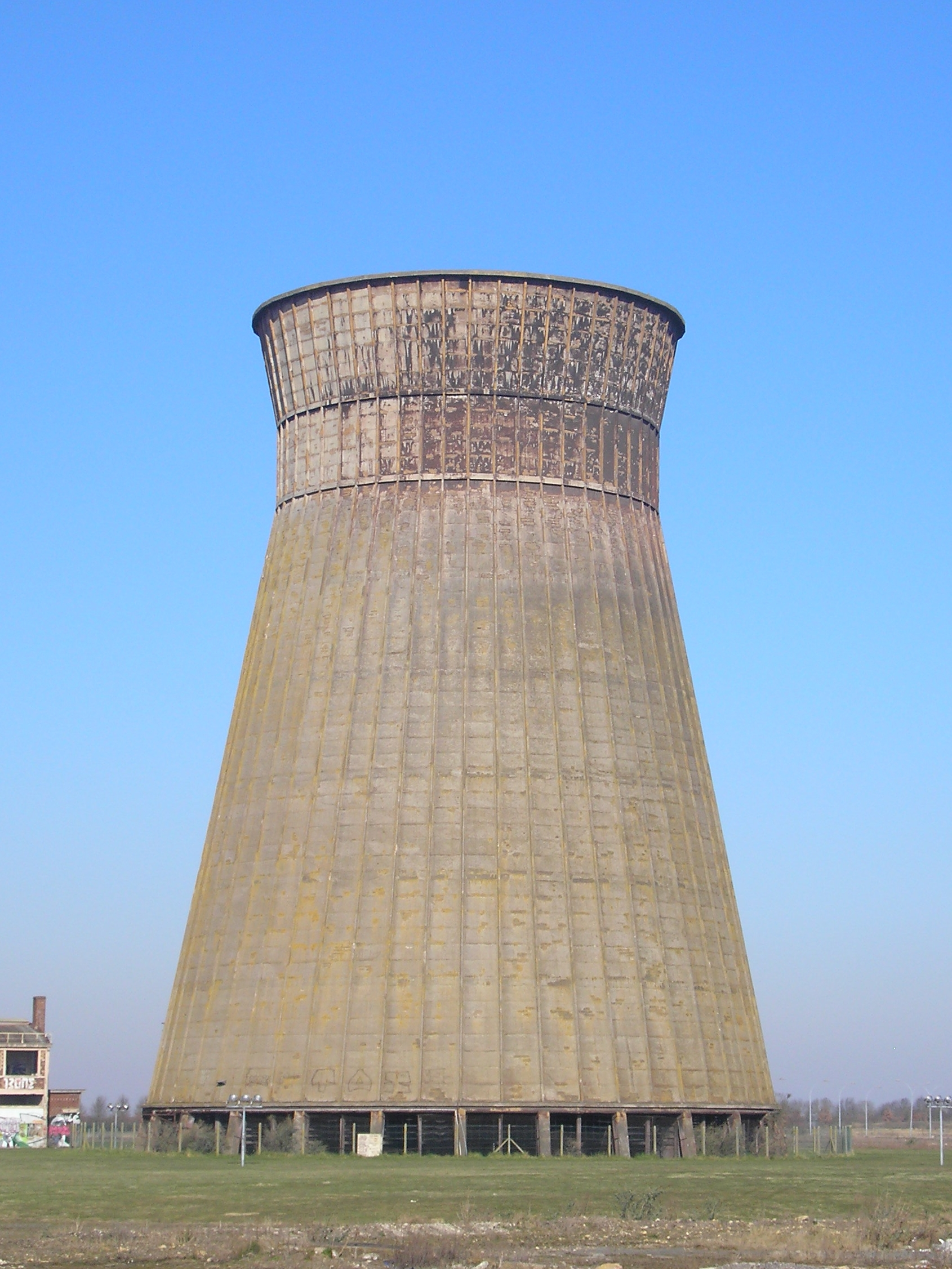
Ancien site de la SMN reconverti en zone d'activités tertiaires.

L'économie caennaise du XXe siècle est marquée par deux industries d'ampleur : la Société métallurgique de Normandie (SMN) et Moulinex. Les hauts-fourneaux de la première, inaugurés en 1917, emploient jusqu'à 6 500 ouvriers en 1974, tandis que la vie de la cité ouvrière est gérée sur le modèle paternaliste, avec les écoles ménagères pour les filles, les centres d'apprentissage pour les garçons, et l'Union sportive normande pour les ouvriers. La seconde, aux unités essaimées dans toute la Basse-Normandie, ouvre son usine de Cormelles-le-Royal en 1964 et y emploie 3 800 personnes en 1973.
En outre, au lendemain de la Seconde Guerre mondiale, la ville lourdement détruite par les combats et les bombardements est l'une des métropoles régionales choisies dans les plans gaulliens de décentralisation industrielle. Alors que l'agriculture nourrit encore la moitié de la population bas-normande, le secteur automobile (Citroën, Saviem), l'industrie électronique (Alcatel, Philips et Bosch), et l'électroménager (Moulinex) créent 25 000 emplois industriels dans les années 1960. Installées en périphérie de la ville, les usines entrainent l'exode rural local et la poussée démographique de ce qui devient la « ceinture rouge » de Caen. Ensuite, la ville profite de ses deux élus locaux devenus ministres, Michel d'Ornano implantant le Grand accélérateur national d'ions lourds porté par le CEA et le CNRS, et agrégeant d'autres laboratoires de recherche scientifique, Louis Mexandeau installant le service d'études des postes et télécommunications (SEPT), chargé de la monétique et du courrier électronique.
Alors que l'industrie décline, la décennie 1980 marque une orientation vers le tertiaire (Caen abrite le siège historique du groupe de distribution Promodès dont Mondeville 2 devient la vitrine) et le tourisme, symbolisé par le Mémorial de Caen. Caen obtient la dénomination « commune touristique » en mai 2011. Ces nouvelles activités se centralisent sur Caen alors que l'industrie privilégiait les communes périphériques. La santé devient un pourvoyeur d'emploi essentiel à travers le CHU qui devient le premier employeur de l'agglomération, ainsi que la fabrication de produits pharmaceutiques.
Les années 1990 voient les piliers de l'industrie locale péricliter. Nationalisée et passée sous le contrôle d'Usinor-Sacilor, la SMN ferme le 5 novembre 1993. Dans le même temps, l'industrie automobile caennaise se sépare de la moitié de ses effectifs. Enfin, fin 2001, Moulinex après plusieurs vagues de licenciements, ferme l'usine de Cormelles. Le port de Caen-Ouistreham menacé par la fermeture de la SMN qui représentait la moitié du trafic, se réoriente vers le trafic transmanche, concurrençant ainsi le port de Cherbourg. Aujourd'hui, il voit transiter 3 millions de tonnes de marchandises par an, ce qui en fait le 6e port d'intérêt national de France.
Au début du XXIe siècle, Caen parie sur l'électronique pour sa relance. Autour de l'usine historique de semiconducteurs de Philips, en centre-ville, devenue NXP, les édiles constituent un pôle technologique sur le modèle grenoblois. Mais l'annonce de 373 suppressions de postes à Caen par NXP en octobre 2008 rend les projets caducs.
Aujourd'hui, la ville accueille également de grandes entreprises comme Valeo, et Orange y possède un de ses centres européens de recherche et de développement. Les principales activités économiques sont les centres d'appels, les activités high-tech de transactions électroniques, et le nautisme.
En 2014, elle se classe première parmi les villes entre 200 000 et 500 000 habitants « où il fait bon entreprendre » devant Montpellier et Strasbourg selon le magazine l'Expansion.
Caen est le siège de la chambre de commerce et d'industrie de Caen et de la chambre régionale de commerce et d'industrie de Normandie.
La coopérative agricole et agroalimentaire Agrial a son siège social sur Caen. Elle compte 10 000 agriculteurs adhérents et 10 000 emplois.
Une grande partie de l'activité de la ville repose sur l'administration publique :
- services de l'État :
  - préfecture de Département,
  - certains services  de la préfecture de Région (comme la direction régionale des Affaires culturelles ou l'Académie de Normandie ;
- administration judiciaire :
  - tribunal judiciaire de Caen,
  - cour d'appel de Caen ;
- services de la Région, le siège étant officiellement à Caen ;
- Université ;
- centre hospitalier.

## Culture locale et patrimoine

### Monuments et lieux touristiques
Une longue histoire a doté la ville de Caen de nombreux monuments historiques dont les principaux (deux abbayes et le château) ont été construits sous Guillaume le Conquérant au XIe siècle. Notons qu'il existe, contrairement à l'image véhiculée par la Seconde Guerre mondiale, un centre ancien (le vieux Caen) situé à l'ouest de la ville.
Surnommée « ville aux cent clochers » (comme Rouen, Dijon ou Poitiers), on y dénombre une quarantaine d'églises dont il ne reste parfois qu'un pan de mur. La capitale bas-normande compte 86 édifices protégés monuments historiques, ce qui est assez remarquable compte tenu des sinistres causés par les bombardements de l'été 1944.
Bien que beaucoup d'entre eux aient été détruits en 1944, la ville compte encore de nombreux hôtels particuliers et de demeures plus modestes. Les plus anciens datent de la Renaissance, mais la majeure partie d'entre eux a été édifiée aux XVIIe et XVIIIe siècles.
La reconstruction de la ville a également doté Caen de nombreux monuments remarquables.

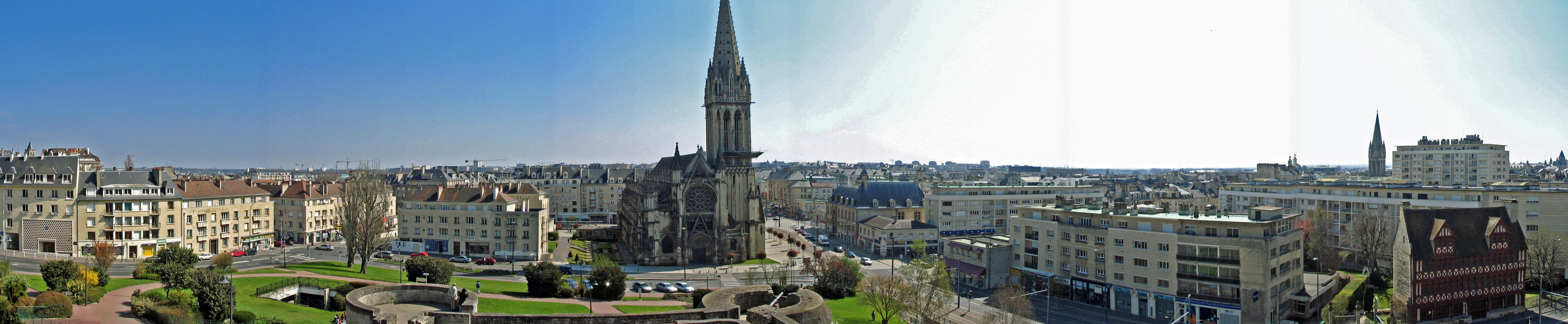
Panorama depuis le château de Caen : ville reconstruite et ville ancienne. De gauche à droite sur la photo : la nouvelle synagogue, l'église Saint-Pierre, hôtel d'Escoville, clocher de l'église Saint-Sauveur, maison des Quatrans.

#### Moyen Âge
- Éléments fortifiés :

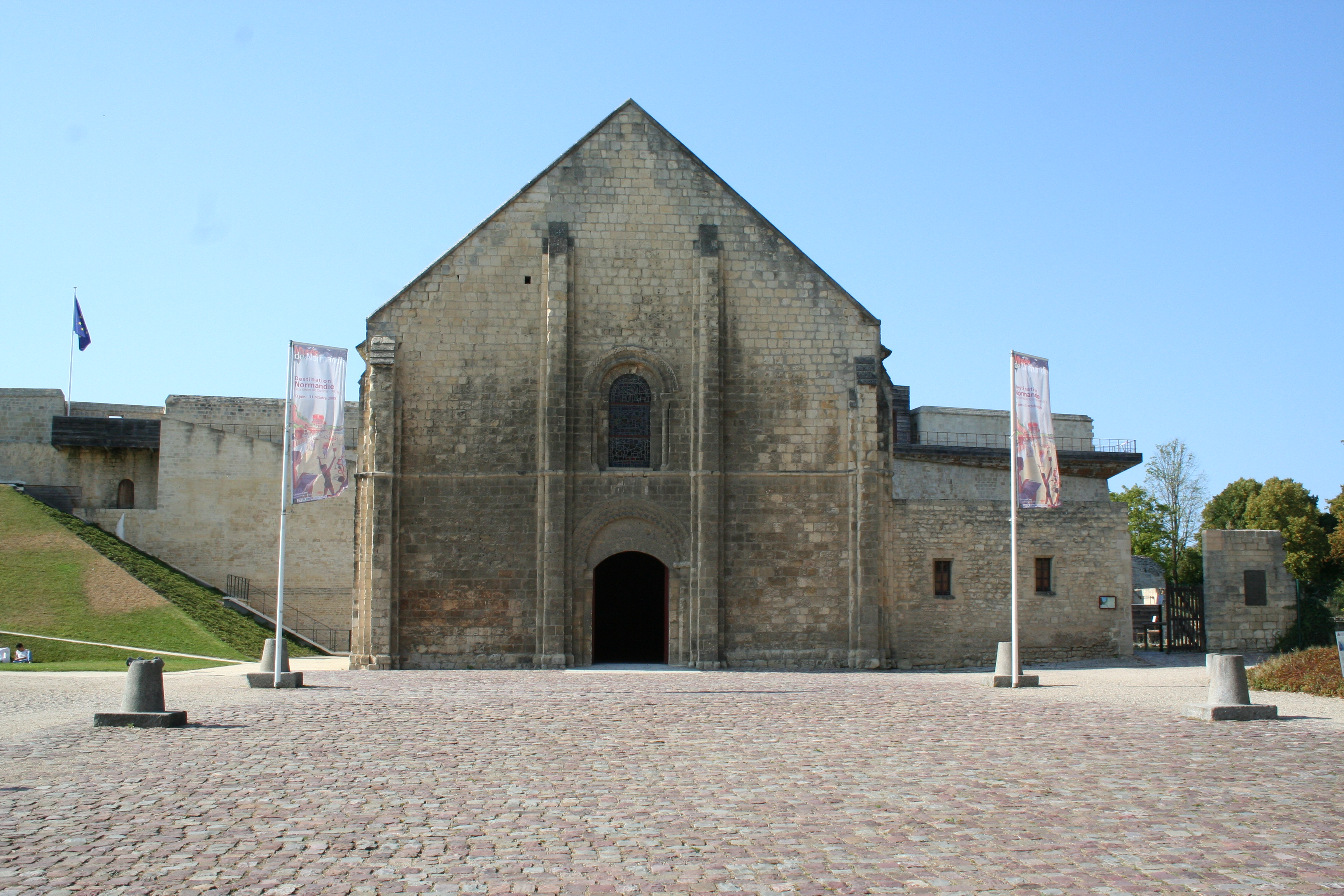
Salle de l'Échiquier (XIIe siècle).

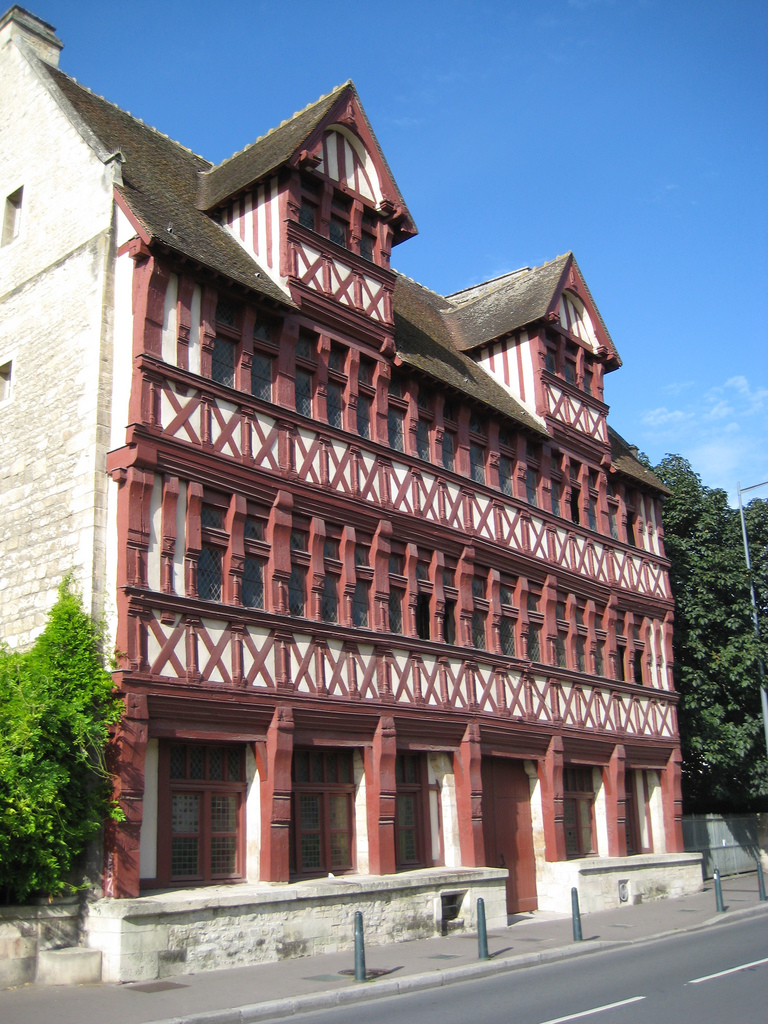
Maison des Quatrans.

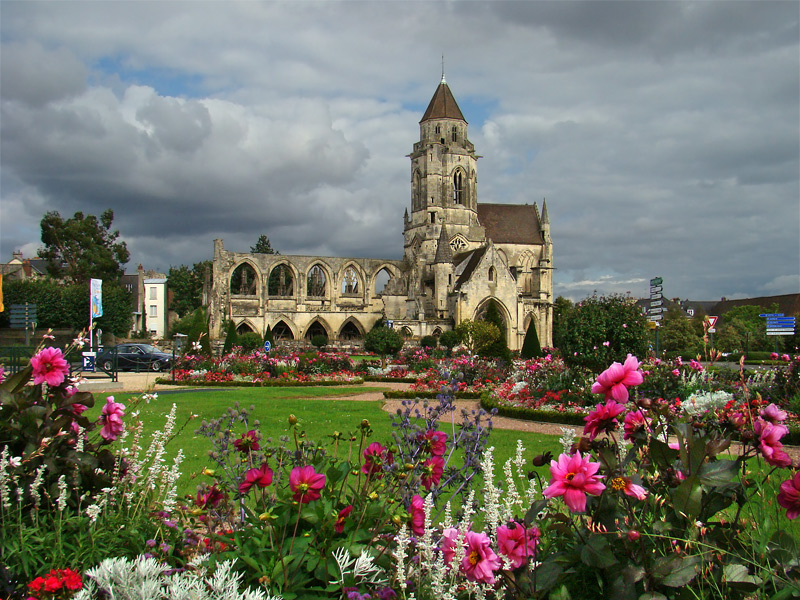
Église Saint-Étienne-le-Vieux.

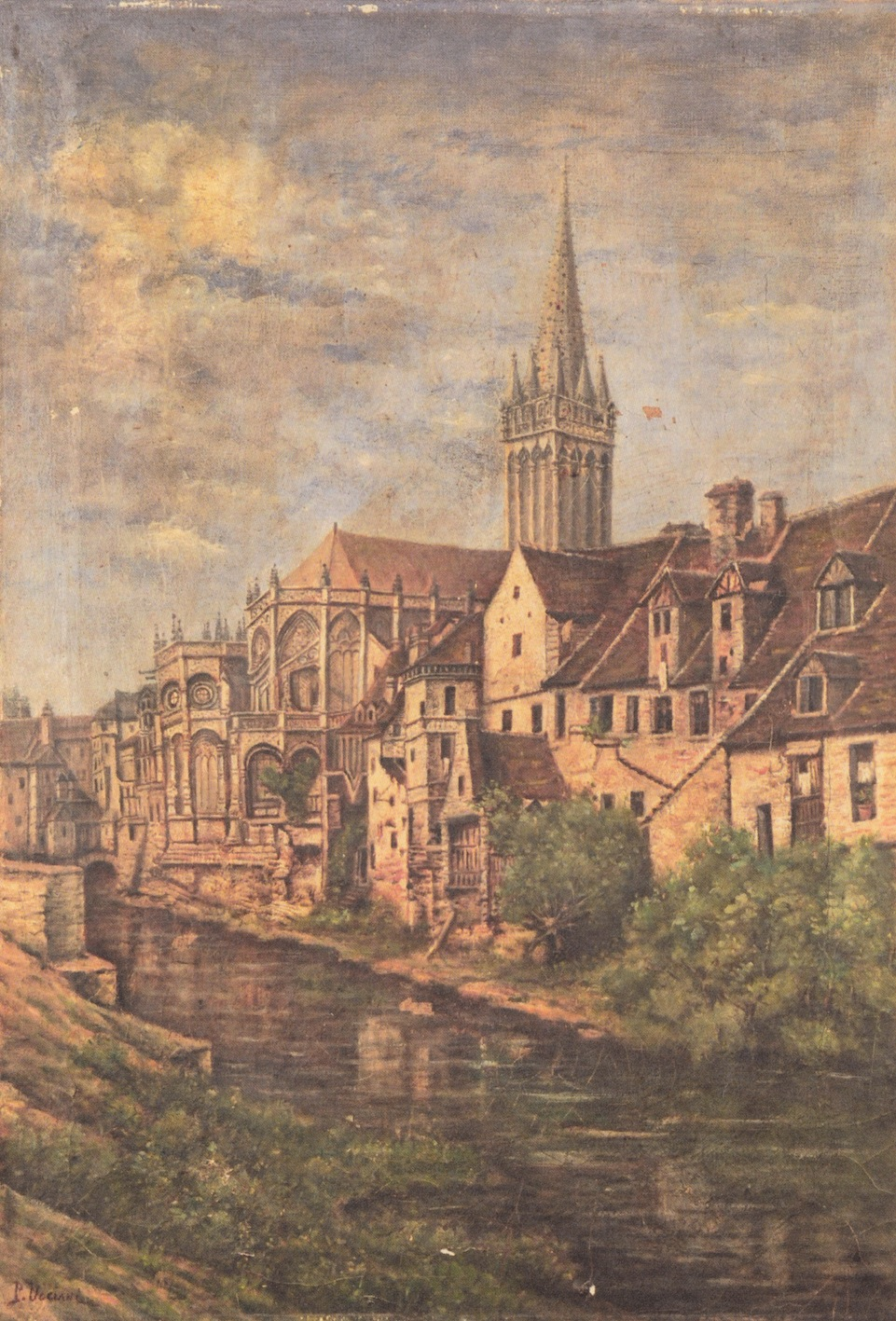
Saint-Pierre 1910
huile sur toile de Pierre Ucciani.

  - le château de Guillaume le Conquérant, en particulier la salle de l'Échiquier ;
  - les vestiges des fortifications de Caen, notamment la Tour Leroy.
- Maisons à pans de bois :
  - la maison des Quatrans, une maison traditionnelle du XVe siècle ;
  - no 52 et no 54 rue Saint-Pierre, l'ancien musée de la poste, maisons datant du début du XVIe siècle.
- Une collégiale : la collégiale du Saint-Sépulcre.
- Nombreuses églises :
  - L'ancienne église Saint-Martin, aujourd'hui en ruine ;
  - L'ancienne église Saint-Gilles, aujourd'hui en ruine ;
  - Saint-Pierre, édifiée entre les XIIe et XVIe siècles sur la place Saint-Pierre ;
  - Saint-Jean, penchée car construite sur d'anciens marais ;
  - Saint-Sauveur ;
  - Saint-Michel de Vaucelles ;
  - Saint-Nicolas ;
  - Saint-Ouen ;
  - Vieux Saint-Sauveur ;
  - Saint-Étienne-le-Vieux.
- Deux abbayes :
  - l'abbaye aux Hommes (église Saint-Étienne, Palais Ducal, salle des Gardes, mur d'enceinte) ;
  - l'abbaye aux Dames (église abbatiale de la Trinité).

#### Renaissance

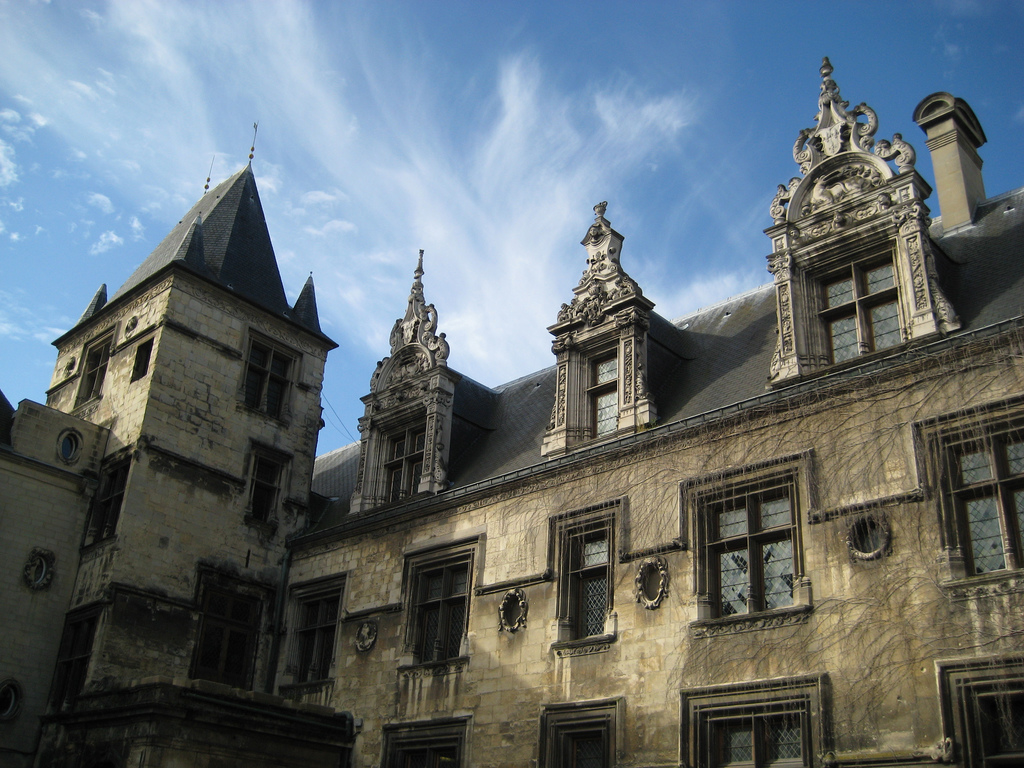
Hôtel de Than.

- Remaniement des églises par Hector Sohier :
  - le chevet de l'église Saint-Pierre
  - le chevet de la nef Saint-Eustache de Notre-Dame-de-Froide-Rue (actuel Saint-Sauveur)
  - le chœur du Vieux Saint-Sauveur
- Hôtels particuliers Renaissance :
  - l'hôtel de Than (vers 1520-1530)
  - l'hôtel d'Escoville (vers 1540)
  - l'hôtel de Mondrainville (vers 1550)
  - la cour des Imprimeurs, maisons construites pour Jean Macé dans les premières années du XVIe siècle
  - maison natale de Malherbe (1582)

#### Époque classique
- Église et abbayes :

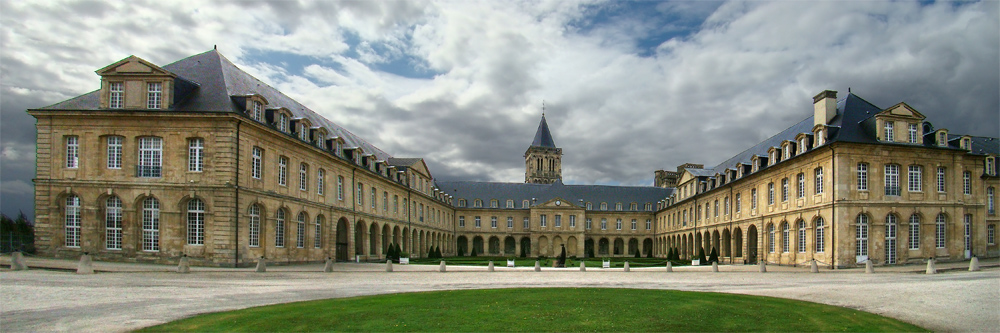
Abbaye aux Dames.

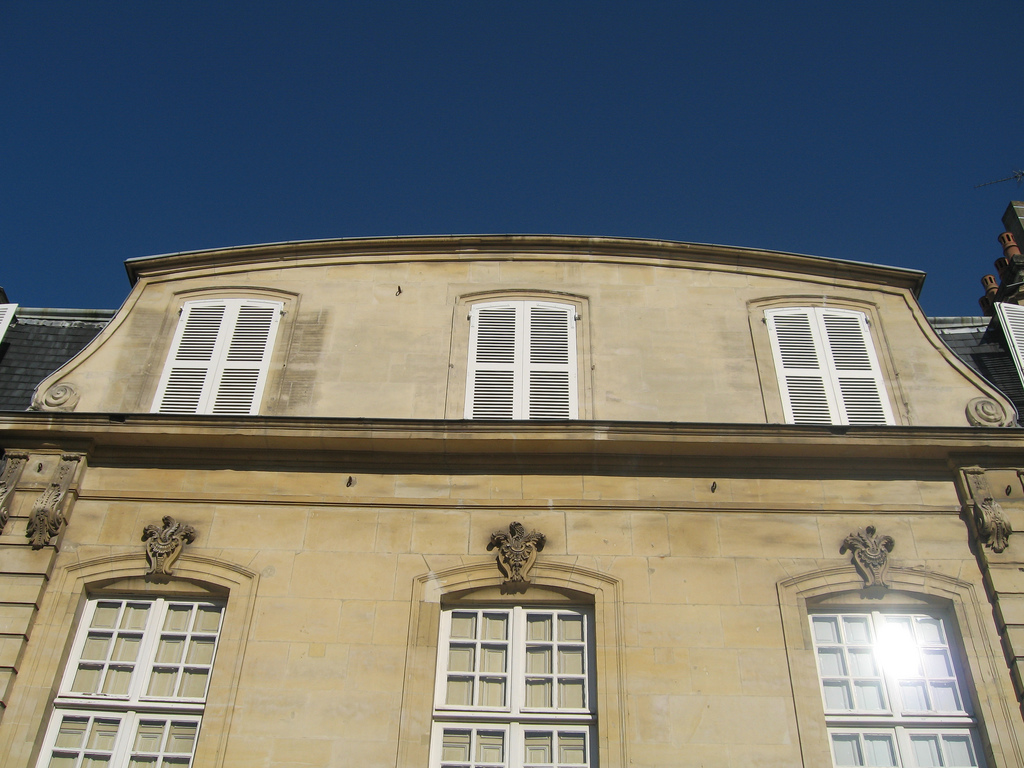
Hôtel de Blangy.

  - l'église Notre-Dame-de-la-Gloriette
  - le portail des églises du Vieux-Saint-Sauveur et Saint-Michel
  - les bâtiments conventuels de l'abbaye aux Hommes (occupés actuellement par les services municipaux de Caen) et de l'abbaye aux Dames (actuel siège du conseil régional de Normandie)
  - ancien couvent de la Visitation de Caen
- Bâtiments civils officiels
  - le Logis des gouverneurs au château (actuel musée de Normandie)
  - Pavillon des sociétés savantes
- Hôtels particuliers :
  - du XVIIe autour de l'ancienne place Royale, aujourd'hui place de la République (hôtels Daumesnil et de Banville)
  - du XVIIIe autour de la place Saint-Sauveur, de la place Fontette et le palais de justice de Caen et dans le quartier Saint-Jean (hôtel le Brun de Fontenay et hôtel de Blangy)

#### XIXesiècle
- L'ancien palais de justice
- L'hôtel de préfecture du Calvados

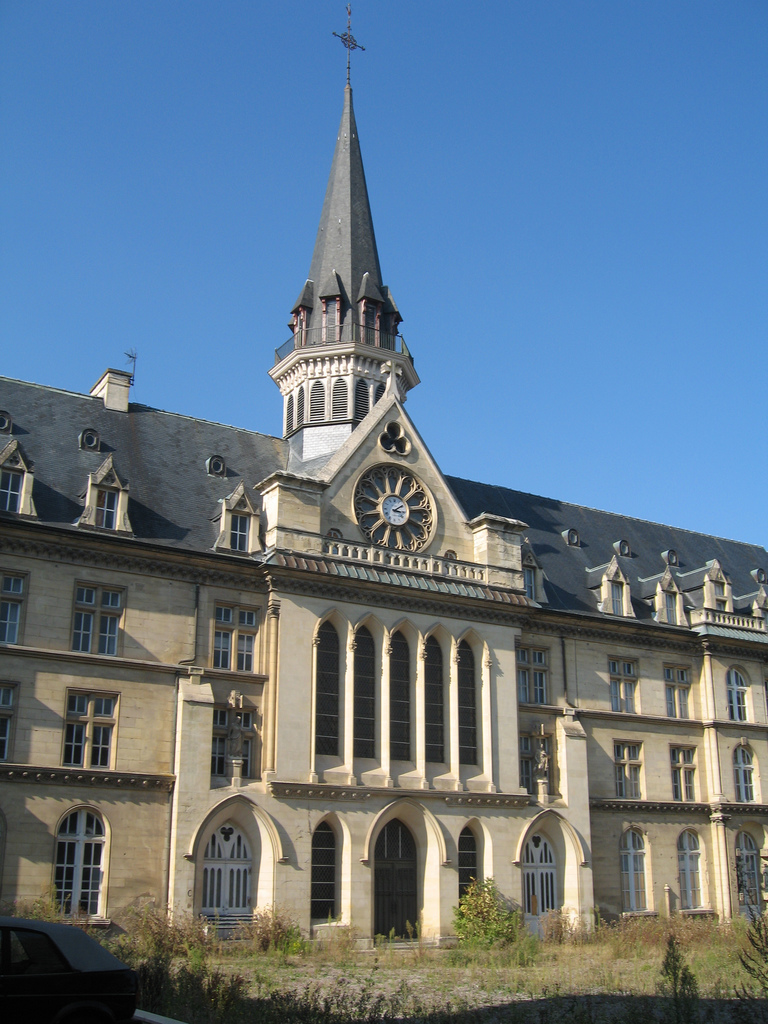
Chapelle du Bon-Sauveur.

- Le Bon-Sauveur (chapelle classée monument historique et jardins)
- La gare Saint-Martin
- La statue de Louis XIV par Louis Petitot (1828)
- Les hôtels particuliers (maison Charbonnier) et villas (Villa Baumier)
- Monastère des Visitandines (1890)
- Le calvaire du cygne de croix (1894) au croisement de la rue de Falaise et du boulevard Leroy[203].
- Le calvaire Saint-Étienne dans la rue de Bayeux. Il fut détruit dans une tempête en février 2020[204] et reconstruit en 2023[205].
- Le calvaire (1894) dans la rue Gaillarde. Initialement situé dans l'avenue de Creully avec une statue de la Vierge Marie et de saint Jean, il fut démonté dans les années 1950 et déplacé à son emplacement actuel. Les statues de Marie et Jean n'existent cependant plus.

#### XXesiècle

Église Saint-Julien.

- Maquette historique : plan de Rome à l'époque de son apogée monumentale (IVe siècle) de Paul Bigot, situé dans l'enceinte de l'université de Caen, à la maison de la recherche en sciences humaines.
- Statues :
  - Statue équestre de du Guesclin de Arthur Le Duc (1914), inscrite en 2006[206]
  - le Phénix de Louis Leygue, classé en 2012[207].
  - Statue de Jeanne d'Arc de Joseph Ebstein (1931), d'abords situé à Oran elle fut installée à Caen le 10 mai 1964 sur la place de la Résistance[208].
- Les cités-jardins
  - la cité-jardin des Rosiers, inscrite en 2007[209]
  - le Nice caennais
- Bâtiments de l'Entre-deux-guerres :
  - l'hôtel des postes (1932), inscrit en 2010[210]
  - la gare de Caen, reconstruite par Henri Pacon (1934)
- Immeubles de la Reconstruction :
  - par Henry Bernard
    - actuel campus 1 de l'université (1957), classé en 2012[207]
    - l'église Saint-Julien (1963), inscrite en 2005, classée en 2007[211]

  - l'église du Sacré-Cœur de la Guérinière, inscrite en 2005[212]
  - le château d'eau de la Guérinière, inscrit en 2010[213]
  - le monastère des bénédictines, en partie classé et en partie inscrit en 2005[214]
  - l'ancienne chambre de commerce de Caen, inscrite en 2003[215]

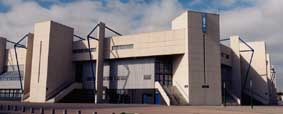
Stade d'Ornano.

- Le monument aux morts de la Première Guerre mondiale sur la place Maréchal-Foch[216].
- Architecture contemporaine :
  - le stade Michel-d'Ornano, inauguré en 1993, terrain du Stade Malherbe, club qui alterne entre Ligue 1 (saison 2010-2011) et Ligue 2.
  - le Musée des Beaux-Arts, dans l'enceinte du château
  - le Mémorial pour la Paix, inauguré en 1988.
  - le nouveau palais de justice par Architecture-Studio

#### XXIesiècle
- Le Cargö (2007)
- les salles du rempart, musée de Normandie (2008)
- l'École supérieure d'arts et médias de Caen (2009)
- Le Dôme, prix de l'Équerre d'argent dans la catégorie lieu d'activité en 2016
- la bibliothèque Alexis-de-Tocqueville, construite par Rem Koolhaas sur la presqu'île portuaire (2017)

#### Les orgues
Les orgues de l'abbatiale Saint-Étienne (grand-orgue Cavaillé-Coll 1885 et orgue de chœur Dupont 1992), de l'église réformée et de l'église Saint-André (orgue Dupont 1982), ainsi que les églises Saint-Pierre (JF Dupont, 1997), Saint-Jean, Saint-Julien, Saint-Paul, Saint-Ouen, chapelle de la DRAC.

### Les cimetières dormants
Créés au XVIIIe siècle, les « cimetières dormants » ont été désaffectés vers 1880 à la suite de l'aménagement des cimetières Saint-Gabriel et du Nord-Est ou Clémenceau. Composés, en majorité, de concessions acquises à perpétuité la ville de Caen ne peut ni les prendre en charge ni les supprimer. Ils font, désormais, partie d'une promenade touristique,.
- Le cimetière des Quatre-Nations.
- Le cimetière Saint-Jean.
- Le cimetière Saint-Nicolas.
- Le cimetière de Saint-Ouen.
- Le cimetière protestant.
- Le cimetière Saint-Pierre.

### Œuvres d'art dans l'espace public
- Monuments protégés au titre des monuments historiques :
  - Statue de Louis XIV, de Louis Petitot  Inscrit MH (2006),
  - Statue équestre de du Guesclin, d'Arthur Le Duc,  Inscrit MH (2006) ;
- Parc des sculptures du château de Caen.

### Vie militaire
Unités militaires ayant été en garnison à Caen :
- Francs-brements (1565-1758),
- Compagnie du Papegay (1585-1785),
- Canonniers du château (1791-1793),
- Régiment d'Aunis (1790-1792),
- Chartre-Dragons (1791),
- 9e régiment de hussards (an IV),
- 144e demi-brigade (an IV),
- 86e demi-brigade (an V),
- 40e demi-brigade (an VII),
- 1er bataillon auxiliaire (an VIII),
- Service de la place de Caen (1793-an VII),
- État-Major de la 5e division d'infanterie (caserne Hamelin et caserne Lefèvre), 1939-1940,
- 36e régiment d'infanterie (casernes Hamelin et Lefèvre), (avant) 1906-1914,
- 43e régiment d'artillerie (quartier Claude Decaen), 1914-1940.
- 1re compagnie de cavaliers de remonte (quartier Lorge), (avant) 1906-1914,
- 32e division militaire territoriale (quartier Lorge), 1963-1992 : commandement territorial au niveau de la région administrative composé d'un état-major, d'une compagnie d'active, de services, d'une musique et de régiments de réserve.
- À Bretteville-sur-Odon, et sur les limites des communes de Carpiquet et Verson, à proximité de Caen, existait l'École inter-armes des personnels militaires féminins (EIPMF) de l'Armée de terre, créée en 1966, devenue en 1984 jusqu'en juillet 2003 l'École de défense nucléaire (radiologique en 1994) bactériologique et chimique, déplacée par la suite à Draguignan (quartier Koenig), faisant partie de la garnison de Caen. Le lieu a abrité par la suite un détachement du 42e régiment de transmission (42e RT) de Laval devenu ensuite un nouveau régiment : le 18e R.T. jusqu'à sa dissolution en juin 2010,
- En ces lieux coexistait le détachement de surveillance du matériel (DSM) jusqu'en 2011, lui-même issu de l'Établissement régional du génie et du matériel : 1969-1982, situé au début du quartier de la Guérinière,
- Le quartier Koenig précité a, pour partie, ainsi que l'aéroport de Carpiquet jouxtant, appartenu à l'Armée de l'Air jusqu'en 1984. Une partie de l'aéroport de Carpiquet a été zone militaire jusqu'en 1998. Ce dernier, de nos jours, accueille des essais pour l'aviation militaire,
- À Mondeville, commune jouxtant Caen et faisant partie de la garnison de Caen, se situait, jusqu'en 2004, l'Établissement central des matériels de mobilisation du service de santé des armées (ECMMSSA), issu de l'« ancienne cartoucherie »,
- Un terrain sur la commune de Fleury-sur-Orne, située à côté de Caen, appartient à la gendarmerie départementale pour les exercices et l'instruction,
- Le mess-hôtel de garnison, ouvert au public, jusqu'en 1998 (quartier Lorge),
- Bureau de garnison jusqu'en fin 2015 (quartier Lorge),
- Détachement de maintenance du génie et centre d'instruction de préparations militaires jusqu'en septembre 1997, antenne du service national jusqu'en fin 1998, cellule emploi (reconversion et suivi sur un an après leur temps sous les drapeaux des appelés militaires dans leur région d'origine ou d'arrivée) et centre de transmission de l'Armée de terre jusqu'en 2000 (quartier Lorge),
- Un service vétérinaire est revenu au quartier Lorge, dans les locaux de l'antenne du service national de 2005 à 2012 (pour l'inspection des denrées et des animaux des armées, des renforts à autorité civile… sur la Basse Normandie),
- Une partie du secrétariat d'État aux Anciens Combattants est basée à Caen ainsi que les administrations régionales et départementales de cette entité (quartier Lorge),
- Caen abrite des centres d'informations de chaque force armée (quartier Claude Decaen pour la gendarmerie, quartier Lorge pour les autres forces armées) ainsi que les entités militaires départementales classiques (délégation militaire départementale (quartier Lorge) et groupement de gendarmerie départementale avec les unités et services ad hoc (quartier Claude Decaen)). De plus cette ville accueille en son sein la compagnie de gendarmerie départementale avec son groupe de commandement et ses unités ainsi qu'une brigade motorisée de gendarmerie départementale. La brigade territoriale locale de cette même subdivision d'Arme a été présente jusqu'en juin 2017 jusqu'à sa dissolution tout comme la légion puis région de gendarmerie (Caen étant auparavant capitale régionale) (depuis cette date fusionnée avec Rouen) avec aussi ses unités et services afférents (quartier Claude Decaen). Depuis, de ces entités à vocation régionale, seuls la section de recherche, le GIR et le CIR sont restés sur la ville. Enfin, Caen jouit de la présence de quelques services déconcentrés de la base de défense de Cherbourg-en-Cotentin (BdD) (logistique et services sociaux inter-armées), du centre du service national (CSN) et, jusqu'en juin 2018, où elle s'est déplacée à Biéville-Beuville à une quinzaine de kilomètres, d'une brigade de surveillance du littoral (BSL) de gendarmerie maritime (quartier Lorge).
- Depuis juin 2017, date de la dissolution de la brigade territoriale de gendarmerie départementale de Caen, c'est la brigade territoriale d'Evrecy qui est compétente sur la garnison de Caen (en principe pour les missions-en particulier militaires- qui ne relèvent pas des unités de la Direction Centrale de la Sécurité Publique de la Police Nationale, présentes à Caen) en sus de sa circonscription d'origine où elle assure les missions précitées ainsi que la sécurité publique et la police judiciaire quotidiennes.

### Personnalités liées à la commune

#### Naissances

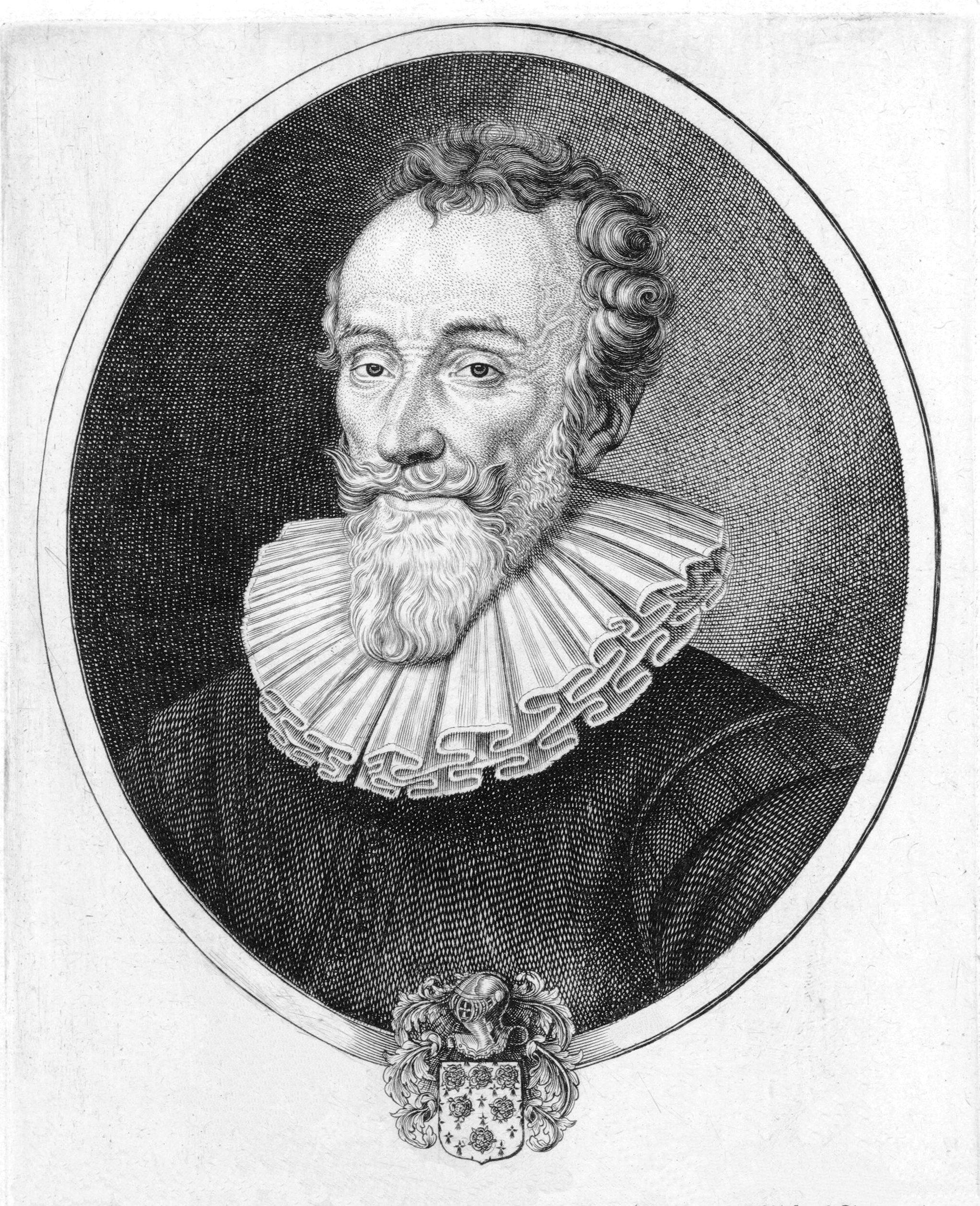
François de Malherbe (1555-1628).

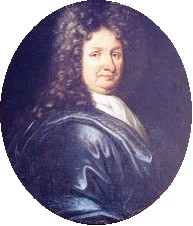
Segrais (1624-1701).

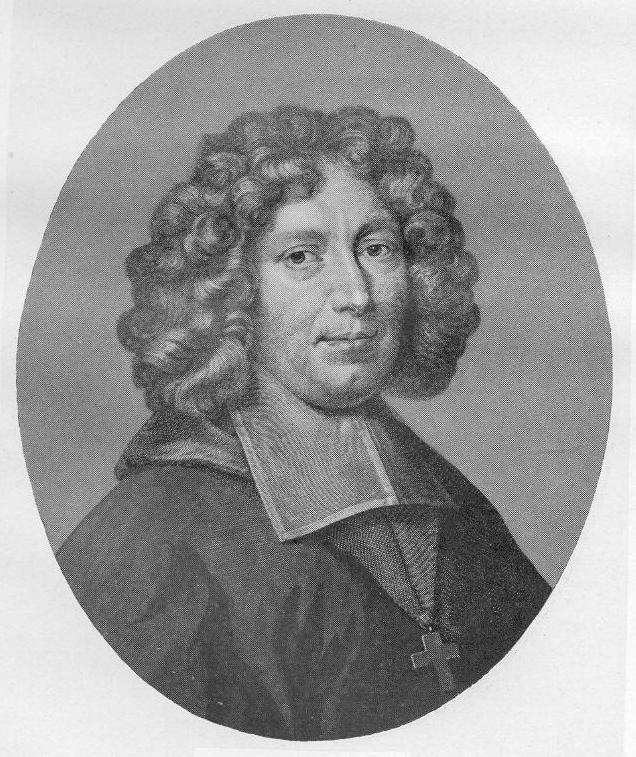
Pierre-Daniel Huet (1630-1721).

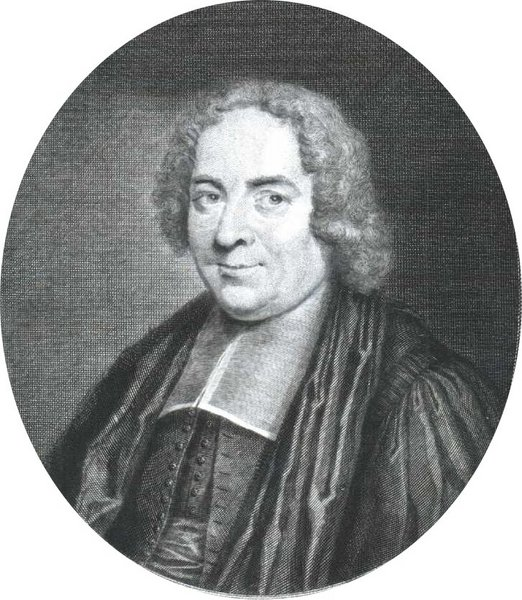
Pierre Varignon (1654-1722).

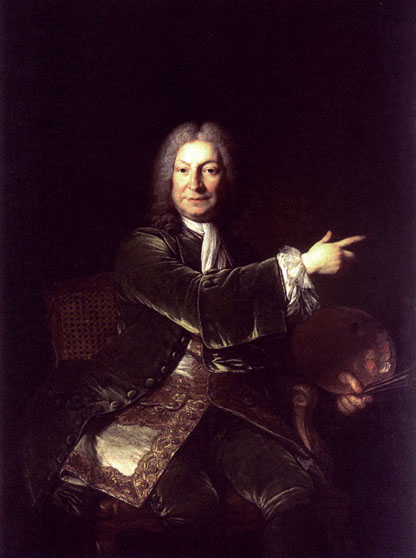
Robert Tournières (1667-1752).

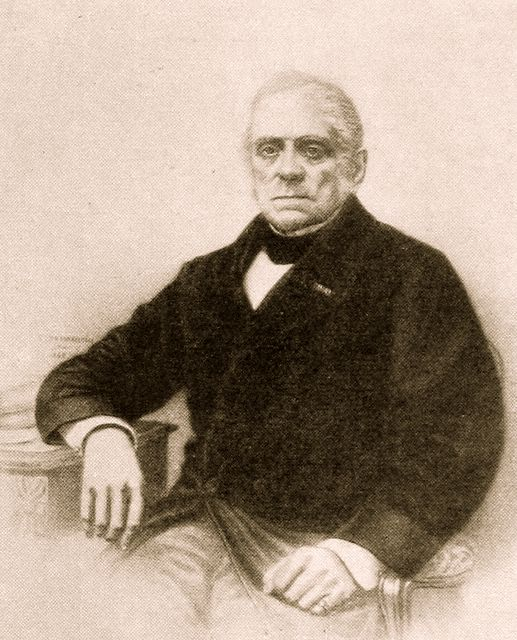
Esprit Auber (1782-1871).

##### XIesiècle
- Raoul de Caen (v.1080-v.1120), écrivain.

##### XIVesiècle
- Jean Soreth (1395?-1471), 25e prieur général de l'ordre du Carmel.

##### XVIesiècle
- Guillaume Gosselin (?-v. 1590), mathématicien.
- Charles de Bourgueville (1504-1593), historien.
- Jacques Daléchamps (1513-1588), naturaliste.
- Jean Rouxel (1530-1586), jurisconsulte et poète.
- Robert Constantin (1530-1605), médecin, helléniste, lexicographe.
- Margarin de La Bigne (1546-1595), théologien.
- Jacques de Cahaignes (1548-1612), médecin.
- Jean Bertaut (1552-1611), poète.
- François de Malherbe (1555-1628), poète lyrique.
- Robert Angot de L'Éperonnière (1581-?), poète satirique.
- Pierre Patrix (1583-1671), poète.
- François de Cauvigny de Colomby (1588-1648), écrivain.
- Antoine Le Métel d'Ouville, (1589-1655), ingénieur géographe, poète et dramaturge.
- François Le Métel de Boisrobert (1592-1662), dramaturge.

##### XVIIesiècle
- Saint Jean Eudes (1601-1680) prêtre.
- Tanneguy Le Fèvre (1615-1672), humaniste, philologue et traducteur.
- Marc Restout (1616-1684), peintre.
- Jean Regnault de Segrais (1624-1701), poète.
- Pierre-Daniel Huet (1630-1721), écrivain, membre de l'Académie française.
- Henri de Bernières (1635-1700), prêtre, premier curé de Québec.
- Marthe Le Rochois (1650-1728), cantatrice.
- Jacques Restout (1650-1701), peintre.
- Jean-Claude de Croisilles (1654-1680), philologue.
- Jean-Baptiste Belin de Fontenay (1653-1715), peintre.
- Pierre Varignon (1654-1722), mathématicien.
- Eustache Restout (1655-1743), peintre.
- Estienne Roger (v.1655-1722), imprimeur et éditeur.
- Guillaume Massieu (1665-1722), homme d'Église, traducteur et poète.
- Jean Ier Restout (1666-1702), peintre.
- Robert Tournières (1667-1752), peintre.
- Thomas Restout (1671-1754), peintre.
- Hyacinthe Robillard d'Avrigny (1675-1719), historien.
- René de Renneville (1677-1723), écrivain.

##### XVIIIesiècle
- Jacques-Francois Artur (1708-1779), médecin et naturaliste.
- François-Henri Turpin (1709-1799), historien.
- Pierre François Joseph Régnier (1723-1795), général des armées de la République.
- Anne-Louise Élie de Beaumont (1729-1783), écrivain.
- Jacques Clinchamps de Malfilâtre (1732-1767), poète.
- Desfontaines-Lavallée (1733-1825), écrivain et dramaturge.
- J. Hector St John de Crèvecoeur (1735-1813), écrivain américain.
- Pierre-Jacques-Samuel Chatry-Lafosse (1737-1814), homme politique, député du Calvados au Conseil des Anciens.
- Gaspard-Michel Leblond (1738-1809), archéologue.
- Jean-Jacques Boisard (1744-1833), fabuliste.
- Charles-Claude de Montigny (1744-1818), homme de lettres.
- Charles Eschard (1748-1710), peintre.
- Pierre Auguste François de Burcy (1748-1793), général des armées de la République mort au combat à Gundershoffen le 26 novembre 1793 (nom gravé sous l'Arc de Triomphe).
- Gervais de La Rue (1751-1835), historien.
- Jean-François Moulin (1752-1810), membre du Directoire, général de la Révolution française.
- Jean-Baptiste Moulin (1754-1794), général de la Révolution française ; mort au combat le 8 février à Cholet.
- Charles-Auguste-Esprit-Rose Blutel (1757-1806), homme politique.
- Antoine Le Bailly (1758-1833), fabuliste.
- Jean-François Boisard (1762-1821), Fable et peintre.
- Aimé Orceau de Fontette (1763-1840), homme politique, député du Calvados de 1827 à 1830.
- Louis-Gustave Doulcet de Pontécoulant (1764-1853), homme politique, Président de l'Assemblée nationale.
- François-Joseph Quesnot (1765-1805), mathématicien.
- Pierre-Simon Girard (1765-1835), ingénieur.
- Georges Hippolyte Le Sénécal (1767-?), militaire.
- Jean Thomas Guillaume Lorge (1767-1826), général des armées de la République et de l'Empire.
- Archange Louis Rioult-Davenay (1768-1809), général des armées de la République et de l'Empire.
- Charles Mathieu Isidore Decaen (1769-1832), général.
- Alexandre-Étienne Choron (1771-1834), musicologue.
- Henry de Magneville (1771-1847), géologue.
- Victor Levasseur (1772-1811), général des armées de la République et de l'Empire.
- Sophie de Renneville (1772-1822), écrivain et journaliste féministe.
- Hippolyte-Victor Collet-Descotils (1773-1815), chimiste.
- Edme Le Sauvage (en) (1778-1852), médecin et naturaliste français.
- Gabriel de La Fosse (1779-1848), général d'Empire.
- Eugène d'Hautefeuille (1779-1846), général d'Empire (qui commande la 1re subdivision de la 14e division à Caen).
- Daniel-François-Esprit Auber (1782-1871), compositeur.
- Pierre Michel Moisson-Desroches (1785-1865), ingénieur du corps des mines, promoteur des chemins de fer en 1814.
- Louis-Claude Malbranche (1790-1838), lithographe et peintre de paysages et de marines.
- Jacques-Amand Eudes-Deslongchamps (1794-1867), naturaliste et paléontologue.
- Henri Philippe-Auguste Dutrône (1796-1866), homme politique et haut fonctionnaire, avocat et philanthrope,

##### XIXesiècle
- Guillaume-François Gervais (1803-1867), médecin, homme politique, préfet de police, industriel, directeur de l'École de commerce.
- Léon Thomine Desmazures (1804-1869), missionnaire.
- Emmanuel Orceau de Fontette (1805-1887), avocat et homme politique, député du Calvados de 1842 à 1846.
- Étienne Mélingue (1807-1875), acteur et sculpteur.
- Amédée Renée (1808-1859), historien et homme politique.
- Auguste Lechesne (1815-1888), sculpteur.
- Georges Bouet (1817-1890), peintre et archéologue.
- Aurélie Ghika (1820-1904), princesse et femme de lettres.
- Eugène Eudes-Deslongchamps (1830-1889), paléontologue et naturaliste.
- Eugène Poubelle (1831-1907), juriste, administrateur, préfet et diplomate.
- Alexandre Choron (1837-1924), cuisinier.
- Arsène-Hippolyte Rivey (1838-1903), peintre.
- Charles Longuet (1839-1903), journaliste, membre de la Commune de Paris.
- Louis Ricard (1839-1921), avocat et homme politique.
- Charles-Ernest Paulmier (1848-1907), homme politique.
- Arthur Le Duc (1848-1918), sculpteur.
- Léon Lecornu (1854-1940), ingénieur.
- Alexandre Bigot (1863-1953), géologue.
- Joseph Lecornu (1864-1931) ingénieur.
- Georges Jules Moteley (1865-1923), peintre.
- Pierre de Vanssay de Blavous (1869-1947), physicien et hydrographe.
- Robert Dupont (1874-1949), peintre.
- Gabriel Dupont (1878-1914), compositeur.
- René-Norbert Sauvage (1882-1955), historien et archiviste.
- René Le Somptier (1884-1950), cinéaste.
- Guy de Lioncourt (1885-1961), organiste.
- René Menzies (1889-1971), coureur cycliste.
- André Danjon (1890-1967), astronome.
- Robert Jardillier (1890-1945), homme politique.
- Charlotte Clasis (1891-1974), actrice.
- Charles-André Julien (1891-1991), historien et journaliste spécialiste du Maghreb.
- André Marc (1892-1961), prêtre jésuite.
- Louis-Édouard Garrido (1893-1982), peintre.
- Marie-Pierre Kœnig (1898-1970), maréchal de France.
- Jean Daligault (1899-1945), prêtre, résistant et artiste.

##### XXesiècle
- Renée Héribel (1903-1952), actrice.
- Guy Chaumet (1913-1980), haut fonctionnaire et résistant.
- Roger Grenier (1919-2017), écrivain, journaliste et homme de radio.
- Claude Couffon (1926-?), professeur et traducteur.
- Michel Gigon (1929-2022), peintre et cartonnier de vitraux.
- Jean-Pierre Eustache (1930-2014), flûtiste.
- Emmanuel Bourassin (1930-1999), historien et écrivain.
- Jean-Pierre Jaussaud (1937- 2021), ancien pilote automobile.
- Philippe Bruneau (1938 ou 1939-2012), acteur et scénariste.
- Alain Duhamel (1940-), journaliste et essayiste.
- Jean-Luc Préel (1940-), homme politique.
- Jean Léturgie (1947-), scénariste de bande dessinée.
- Ivan Messac (1948-), sculpteur.
- Patrick Verbeke (1949-), guitariste, compositeur et chanteur de blues.
- Laure Adler (1950-), journaliste et écrivain.
- Catherine Rihoit (1950-), femme de lettres.
- Alain Genestar (1950-), journaliste.
- Daniel François (1953-), footballeur professionnel.
- Yannick Bonnec (1953-), footballeur professionnel.
- Mathieu Lindon (1955-), écrivain et journaliste.
- Thierry Geffrotin (1956-), journaliste.
- Françoise Joly (1956-) journaliste.
- Daniel Juré (1957-), artiste.
- François Kermoal (1957-), journaliste.
- Xavier Deluc (1958-), acteur.
- Bruno Romy (1958-), réalisateur de cinéma, acteur.
- Christophe Coin (1958-), violoncelliste, gambiste, quartettiste et chef d'orchestre.
- Chrystel Marchand (1958-), compositrice et pédagogue.
- Thierry Lepaon (1960-), syndicaliste, ancien secrétaire général de la CGT.
- Éric Le Nabour (1960-), historien et écrivain.
- Emmanuel Jouanne (1960-2008), auteur de science-fiction.
- Pascal Periz (1961-), chanteur.
- Vincent Barteau (1962-), cycliste.
- Pascal Mahé (1963-), handballeur.
- Olivier Baroux (1964-), comédien.
- Jean-Marc Brûlé, (1965-2023), homme politique français.
- Nathalie Rihouet (1965-), présentatrice météo.
- Vincent Winterhalter (1965-), acteur.
- Emmanuel Chaunu (1966-), caricaturiste.
- Adrien Goetz (1966-), historien de l'art, romancier et essayiste.
- Marie Jaffredo (1966-), scénariste et dessinatrice de BD.
- Caryl Férey (1967-), écrivain.
- Jean-Christophe Raufflet (1967-), auteur de bandes dessinées.
- Pierrick Maïa (1967-), joueur de hockey sur glace.
- Frédérique Lorient (1967-), écrivaine.
- Samuel Lobé (1967-), footballeur puis consultant sportif.
- Éric Tanguy (1968-), compositeur classique.
- Mickaël Babin (1970-), joueur de hockey sur glace.
- Léa Drucker (1972-), actrice.
- Elsa Lepoivre (1972-), actrice.
- Simon Léturgie (1974-), auteur de bandes dessinées.
- Marie-Agnès Gillot (1975-), danseuse étoile à l'Opéra de Paris.
- Alexandra Koszelyk (1976-), écrivaine.
- Simon Hureau (1977-), auteur de bandes dessinées.
- Anthony Deroin (1979-), footballeur.
- Brice Chauvel (1979-), joueur de hockey sur glace.
- Julie Judd, comédienne.
- Raphäl Yem (1981-), animateur de télévision.
- Alexandre Pichot (1983-), cycliste.
- Karine Gautard-Roussel (1984-), coureuse cycliste.
- Laura Julia Fiquet (1985), militante associative et entrepreneure.
- Sabine Devieilhe (1985), artiste lyrique.
- Benoit Costil (1987-), footballeur.
- Seb Toussaint (1988-), artiste.
- Alexis Breut (1988-), connu sous le pseudonyme de LinksTheSun, vidéaste.
- Bruno Massot (1989-), patineur franco-allemand de couple artistique.
- Fakear (1991-), auteur-compositeur et musicien de musique électronique.
- Superpoze (1992-), auteur-compositeur et musicien de musique électronique.
- Amandine Petit (1997-), Miss France 2021.
- Maxime Margely (2000-), kayakiste français.
- Malo' (1994-), chanteur.

#### Personnalités décédées à Caen
- Jean III de Bretagne (1286-1341), duc de Bretagne.
- Jean Vauquelin de La Fresnaye (1536-1606), poète.
- Samuel Bochart (1599-1667), théologien.
- Antoine Halley (1593-1675), poète.
- Marc Restout (1616-1684), peintre.
- Thomas Restout (1671-1754), peintre.
- Louis Joseph Marie Rogon de Carcaradec (1742-1802), maréchal de camp des armées de la République.
- George Brummell (1778-1840), dandy.
- Pierre-François Jamet (1762-1845), prêtre béatifié.
- François de Caumont (1768-1848), peintre.
- Guillaume-Stanislas Trébutien (1800-1870), traducteur, orientaliste et éditeur.
- Charles Demolombe (1804-1887), juriste.
- Henri Rondel (1857-1919), peintre.
- Léonie Martin (1863-1941), religieuse française, sœur de Thérèse de Lisieux et servante de Dieu.
- Jean-Marie Louvel (1900-1970), homme politique.
- Jo Tréhard (1922-1972), metteur en scène.
- Claude Serre (1938-1998) dessinateur français.
- Henry Coston (1910-2001), journaliste.
- Mike Marshall (1944-2005), acteur.
- Alain Robbe-Grillet (1922-2008), écrivain.
- Pierre Chaunu (1923-2009), historien.
- Françoise Blanchard (1954-2013), actrice.
- Jean-Marie Girault (1926-2016), maire de Caen.

#### Autres personnalités ayant vécu à Caen
- Wace (vers 1100- vers 1174), poète normand ayant vécu à Caen.
- Édith Gassion (1915-1963) dite Édith Piaf, ou encore "La Môme", venait régulièrement rendre visite à ses grands-parents qui tenaient un café à Caen.
- Michel Onfray (1959-), écrivain et philosophe, né à Argentan, il a fait ses études à l'Université de Caen et a créé en 2002 l'université populaire de Caen.
- Robert Jean Antoine de Franquetot de Coigny (1652-1704), gouverneur de Caen sous Louis XIV.
- Pierre Ucciani (1851-1939), peintre corse, demeure à Caen de 1902 à 1906[220].
- Pierre Bouchard (1901-1944), résistant dont une place de Caen porte le nom.
- Yvonne Guégan (1915-2005), déménage à Caen à l'âge de cinq ans et y décède ; son atelier peut être visité[155].
- Annie Girardot (1931-2011), comédienne, pensionnaire de la Comédie française ; a interrompu ses études d'infirmière à Caen pour entrer au Conservatoire de Paris.
- Michel Drucker (1942-), né à Vire (Calvados), a fait des études commerciales à Caen.
- Amin Zaoui (1956-), écrivain ayant vécu à Caen pour fuir des menaces en Algérie[221].
- Gringe (1980-), rappeur, y a passé quelques années.
- Stéphane Béchy (1963-), musicien, directeur du Conservatoire et de l'Orchestre de Caen de 1999 à 2016.
- Francis Letellier (1964- ), étudiant à Caen (1983-1988) et rédacteur en chef France 3 Basse-Normandie (1996-1997).
- Malika Ménard (1987-), Miss France 2010, a étudié au lycée Malherbe.
- Aurélien Cotentin (1982-), dit Orelsan, rappeur, a passé son adolescence à Caen.
- Mademoiselle Éférie (1982-), artiste et poétesse, y a passé toute son enfance et son adolescence.
- Headcharger, groupe de heavy metal.
- Concrete Knives.
- Jean-Pascal Zadi (1980- ), acteur et réalisateur français

### Citations
« Ville forte riche, spacieuse, belle de ses rivières, de ses prairies, de son port de mer plein de navires chargés de marchandises ; elle se pare de tant d'églises, de maisons et d'habitants, que c'est à peine si elle se reconnaît inférieure à Paris. »

— Guillaume le Breton, Philippide, 1. VIII.
Caen, par son assiette, et commode et plaisante,

Par son air toujours pur, sa demeure riante,

Par ses prés, par ses eaux et par mille beautés,

Justement le dispute aux plus nobles cités.
— Jean Regnault de Segrais, Athis

« Ce pays est très beau, et Caen la plus jolie ville, la plus avenante, la plus gaie, la mieux située, les plus belles rues, les plus beaux bâtiments, les plus belles églises ; des prairies, des promenades, et enfin la source de tous nos beaux esprits. »

— Madame de Sévigné

« Cette ville au jugement de chacun qui la voit et contemple est l'une des plus belles, spacieuses plaisantes et délectables que l'on puisse regarder, accompagnée et embrassée de deux amples et plaisantes prairies encloses d'assez grosses et hautes collines au pied desquelles flue et reflue la rivière d'Orne. »

— Charles de Bourgueville

« Caen mérite aujourd'hui une partie des éloges qui lui étaient autrefois si libéralement octroyés. Par ses églises, par ses hôtels, par la décoration de quelques-unes de ses maisons particulières, c'est à vrai dire un vaste musée qui fournit à l'observateur les sujets d'études les plus intéressants et les plus variés. »

— Eugène de Robillard de Beaurepaire, Comptes-rendus du Congrès tenu à Caen, par la Société française d'archéologie, 1883.
Une rose a été dédiée à la ville de Caen sous le nom de 'Triomphe de Caen' en 1861.

### Dans la culture
- Caen est le titre d'un des sketches les plus célèbres de l'humoriste franco-belge Raymond Devos. Rempli de jeux de mots, un de ses principaux ressorts comiques est l'homophonie entre le nom de la ville de « Caen » et la conjonction de subordination « quand »[222].

### Héraldique, logotype et devise

#### Héraldique
| Armes de la ville de Caen | Armoiries traditionnelles de Caen : De gueules au château donjonné d'une tour crénelée d'or, le tout ouvert, ajouré et maçonné de sable. |

| Armoiries en vigueur sous l'Ancien Régime | Les armes de Caen sous l'Ancien Régime se blasonnaient ainsi : Coupé de gueules et d'azur, à trois fleurs de lys d'or, deux en chef, une en pointe. |

En 1809, une circulaire ministérielle précise que les villes et corporations doivent obtenir une permission de l'empereur avant de disposer d'armoiries. Le conseil municipal de Caen sollicite un écu coupé d'azur et de gueules à l'aigle brochant sur le tout, ou, en cas de refus, le retour à l'ancien écu au château donjonné d'or. C'est ce dernier qui sera validé en 1811.
| Armoiries demandées à Napoléon en 1809 mais non octroyées. | Armoiries demandées à Napoléon en 1809 mais non octroyées : Coupé d'azur et de gueules à l'aigle d'or brochant sur le tout, au chef des bonnes villes de l'Empire qui est de gueules à trois abeilles d'or. |

| Armoiries en vigueur sous le Premier Empire | Les armes de Caen sous le Premier Empire se blasonnaient ainsi : De gueules au château donjonné d'une tour crénelée d'or, au chef des bonnes villes de l'Empire (de gueules à trois abeilles d'or). |

| Armoiries en vigueur actuellement, reprises du blason primitif du XIIIe siècle | Les armes de Caen, en vigueur depuis 1830, sont reprises du blason primitif du XIIIe siècle et se blasonnent : De gueules au château donjonné d'une tour crénelée d'or, le tout ouvert, ajouré et maçonné de sable. |

#### Devise
Devise de la ville de Caen : Un Dieu, un Roy. Une Foy, une Loy. Elle était inscrite sur l'hôtel municipal, le Châtelet, avant la destruction de ce dernier en 1754.